# Église Saint-Éloi de Roissy-en-France
Pour les articles homonymes, voir Église Saint-Éloi.
L'église Saint-Éloi est une église catholique paroissiale située à Roissy-en-France, en France. Entre 1174 et la fin de l'Ancien Régime, Roissy est un prieuré-cure de l'abbaye Saint-Victor de Paris. Une partie des murs de la nef et du clocher remontent peut-être au Moyen Âge, mais le peu de caractère de ces parties ne permet pas de l'affirmer, et une date au XVIIe ou XVIIIe siècle est plus probable : en effet, l'on n'y trouve aucun élément de modénature ou de sculpture monumentale à l'exception du portail occidental, qui est influencé par le classicisme. La nef est dépourvue de bas-côtés et non voûtée, mais impressionne par ses dimensions. Cependant, seul le chœur et ses collatéraux sont d'un réel intérêt architectural, à la fois pour leur plan et la qualité du décor sculpté du style de la Renaissance. La date de 1574 lisible sur un contrefort indique sans doute l'achèvement, mais l'on ignore tout sur les circonstances de la construction, et la question de l'attribution à un architecte reste toujours en suspens. Dans le vaisseau central du chœur, les ordres ionique et corinthien se superposent, et ont été traités avec une grande liberté d'interprétation du modèle antique. La première et la troisième travée n'ont que la moitié de la profondeur de la seconde travée, ce qui évite la monotonie. Les grandes arcades, les arcs-doubleaux et les arcs d'inscription des voûtes sont toujours en arc brisé, sauf dans la seconde travée, et le voûtement d'ogives lui-même rappelle également l'architecture gothique. Il n'y a pas de fenêtres hautes dans le vaisseau central, mais les fenêtres des collatéraux et les hautes baies de l'abside éclairent suffisamment l'espace. À l'extérieur, le chevet se caractérise par l'harmonie des volumes et ses formes arrondies : des quarts-de-cercle pour les collatéraux, et un hémicycle pour l'abside du vaisseau central. À l'intérieur, le chevet est toutefois à pans coupés. L'église Saint-Éloi a été classée au titre des monuments historiques par arrêté du 13 octobre 1942, mais sa restauration intérieure et extérieure n'est entreprise qu'à partir de la fin du XXe siècle, et a été achevée au printemps 2014. Des messes sont célébrées dans l'église Saint-Éloi le jeudi et samedi soir.

## Localisation

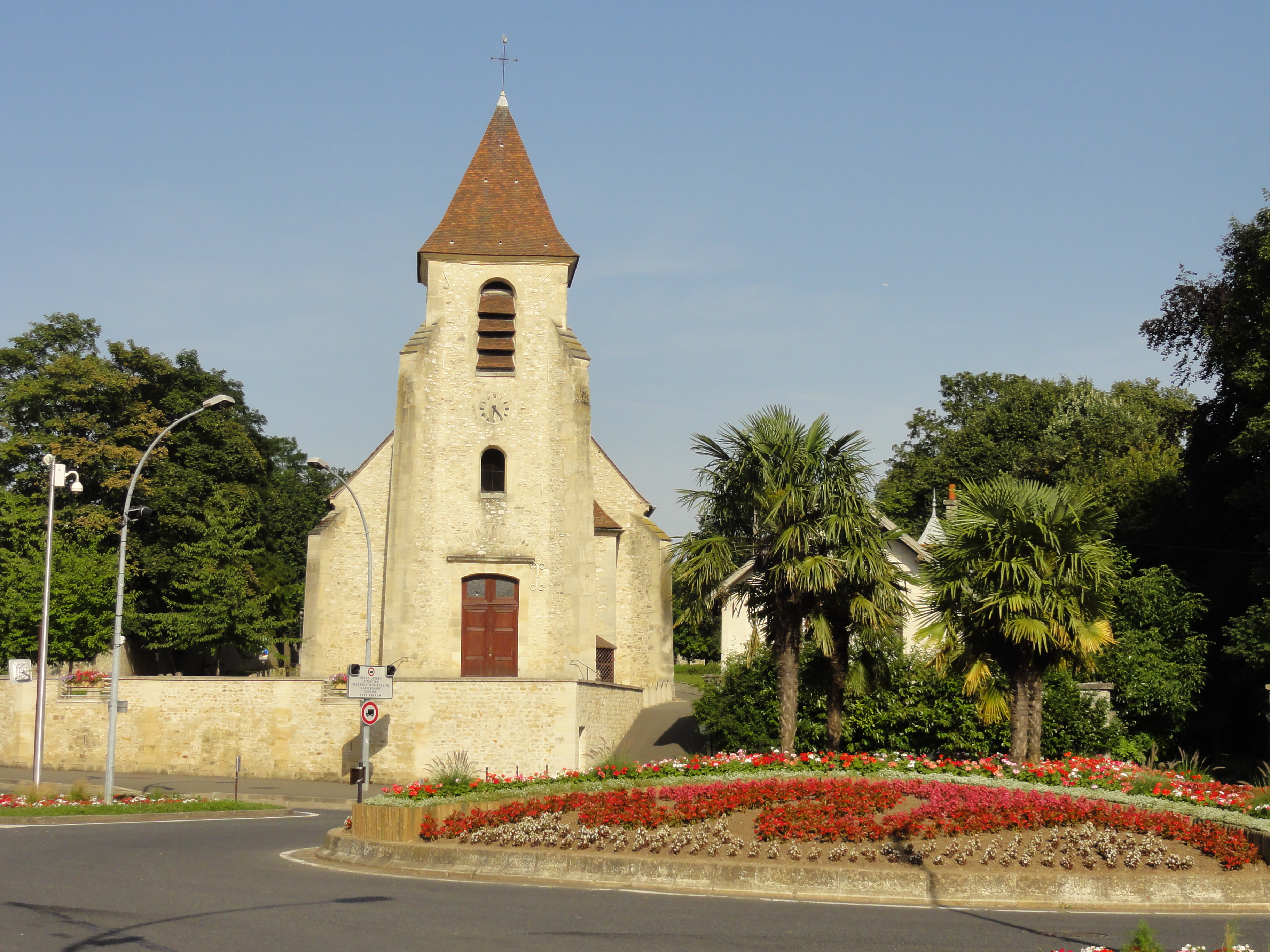
Vue depuis le rond-point Saint-Éloi.

L'église est située en France, en région Île-de-France et dans le département du Val-d'Oise, en pays de France, au 12 de l’avenue Charles De Gaulle dans la commune de Roissy-en-France (95700), à la limite sud du vieux village, à l'est du rond-point de l'avenue Charles-de-Gaulle, où débouchent la rue Pasteur et le chemin de la Dîme. L'église domine légèrement la rue et est précédée d'un parvis, séparé de la rue par un mur de soutènement. C'est la façade occidentale qui donne sur la rue, et le clocher ainsi qu'une partie de l'élévation septentrionale de la nef sont également visibles depuis le parvis. Au nord, le chemin de la Mesnil, qui est une voie piétonne dédiée à la promenade, longe l'église. Il débouche devant le Cimetière et le Monument aux Morts de la ville, conduit au Parc du Cèdre en passant par le Parc de l’Orangerie. Le chevet de l'église donne sur ce parc et son rucher. Dégagé de toute autre construction, il est bien mis en valeur. L'on peut faire le tour de l'église en retournant vers le parvis par un petit chemin qui passe près du mur méridional de l'église. La proximité d'un terrain privé ne permet ici pas de bénéficier d'une vue d'ensemble de l'église en prenant du recul. Il est à noter que le réseau de chemins du Parc de l’Orangerie établit des liaisons non seulement avec le Parc du Cèdre, mais également avec la mairie et son parc (Parc de la Mairie) et les vestiges de l'ancien Château des Caramans dit Château de Roissy-en-France (au nord), le Centre Culturel l’Orangerie qui abrite notamment la médiathèque et l'office du tourisme (au nord-est), la zone hôtelière (à l'est et au sud).

## Historique

### Les origines

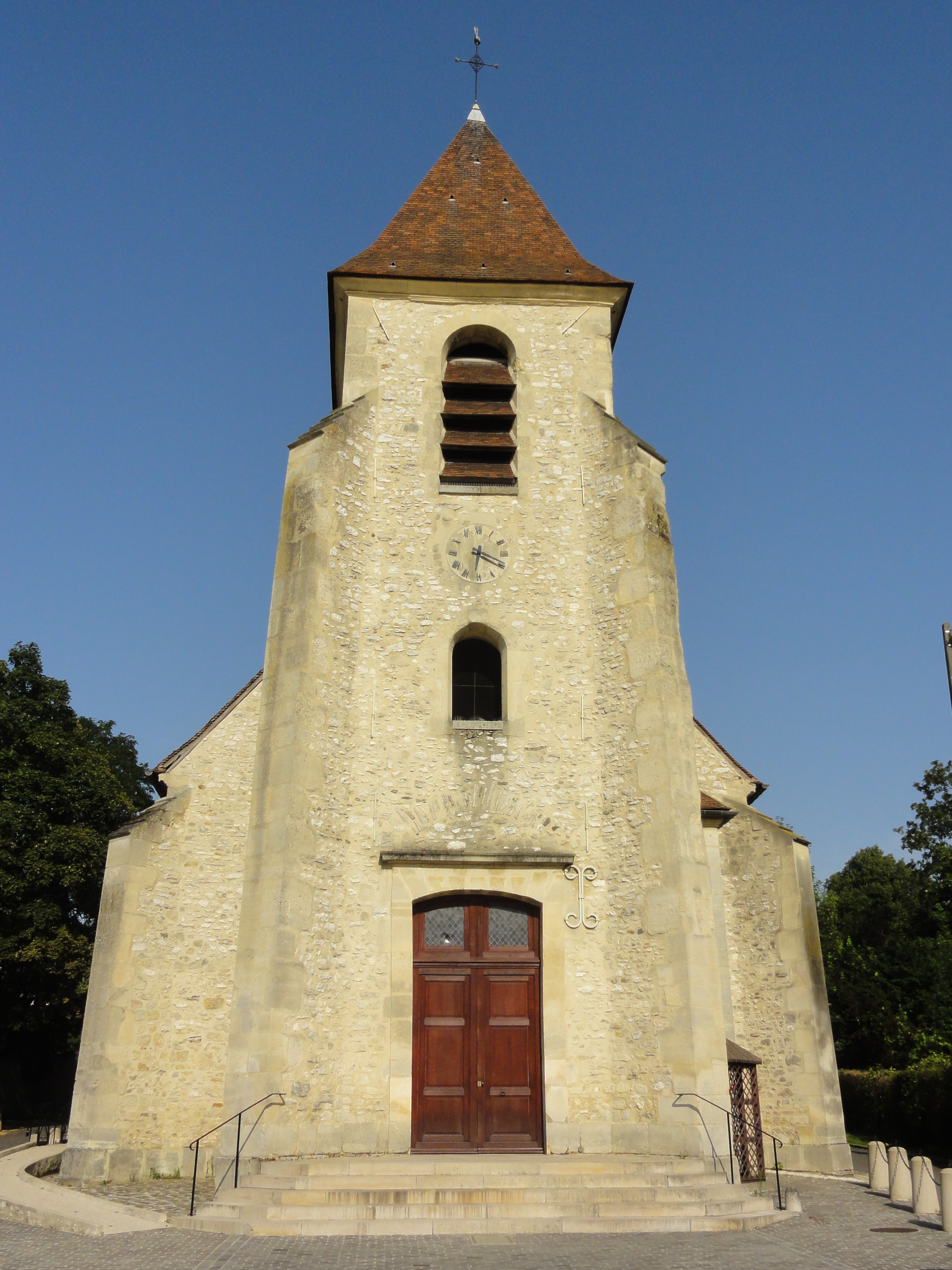
Clocher et façade occidentale.

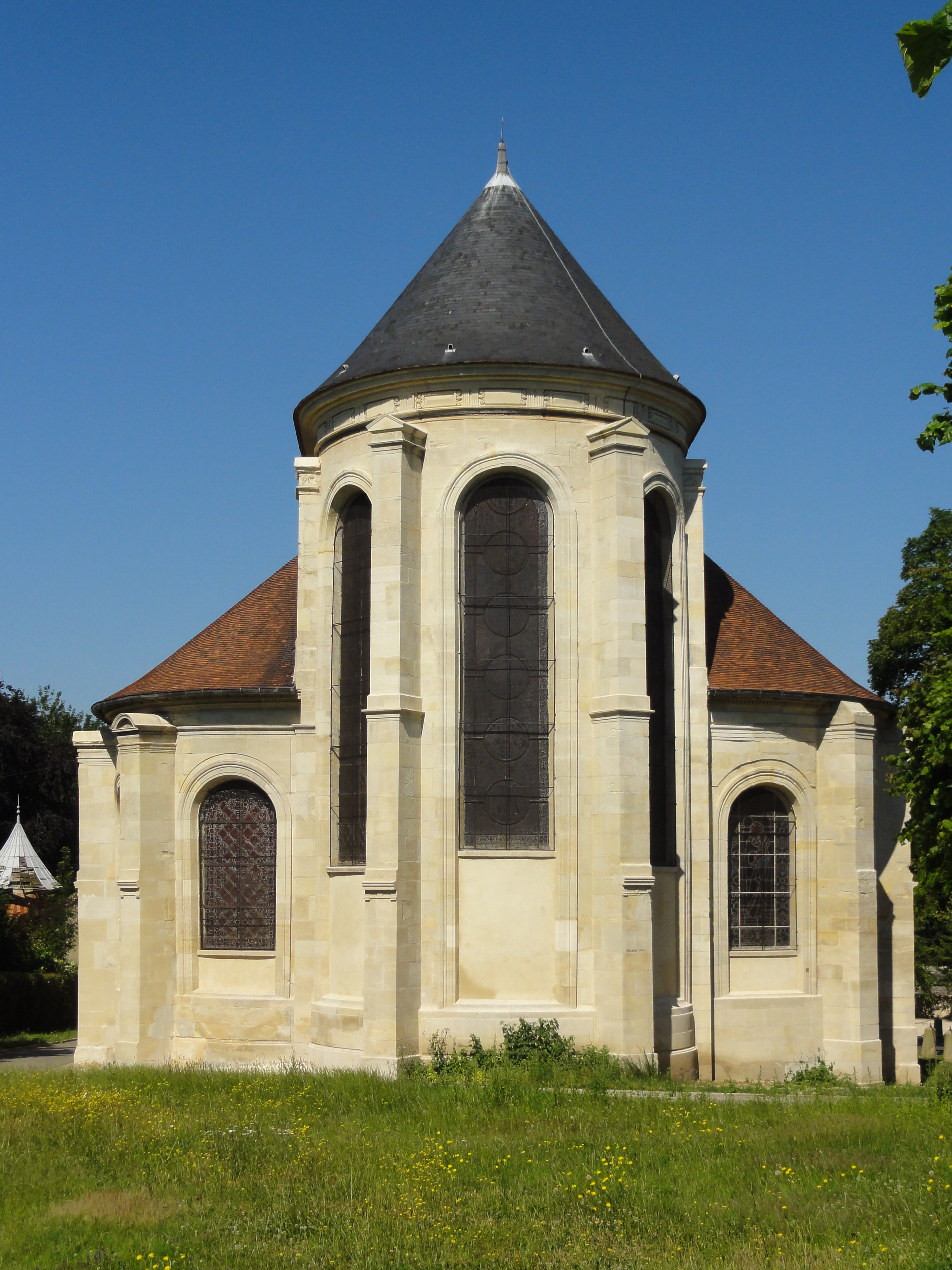
Chevet.

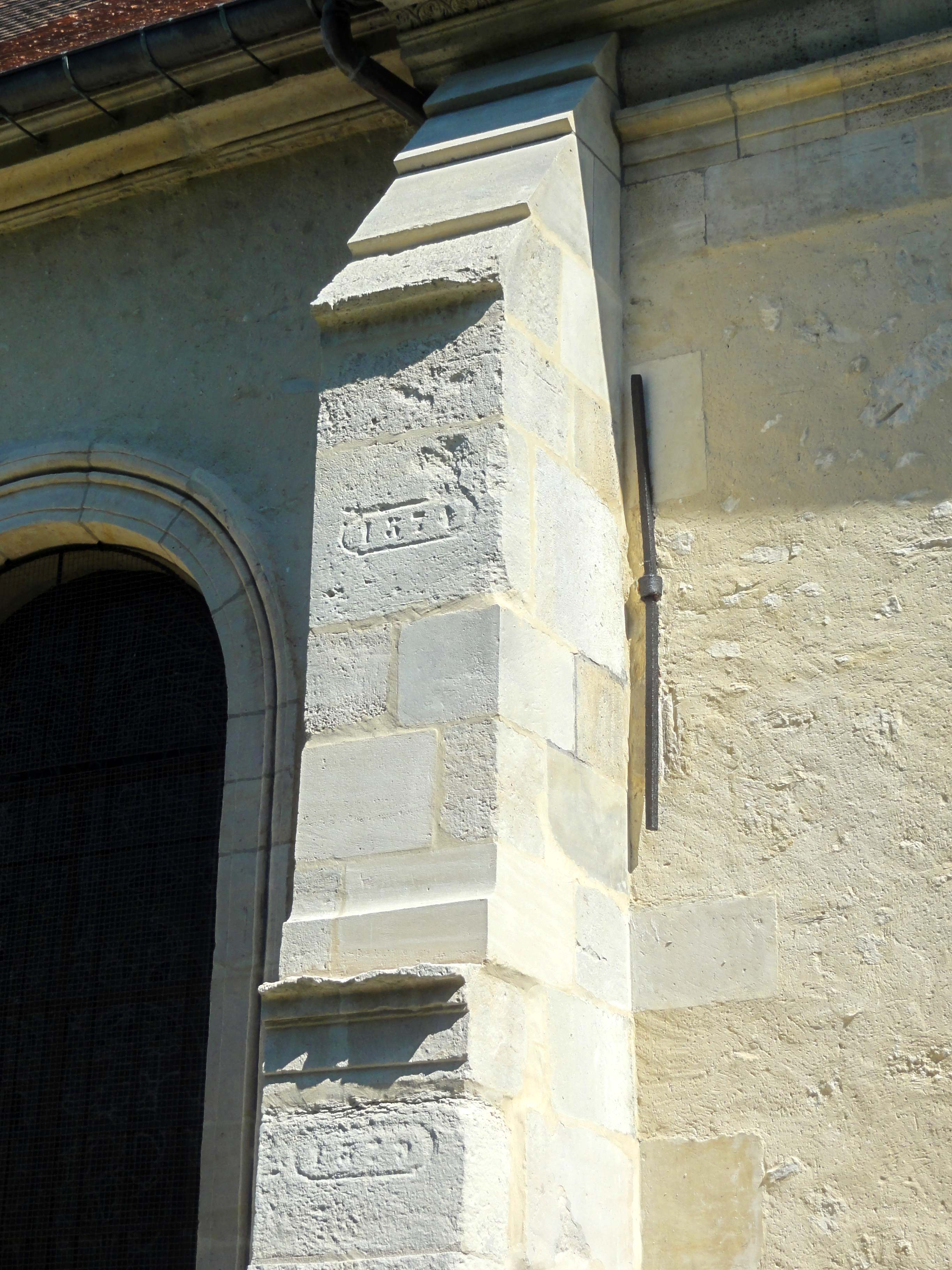
Contrefort de la chapelle sud, avec les dates de 1574 (en haut) et 157?.

Entouré de terres particulièrement fertiles, le village existe apparemment dès l'époque gallo-romaine. Lors de la restauration d'un pilier au sud du chœur en 1979, le service des Monuments historiques effectue des sondages. Selon le résumé qu'en donnent Guy Ibergay et Dominique Renaux, ils « ont permis de reconnaître l'existence d'une substruction observée sur une élévation de 1,50 m, sans que ses fondations soient atteintes. Les parements de ce mur sont constitués de pierres grossièrement équarries, liées de mortier et régulièrement disposées. Cette organisation dite en petit appareil, renvoie à un mode de construction courant au IVe siècle et en tout état de cause antérieur au IXe siècle. Une substruction similaire a déjà été observée sous le chœur de l'église Saint-Rieul de Louvres. Ces structures évoquent assez bien les caractéristiques des sanctuaires ruraux gallo-romains ». Henri Houmaire y voit les vestiges d'un premier oratoire chrétien au sein d'une villa gallo-romaine. Les rédactrices de l'inventaire général du patrimoine culturel, Marie-Madeleine Canet et Agnès Somers, évoquent plus prudemment une première église « antérieure au IXe siècle ». Henri Houmaire affirme que la première église de Roissy est bâtie sous l'impulsion des premiers seigneurs de Roissy au cours du IXe siècle, sans citer une source appuyant cette datation,,,. Au Moyen Âge, les seigneurs de Roissy, dont la demeure se situe à proximité immédiate, font en tout cas édifier une nouvelle église à l'emplacement de l'édifice actuel. Sa situation sur une éminence, un peu à l'écart du village, ressort de quelques textes du XIIIe siècle. Guy Ibergay et Dominique Renaux veulent croire que le chevet de l'église actuelle comporte encore quelques pierres de l'église médiévale, ce qui ne concorde pas avec la cohérence du plan du chevet de la Renaissance.
La première mention de Roissy n'est pas très ancienne et remonte seulement à l'an 1174, quand Matthieu de Roissy et Richilde, sa sœur, donnent une partie de leurs biens à l'abbaye Saint-Victor de Paris. Selon l'abbé Lebeuf, le prieuré de Roissy est peut-être plus ancien que la paroisse. Les deux utilisent le même lieu de culte, qui est placé sous le vocable de saint Éloi de Noyon, vénéré dans la région depuis le IXe siècle. Si l'on ignore le rapport précis entre Roissy et saint Éloi, Henri Houmaire rappelle qu'il a pu s'arrêter au village à l'occasion de ses nombreux voyages entre Noyon et Paris. — Le prieur de Roissy est en même temps le curé, ce qui ne change pas sous tout l'Ancien Régime. Le patronage de l'église appartient à l'évêque de Paris à la fin du XIIe siècle. Par un traité conclu en juin 1200, l'évêque Odon de Sully cède l'église à Jean de Toucy, abbé de Sainte-Geneviève. Plusieurs abbés de cette abbaye parisienne sont originaires de Roissy. La dîme de Roissy est partagée entre de différents seigneurs ecclésiastiques et laïques, qui changent souvent au gré des transactions et héritages. L'abbaye Sainte-Geneviève a aussi quelques possessions à Roissy, et touche une partie de la dîme en fonction des périodes, mais elle n'est pas le principal seigneur du lieu. Au milieu du XIIIe siècle, Matthieu de Roissy fonde une chapellenie en l'église de Roissy, et la dote de revenus, à savoir les dîmes de Bezons et des vignes près du port de Bezons,,.

### Les campagnes de construction de l'église
Si la plupart des seigneurs de Roissy sont connus depuis le XIIIe siècle ainsi que les noms de plusieurs prieurs, dont certains sont des théologiens de renom, l'histoire de la paroisse et de l'église n'ont laissé que peu de traces dans les archives. Comme dans la plupart des villages, l'on ignore tout des circonstances de la construction de l'église, et c'est seulement l'étude du monument lui-même qui peut fournir quelques renseignements. Malheureusement, Henri Houmaire n'a entrepris aucune étude archéologique dans son volume de quarante-six pages, et ne publie aucun fait significatif nouveau. Charles Huet veut faire remonter le clocher au XIe siècle, mais comme le montrera sa description ci-dessous, ses arguments ne sont basés que sur une intuition, et sur aucune observation concrète. Marie-Madeleine Canet et Agnès Somers rappellent que l'église est mentionnée pour la première fois au XIIIe siècle et pensent que des parties construites de cette époque, sans toutefois mentionner le clocher. Il ne doit pas nécessairement s'agir d'éléments en élévation. Tout comme pour le clocher, le peu de caractère de la nef ne facilite pas sa datation (voir ci-dessous, la chapitre Description). Canet et Somers la datent du XVIIe ou du XVIIIe siècle. Charles Huet n'a pas tenu compte de l'avis de ces historiennes de l'art et la fait remonter au XIIIe siècle, sans fonder son avis sur des arguments. Henri Houmaire se range ici à l'avis de Canet et Somers. La date d'achèvement du chœur, 1574, est heureusement inscrite sur le contrefort entre la première et la seconde travée du collatéral sud. Un mètre plus bas, un deuxième cartouche affiche les trois chiffres 157, le quatrième chiffre étant illisible. Henri Houmaire, qui a étudié l'histoire des seigneurs de Roissy, a fait le rapprochement avec Jean-Jacques de Mesmes, seigneur de Roissy en 1537. En tant que gros décimateur, il aurait pu donner l'impulsion pour la construction du chœur. La question de l'attribution à un architecte reste toujours en suspens, et Charles Huet rappelle à juste titre que l'œuvre ne porte pas la signature de Nicolas de Saint-Michel. Henri Houmaire n'en a pas pris note et écrit que le chœur serait l'œuvre de Nicolas de Saint-Michel, rumeur que Charles Huet a tenu à démentir,,,,.

### La paroisse à la période révolutionnaire
Henri Houmaire a publié des extraits du manuscrit inédit de Charles Boisseau, Essai historique sur Roissy-en-France, redigé en 1900. Boisseau ne donne pas un aperçu complet des événements sous la Révolution française, mais signale les faits les plus marquants. Au début de l'année 1791, les prêtres doivent prêter serment à la constitution civile du clergé : l'abbé Vallée refuse et préfère démissionner. Dans la nuit du 1er octobre 1792, des malfaiteurs s'introduisent dans l'église et volent tous les objets précieux. Quand l'inventaire de l'or et de l'argenterie de l'église est dressé à la fin du mois, l'on se rend compte qu'il n'y a plus que les vases sacrés nécessaires au culte. En 1793, les grilles fermant le chœur sont supprimées. Elles pèsent 5 800 livres, et servent en partie pour payer le serrurier qui a été chargé de réparations à la sacristie. Des travaux de maçonnerie y sont également effectués. Pour le moment, il n'y a donc pas encore question de la suppression du culte, mais les choses vont vite, et dès l'automne, l'église est transformée en temple de la Raison. La descente des trois cloches est adjugée le 1er octobre 1793 à un certain Gauthier, qui perçoit 100 livres. Pendant un an, l'église devient le théâtre des principales réunions révolutionnaires du village. Le 10 avril 1794, l'on décide de vendre les bancs. Le 17 juillet, Antoine Boisseau tient un discours patriotique dans l'église. Mais le culte de la Raison et de l'Être suprême n'est pas capable de fédérer un nombre significatif de citoyens et est vite relégué aux oubliettes. Le 17 mai 1795, un concours de citoyens demande la réouverture de l'église au culte catholique. Malheureusement, l'on ignore à quel moment la reprise des célébrations eucharistiques devient effectif. Les noms des prêtres officiant à Roissy en 1796 et 1797 sont connus : ce sont l'abbé Martin et l'abbé Loiseau. Ce dernier reste apparemment jusqu'en 1802. Le concordat de 1801 pérennise la liberté du culte. Une importante réparation pour un total de 4 403,75 francs est décidée en 1806. Le traitement mensuel du prêtre desservant est alors de 50 francs seulement, et son versement ne devient effectif qu'à partir du règlement du solde des travaux.

### Les évolutions depuis leXIXesiècle

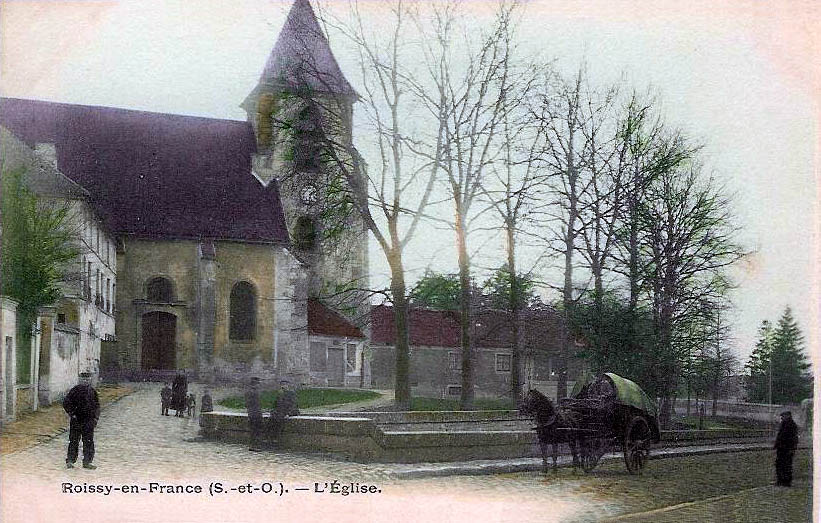
Vue depuis le nord, en venant du village, au début du XXe siècle.

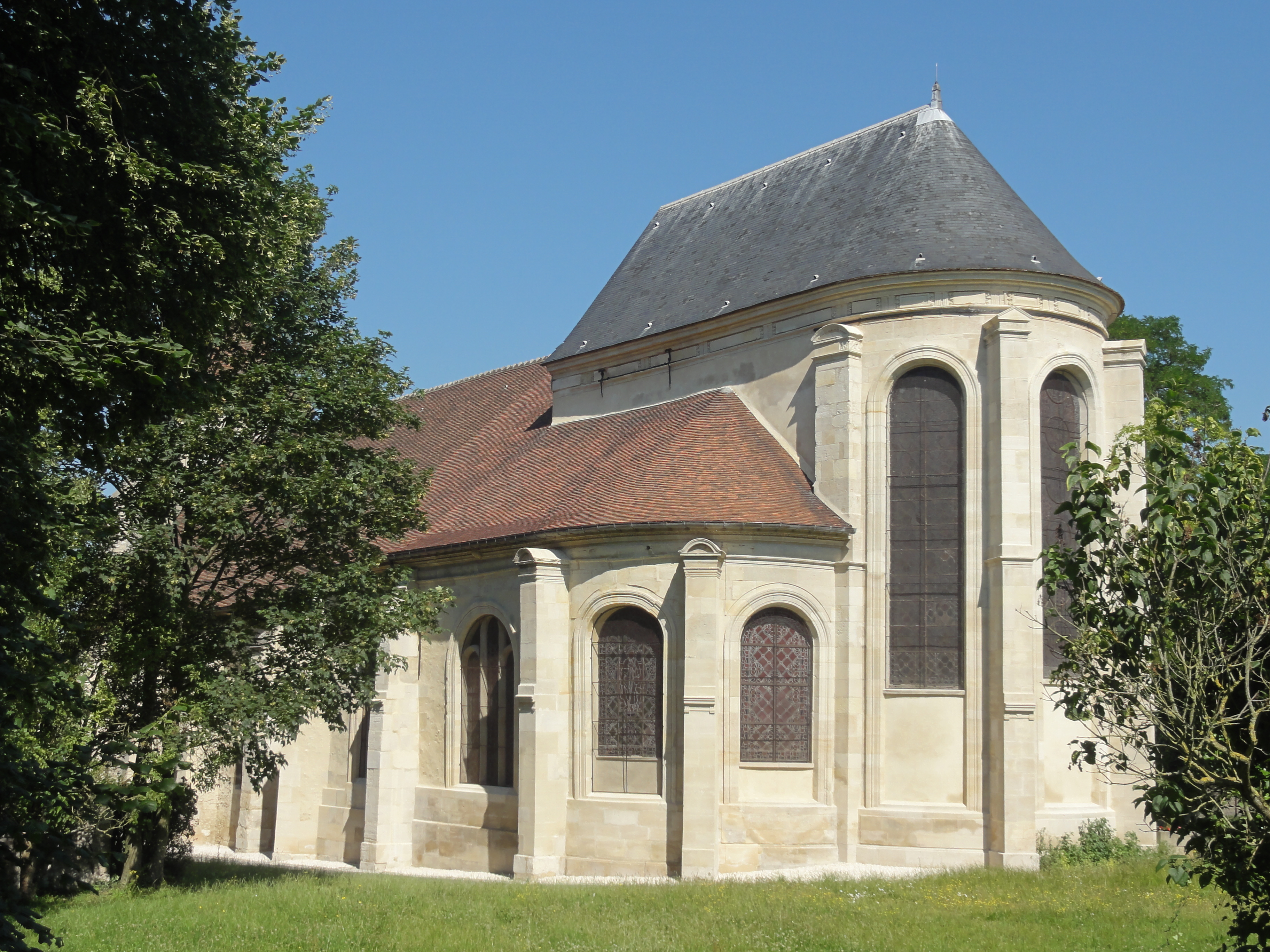
Chœur, vue depuis le sud-est.

Après la Révolution française et la création du département de Seine-et-Oise, la paroisse est rattachée au nouveau diocèse de Versailles qui correspond exactement au territoire du département. — Comme partout, le cimetière entoure initialement l'église. Il est déplacé vers son emplacement actuel en 1852. L'église est classée au titre des monuments historiques par arrêté du 13 octobre 1942. — Dans le contexte de la refonte des départements d'Île-de-France, le nouveau diocèse de Pontoise est érigé en 1966, et Roissy-en-France en fait partie à l'instar de toutes les autres paroisses du département. Le diocèse de Paris se limite désormais à la seule ville de Paris.
En novembre 1971, le coq de la girouette au sommet du clocher est remplacé. La construction de l'aéroport de Paris-Charles-de-Gaulle, voisin de Roissy, entraîne un ballet incessant de camions sur l'avenue Charles-de-Gaulle (anciennement rue de Paris), qui est l'une des principales voies d'approvisionnement du chantier. Les vibrations occasionnées par l'intense trafic de poids lourds, subies pendant toute la première moitié des années 1970, font que plusieurs maisons se fissurent, et bien que prenant un peu de recul par rapport à la route, l'église n'est pas épargnée. Le chœur, déjà fragilisé, menace ruine et doit être étayé. En 1972, la plupart des statues sont retirées de leur emplacement habituel, et entassées sous l'escalier du clocher. La restauration de l'église sous la direction de l'architecte en chef des monuments historiques est entamée vers 1977, et s'échelonne jusqu'en 2014. Plusieurs campagnes se succèdent. La première porte sur la confortation du chœur grâce à l'injection de micropieux, et la dernière porte sur la sculpture monumentale à l'extérieur du chœur et l'appareil. En 1982, les vitraux du XIXe siècle, restés sans entretien depuis leur pose, sont restaurés par un atelier de peintres verriers de Chartres. En 1989, la municipalité équipe l'église d'un petit orgue électrique. À la fin du XXe siècle, deux cloches provenant de l'ancien château de Roissy sont montées dans le beffroi du clocher. Elles étaient auparavant dans le campanile de l'ancienne mairie, qui ne supportait plus la charge. En 2001, plus d'une tonne de fiente de pigeons est enlevée du clocher, et ses ouvertures sont fermées par des grilles afin d'empêcher désormais l'accès des volatiles. Le parvis de l'église est réaménagé en 2009. En 2010, commence la restauration des statues déposées en 1972, et elles retrouvent l'une après l'autre leur place dans l'église.
Le dernier curé de Roissy-en-France est l'abbé Jean Dubourg. Il est remplacé en 1998 par le père Charles Perroche, qui meurt malheureusement avant la fin de l'année. Depuis, il n'y a plus de prêtre résident à Roissy-en-France. Sa paroisse est intégrée dans le groupement paroissial de Louvres. Il inclut en outre les anciennes paroisses indépendantes d'Épiais-lès-Louvres, Chennevières-lès-Louvres, Marly-la-Ville, Puiseux-en-France, et Villeron. Des messes dominicales anticipées sont célébrées dans l'église Saint-Éloi tous les samedis à 18 h 30. S'y ajoute une messe en semaine, chaque jeudi soir à la même heure. L'église Saint-Éloi est aujourd'hui le lieu de culte chrétien ouvert le plus proche de l'aéroport de Roissy-Charles-de-Gaulle (sans tenir compte de la chapelle de l'aéroport). De nombreux visiteurs de passage en profitent pour se recueillir.

## Description

### Aperçu général

Plan de l'église.

Régulièrement orientée, l'église est construite sur une terrasse afin de rattraper la déclivité du terrain vers le sud. Elle est précédée d'un clocher-porche occidental dont la base est voûtée d'arêtes, et se compose sinon de deux parties bien distinctes, à savoir une nef non voûtée assez vaste mais dépourvue de bas-côtés, et un chœur voûté d'ogives nettement plus élevé, et accompagné de deux collatéraux. La nef comporte cinq travées, et le chœur en compte trois, ainsi qu'une abside en hémicycle sans déambulatoire. La première et la troisième travée sont barlongues, alors que la seconde travée est presque carrée, et représente presque la même superficie que les deux autres travées réunies. Les collatéraux sont moitié moins larges que le vaisseau central, et comme particularité, les troisièmes travées ont un plan en quart-de-cercle, et sont recouvertes de deux voûtes d'ogives à trois branches d'ogives. Les autres voûtes sont établies sur des croisées d'ogives simples. Les dimensions de l'édifice sont considérables : il atteint à l'intérieur une longueur de 44 m ; la nef mesure 11,80 m de large ; et le chœur avec ses collatéraux atteint une largeur de 14,60 m. L'église possède deux accès : le portail occidental sous le clocher, rarement utilisé, et un portail latéral, au nord de la seconde travée de la nef.

### Intérieur

#### Nef

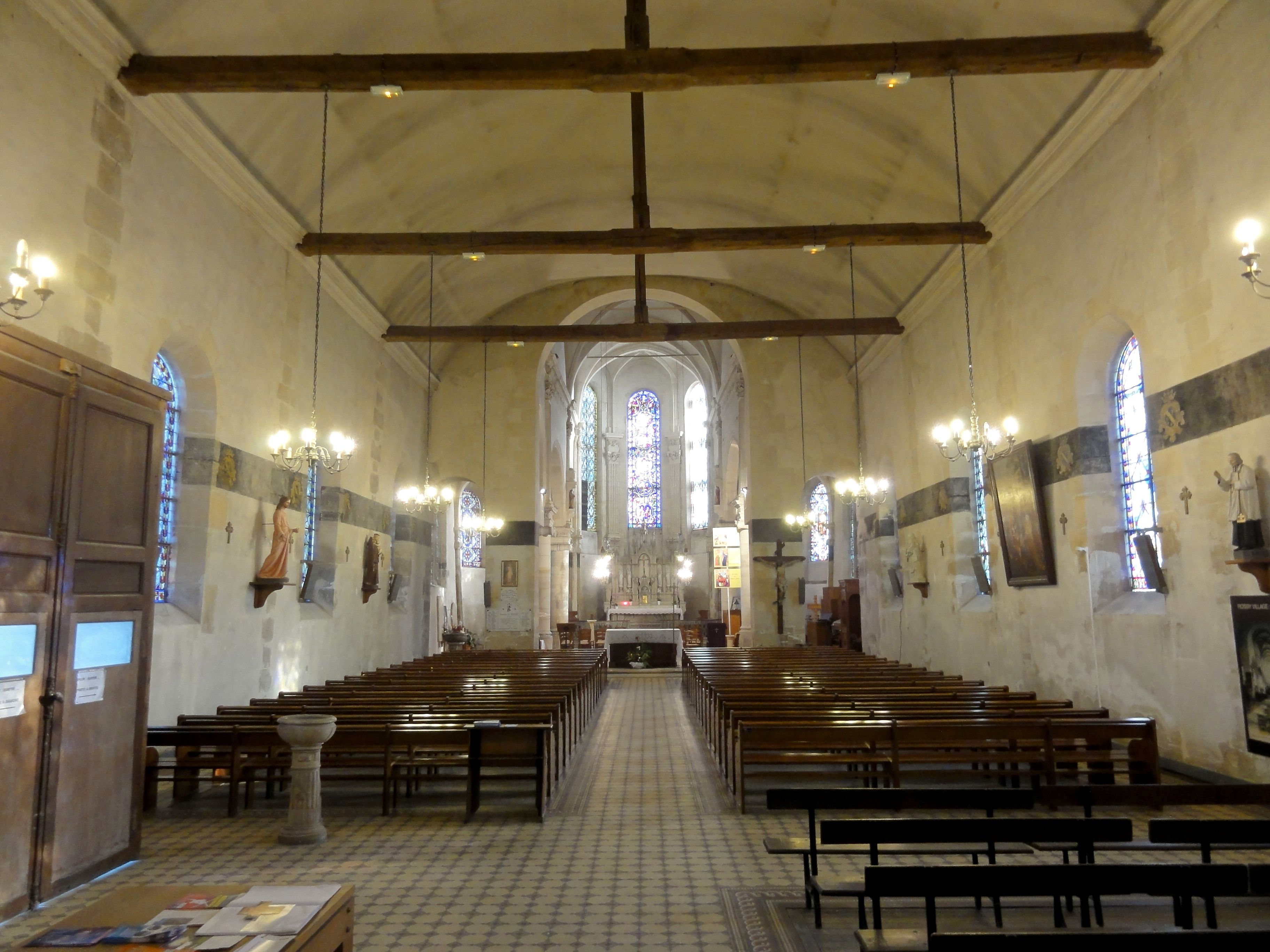
Nef, vue vers l'est.

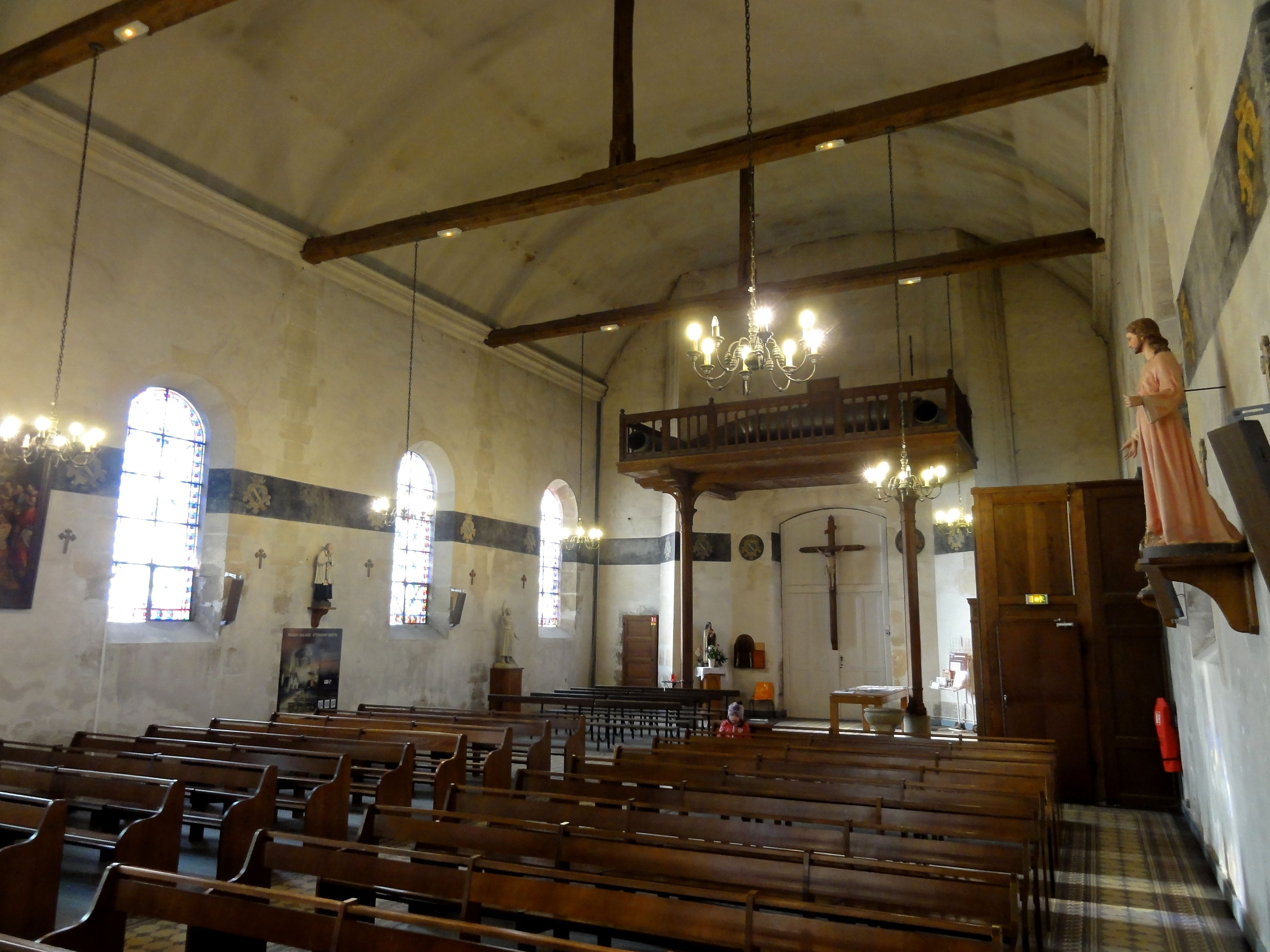
Nef, vue vers l'ouest.

La nef est une vaste salle rectangulaire de 24,50 m de longue et de 11,80 m de large. La largeur  À l'ouest, les deux contreforts biais du clocher font saillie. Charles Huet en conclut que le clocher est plus ancien que la nef. Mais vu le manque de soin apporté à la construction de la nef, son extrême simplicité et l'absence totale de tout décor architectural, il est préférable de laisser cette question en suspens. D'après Charles Huet, l'existence de contreforts parle en faveur d'une date pas antérieure au XIIe siècle, mais il n'est pas évident pourquoi ce constat incite l'auteur à dater le clocher du XIIe siècle et la nef du XIIIe siècle. En effet, c'est au XVIe siècle que les architectes optent pour un contreforts biais par angle, plutôt que pour deux contreforts orthogonaux. Et Charles Huet avance en même temps le XVIIIe siècle comme dates pour les portails et les fenêtres de la nef, ce qui est tout à fait plausible. La forme de la nef ne fournit aucune indication utile pour une datation, car des nefs uniques sans bas-côtés et sans voûtes ont été construites à toutes les époques. Elles sont néanmoins plus fréquentes pour les petites églises rurales, et constituent l'exception pour des églises de dimensions aussi considérables que Roissy. Parfois elles ont été remplacées par des nefs plus représentatives, comme à Cergy ou à Osny. Quelques églises gothiques conservent de grandes nefs uniques non voûtées, comme par exemple Hodenc-en-Bray (milieu XIVe siècle) ou Saint-Martin-des-Champs, à Paris (milieu XIIIe siècle).
Au-dessus de la porte occidentale qui est en anse de panier, s'élève une tribune accessible depuis le clocher. Elle est aujourd'hui réservée au dispositif de chauffage par air pulsé. Dans l'angle sud-ouest de la nef, une porte ferme la tourelle d'escalier qui flanque le clocher, et qui contient un escalier en colimaçon. Il n'y a aucune fenêtre à l'ouest. La nudité des murs est seulement rompue par une litre seigneuriale du XVIIIe siècle exceptionnellement bien conservée. Les armoiries, polychromes qu'elle porte à intervalles réguliers se blasonnent ainsi : « D'azur à la bande d'or accompagnée d'une fleur de lys du même défaillante à dextre et de trois quintefeuilles du même ». Elles appartiennent aux Riquet de Caraman, seigneurs de Roissy de 1725 à 1789. D'après Henri Houmaire, aucun seigneur de cette famille n'a pourtant été enterré à Roissy. La litre se poursuit sur les murs latéraux et est également présente sur l'entrée du chœur. Les élévations latérales sont percées d'une fenêtre en plein cintre par travée au nord et au sud. Dans la seconde travée au nord, l'on trouve le portail principal protégé par un tambour. À l'intersection entre deux travées, les chaînages en pierre d'appareil ont été rendus visibles lors de la restauration, et donnent un peu de caractère à la nef. À l'est, le chœur s'ouvre par une grande arcade en plein cintre, accompagnée de deux étroites arcades qui assurent la communication avec les collatéraux. Ces petites arcades évoquent des passages berrichons. Aucune de ces arcades n'est moulurée, et aucune n'est flanquée de colonnettes à chapiteaux, et lors de la construction du chœur, l'on s'est contenté de le plaquer contre la nef, sans chercher à établir la moindre transition. La reprise des arcades dans le style Renaissance du chœur aurait pu être une option. En ce qui concerne le plafond, c'est une fausse voûte en berceau de bois et plâtre, délimitée par une corniche moderne en haut des murs gouttereaux. Le berceau en cintre surbaissé dissimule la charpente, dont on aperçoit seulement les entraits et poinçons.

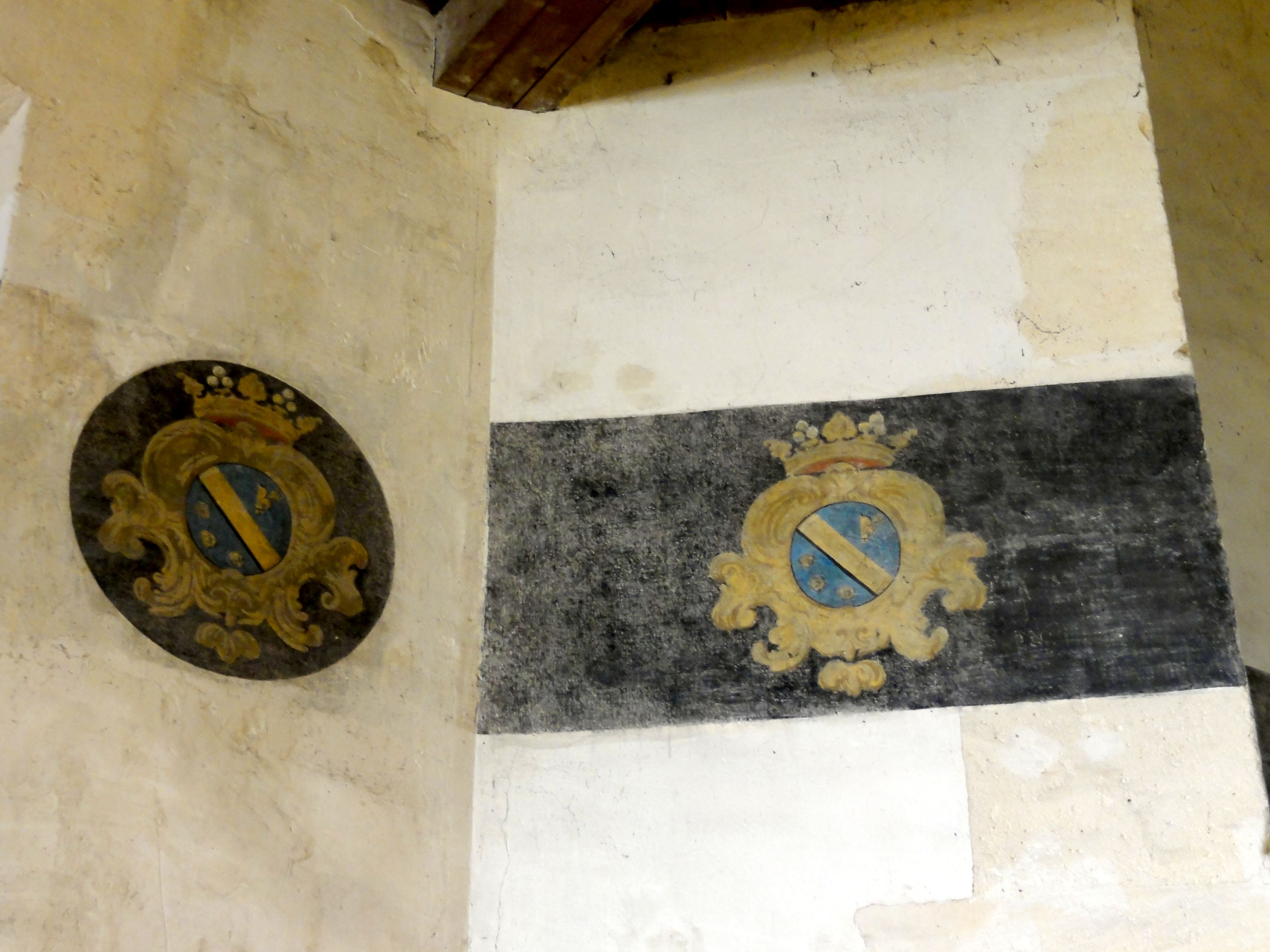
Litre seigneuriale.
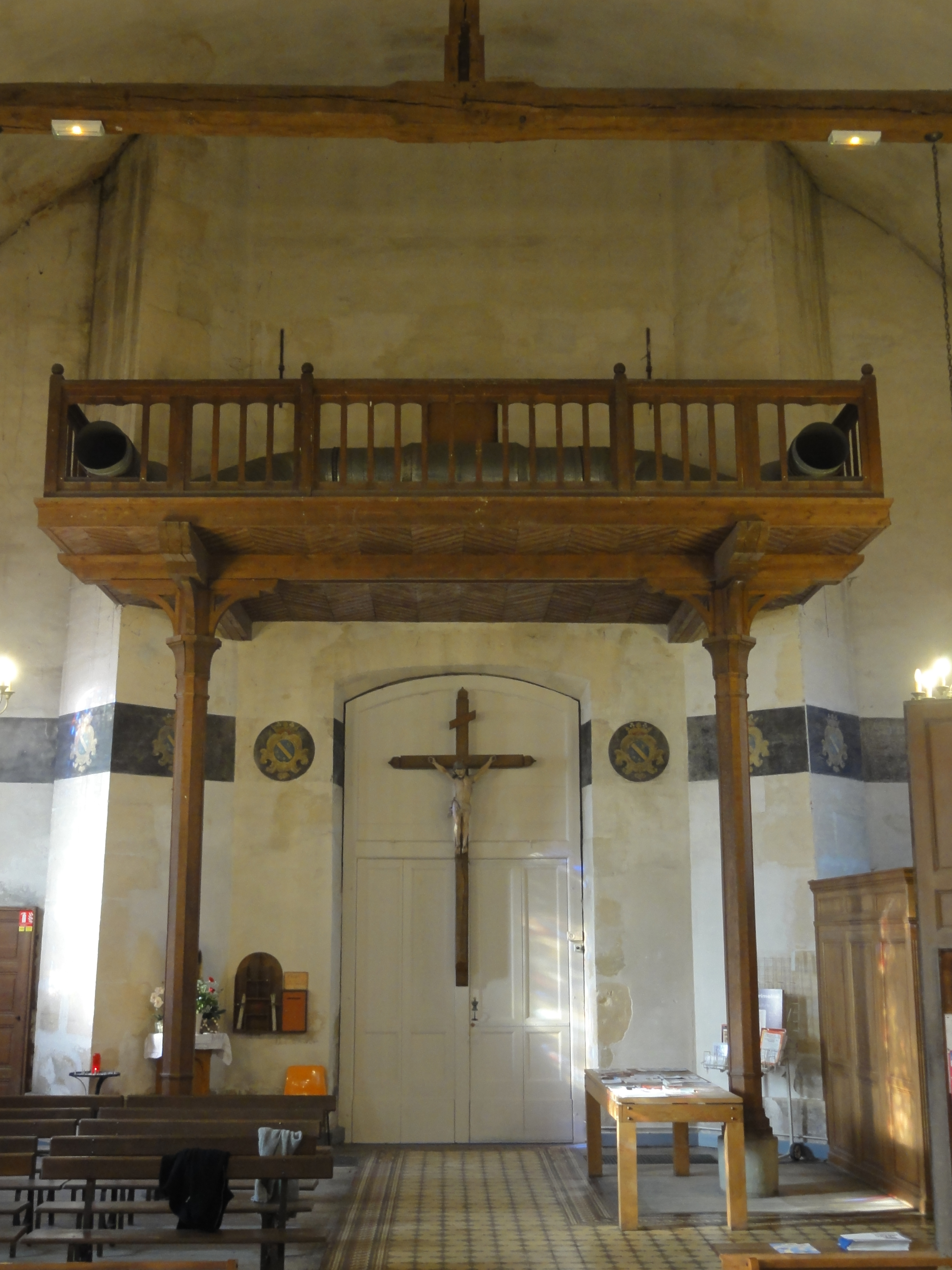
Tribune occidentale.
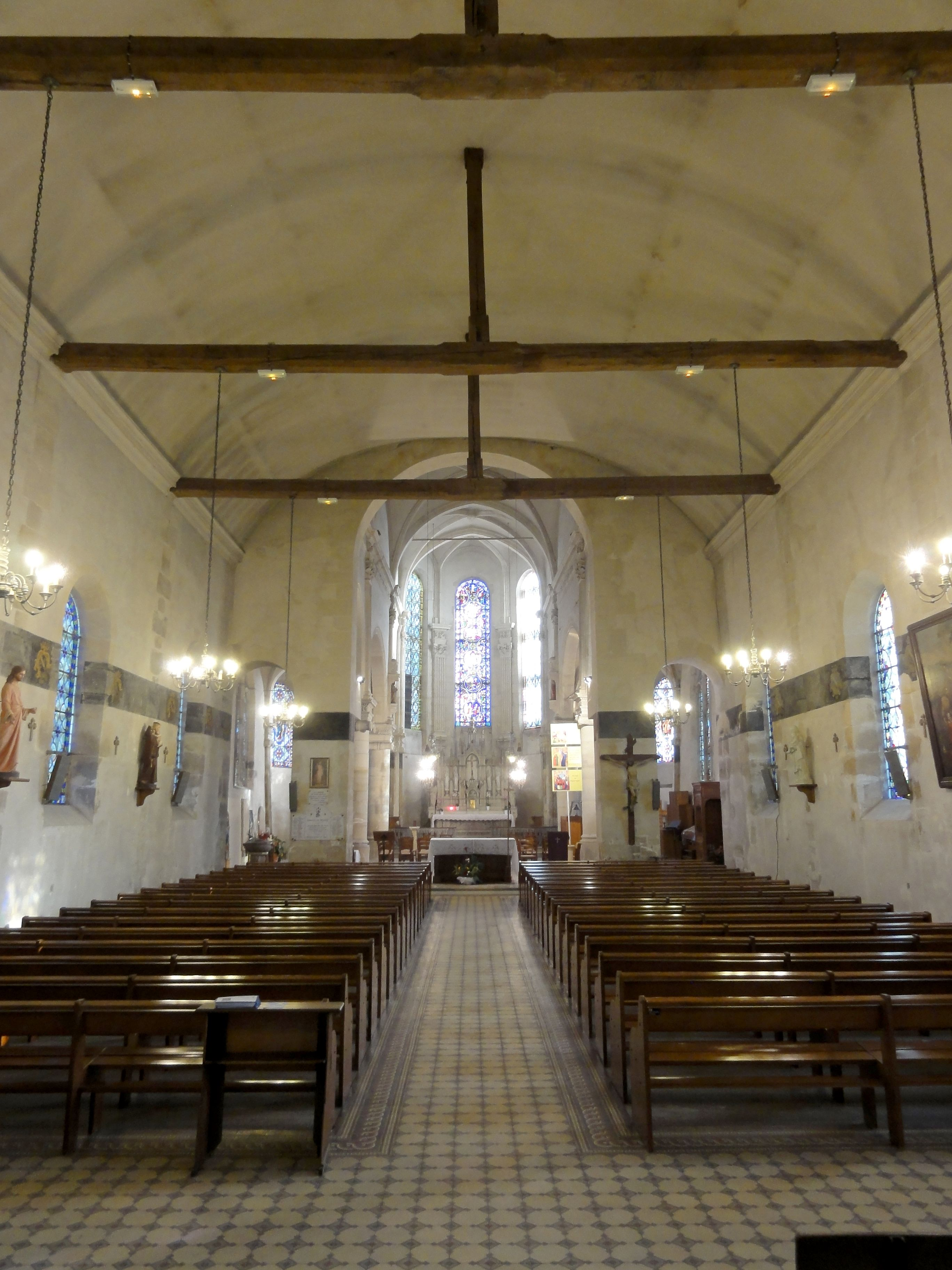
Nef, vue vers l'est.
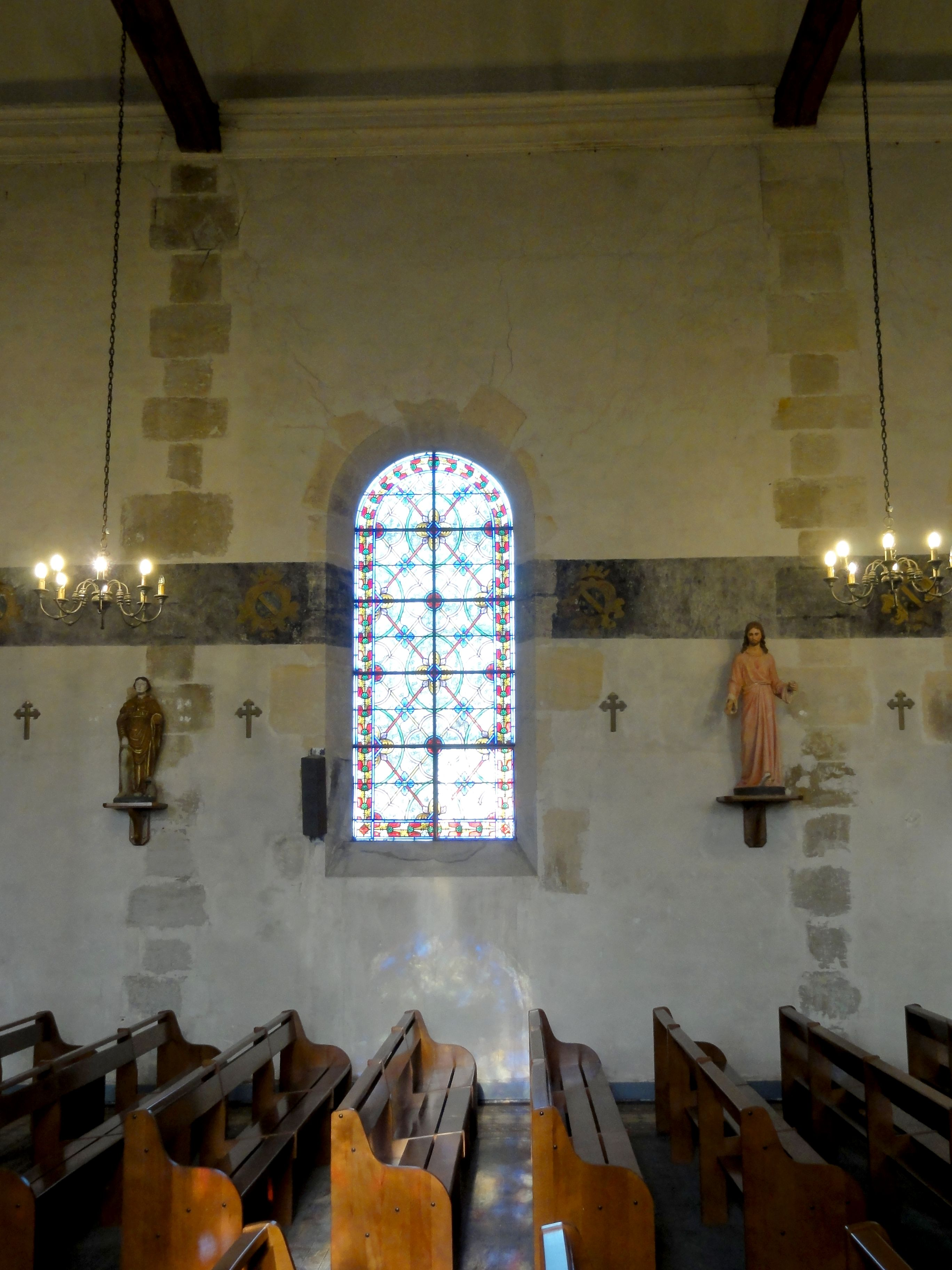
Nef, côté nord.
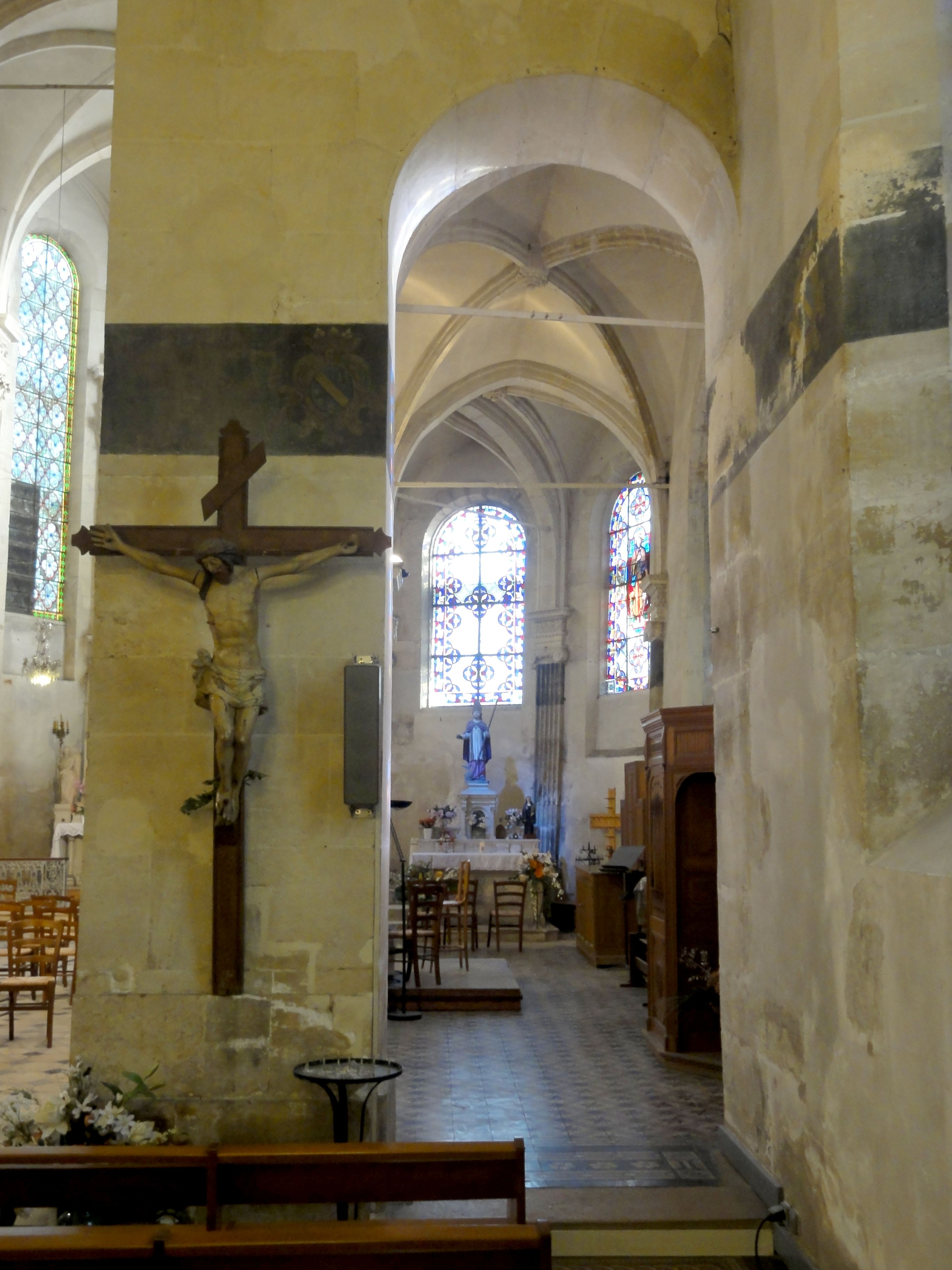
Vue dans le collatéral sud.
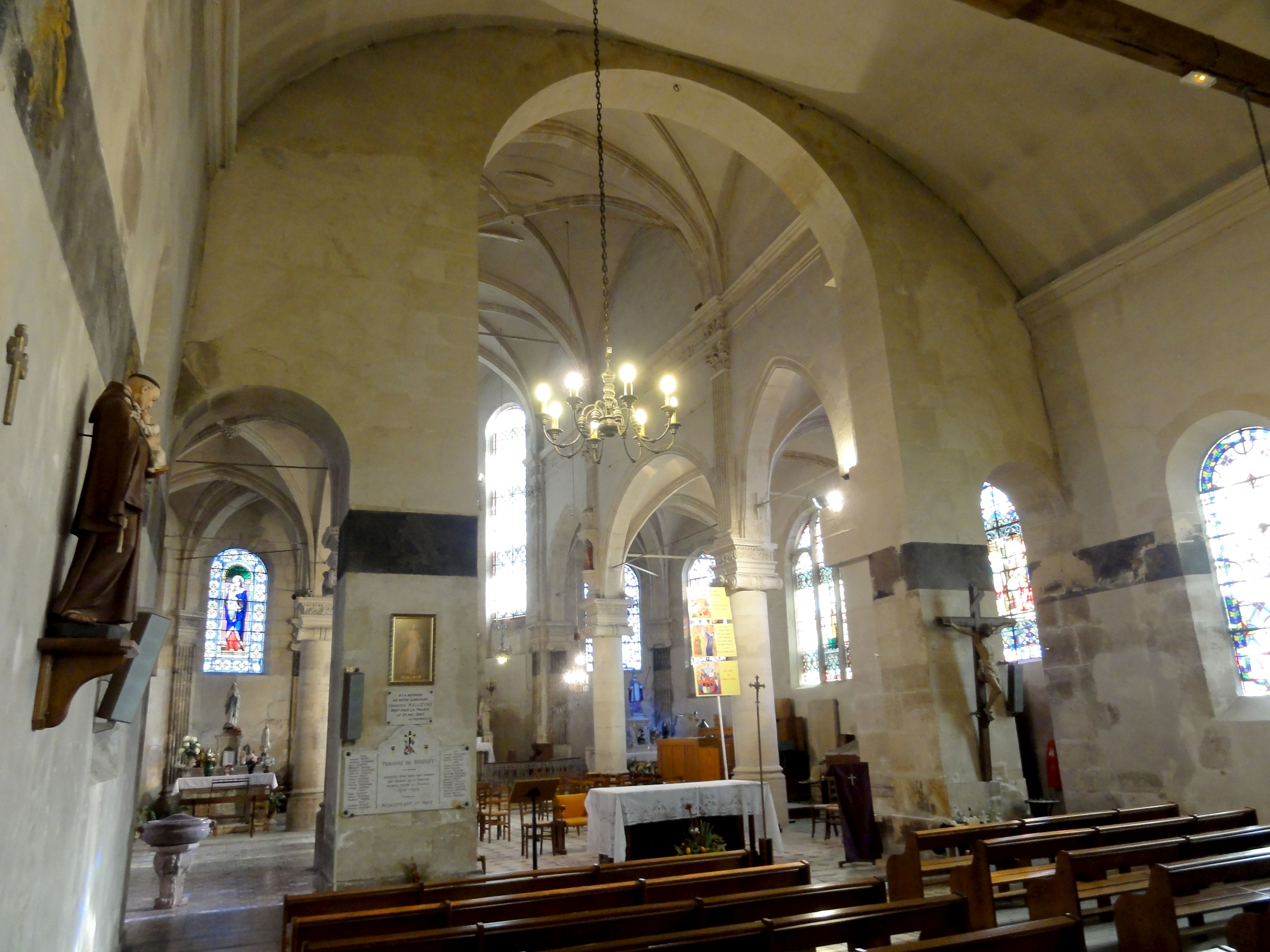
Entrée du chœur.

#### Chœur

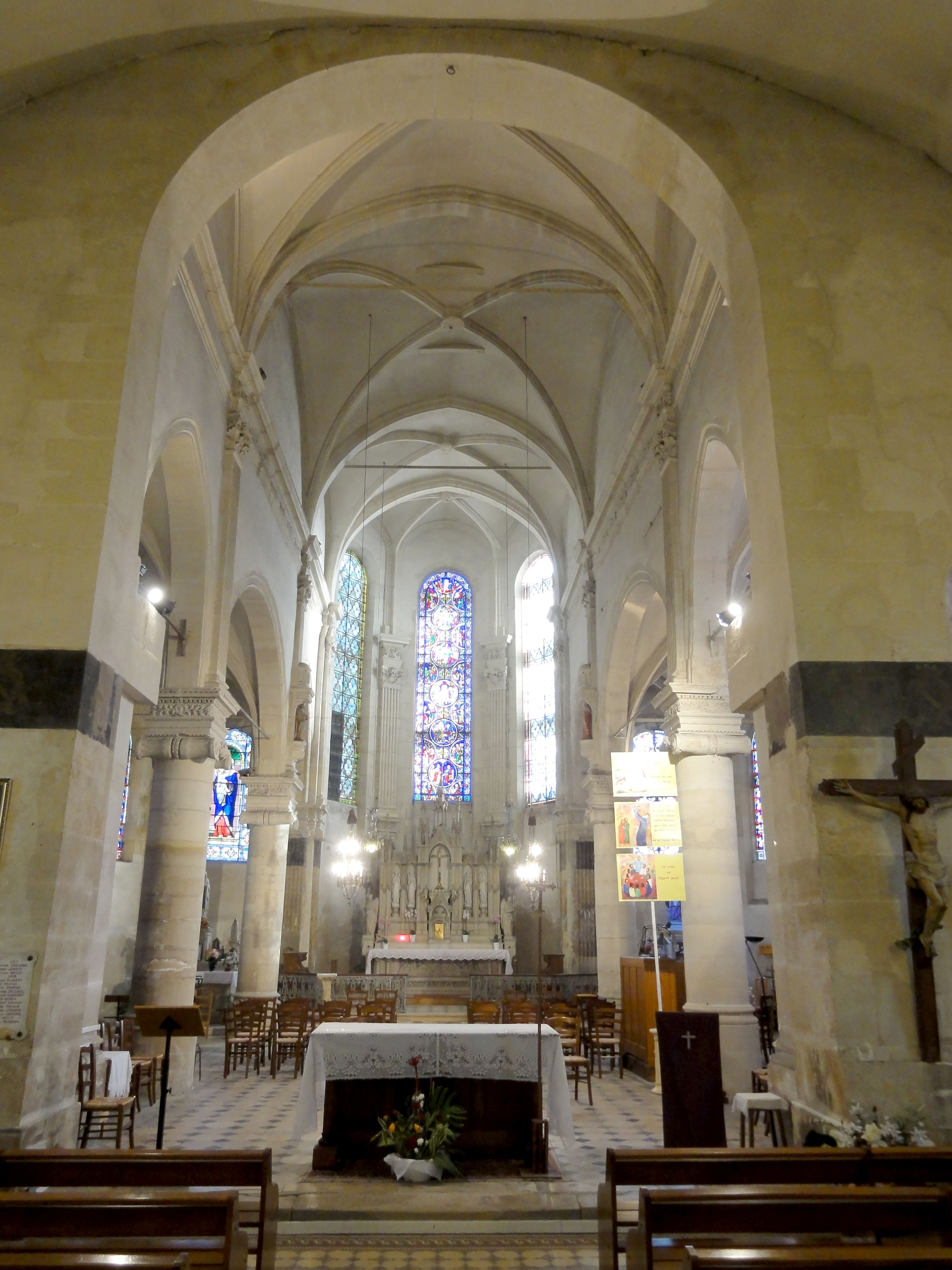
Nef, vue dans le chœur.

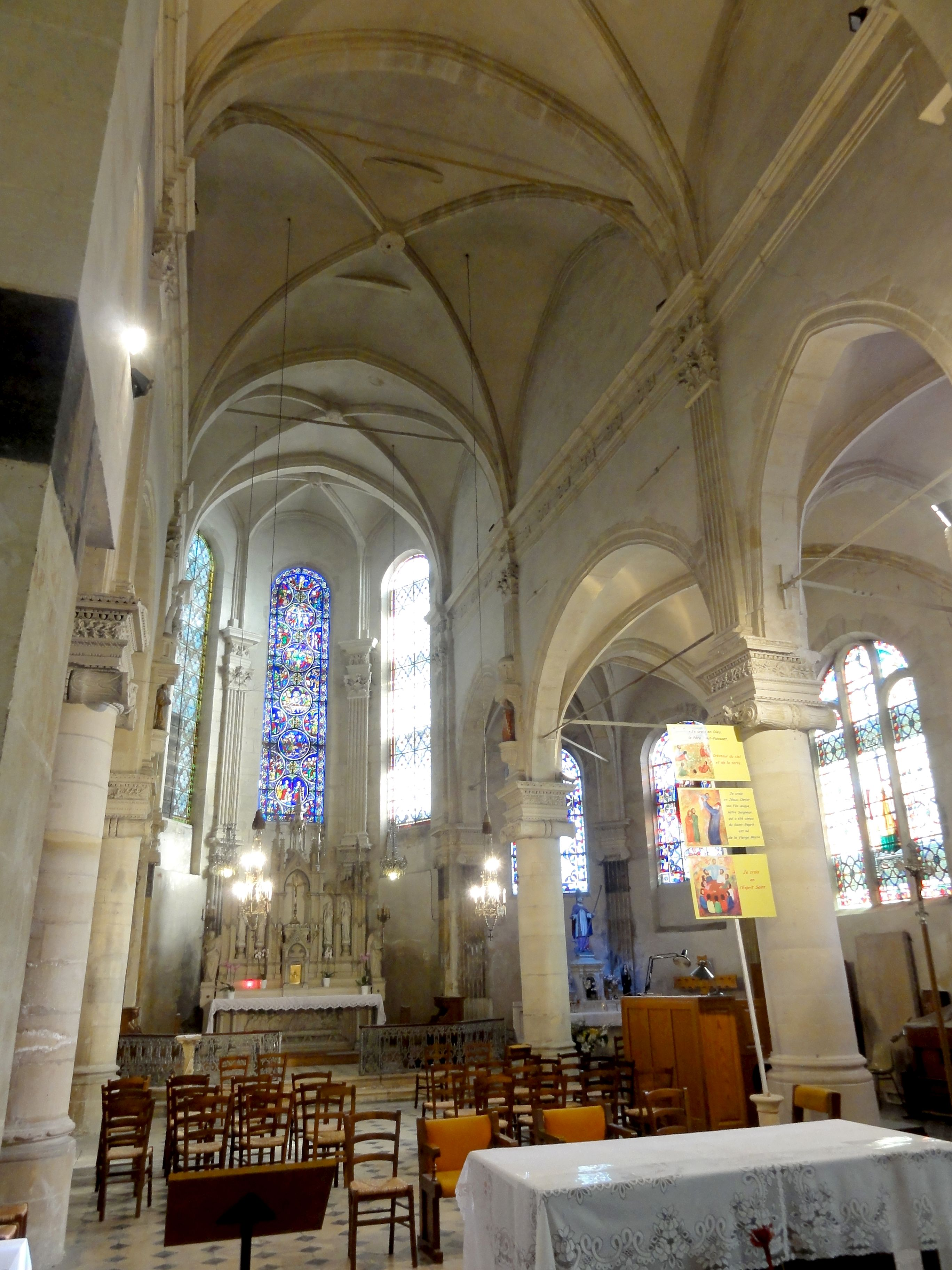
Vue d'ensemble du chœur.

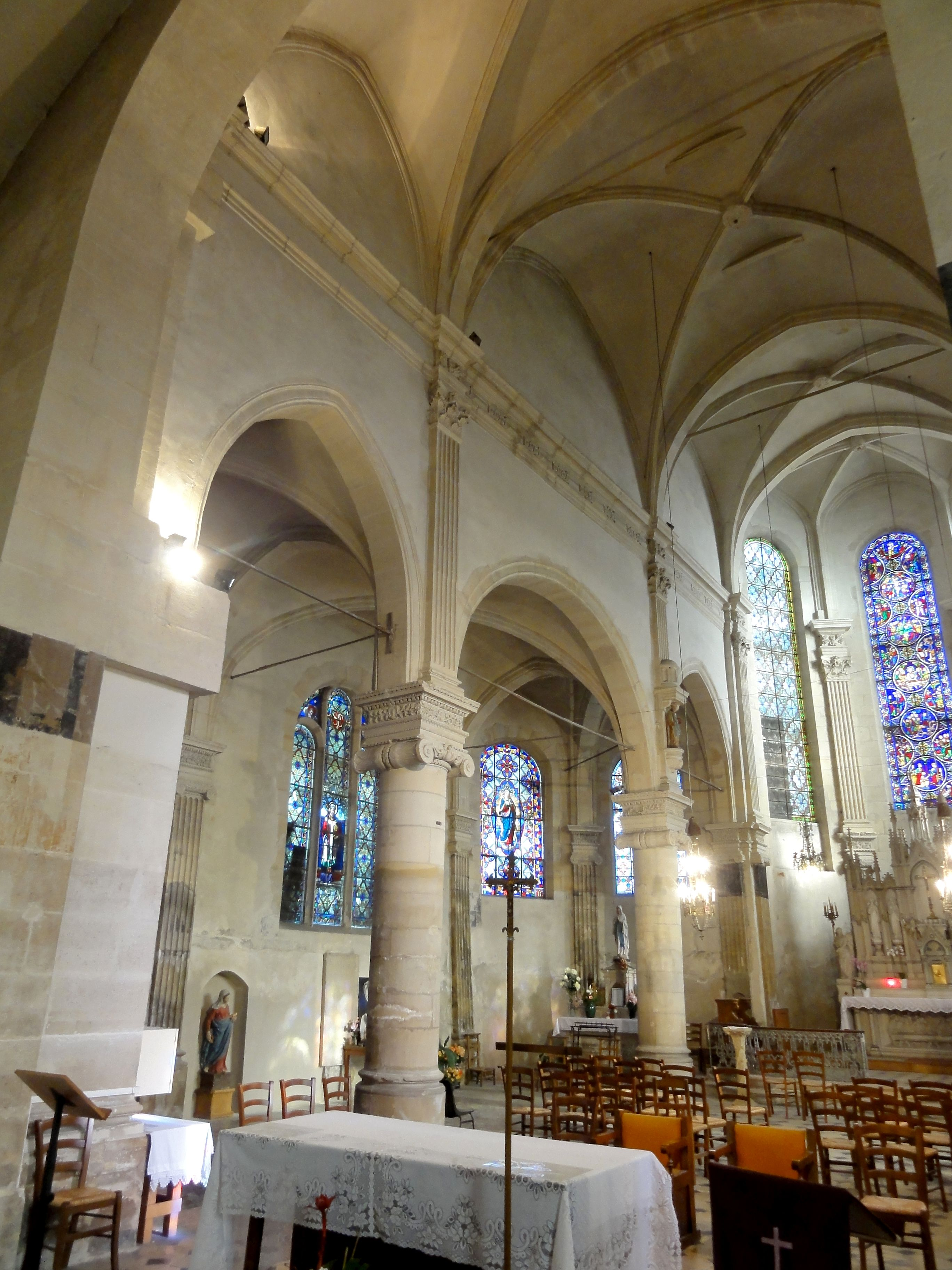
Chœur, côté nord.

Le vaisseau central présente une élévation un deux niveaux, avec l'étage des grandes arcades et l'étage des murs hauts. Celui-ci est aveugle, mais ne représente qu'un tiers de la hauteur totale du vaisseau, en mesurant entre le sommet des grandes arcades et le sommet des voûtes. L'espace intérieur est donc assez lumineux, et le teint très clair de la pierre employée augmente cet effet. L'abside forme exception et ne comporte qu'un unique niveau d'élévation, avec de hautes fenêtres qui montaient initialement presque du sol au plafond. Les proportions générales sont encore celles qui avaient cours à la période gothique flamboyante. Ce n'est pas tout : les grandes arcades, les arcs-doubleaux, les formerets sont encore en arc brisé, alors que l'imitation de l'architecture antique qui caractérise la Renaissance conduit le plus souvent à la généralisation de l'arc en plein cintre. À l'ouest du pays de France, le maître-maçon Nicolas de Saint-Michel reste lui aussi encore longtemps fidèle à l'arc brisé, comme au milieu des années 1570 à Attainville. C'est une manière d'éviter que la monotonie ne s'installe, et c'est sans doute dans le même but que le maître d'œuvre a intercalé une travée carrée entre deux travées barlongues, au lieu d'opter pour trois travées de profondeur identique. L'importante ouverture des grandes arcades de la travée carrée fait que les grandes arcades sont ici malgré tout en plein cintre, mais sinon, l'emploi du plein cintre reste réservé aux fenêtres des collatéraux. Les ogives constituent encore un cas à part, et suivent un curieux tracé surbaissé, comme si la partie supérieure de chacune des voûtes s'était affaissée. À ce niveau, les ogives suivent presque une ligne droite. L'on peut observer le même phénomène dans l'église Saint-Pierre-Saint-Paul de Goussainville, dont l'élévation s'organise par ailleurs de la même manière, et où règne également l'arc brisé. Il est à signaler que contrairement à la mode en vigueur depuis la période flamboyante, le maître d'œuvre n'a pas eu recours aux liernes et tiercerons ou autres nervures décoratives, et n'a pas non plus eu recours aux clés de voûte pendantes, qui sont quasiment de rigueur à la Renaissance,.
Au lieu de céder à la tentation d'une surcharge ornementale, l'architecte anonyme a préféré concentrer la décoration sur les supports et sur un entablement qui court au milieu de l'étage des murs hauts, et qui évitent que ceux-ci paraissent nus. Le rendu est d'une grande élégance. Tant pour les grandes arcades que pour les supports des hautes-voûtes, les ordres antiques ont été adaptés dans un esprit très libre de recomposition. Les grandes arcades retombent sur des colonnes ioniques, qui sont surmontés d'une section d'entablement. Les coussinets des chapiteaux sont en forme de balustres, et encadrent une composition d'oves très filigrane, et dont tout l'arrière-plan a été excavé pour augmenter le relief. La section d'entablement comporte en bas une plate-bande, qui est interrompue d'un rang de perles à mi-hauteur, et se termine par un rang de tulipes. Suit la frise, qui est légèrement différente sur chaque chapiteau, mais comporte toujours des rinceaux de rameaux d'olivier, avec une petite tête d'angelot au milieu de chaque face. La corniche repose sur un rang de rais de cœur et un rang de perles, et s'achève par un rang d'oves, également différent sur chaque chapiteau. Toujours les détails sont traités avec beaucoup de soin, et l'état de conservation est généralement excellent. Avec trois grandes arcades au nord et au sud, l'on compte quatre piliers libres et donc quatre grands chapiteaux. Au début des grandes arcades, il était initialement envisagé de disposer des chapiteaux analogues, mais l'on n'y voit que des blocs cubiques, car la sculpture n'a pas été exécutée. D'après Charles Huet, il en est ainsi depuis le XVIe siècle, et dans l'hypothèse la plus probable d'un avancement du chantier d'est en ouest, la cause devrait être un épuisement des fonds. Henri Houmaire rappelle à ce titre que le seigneur de Roissy, Henri de Mesmes, fut l'un des négociateurs de la paix de Saint-Germain-en-Laye en 1570, de sorte que le village était peut-être particulièrement exposé aux guerres de religion de cette époque. Ceci sous-entend que la première travée, ainsi que la nef, auraient été dévastées, puis rebâties de façon simplifiée. Plus encore qu'à des destructions au cours des années 1570, Henri Houmaire songe aux conséquences de l'édit de Fontainebleau en 1685 : au cours de leur exode, les protestants auraient pu se venger sur l'église. Mais c'est une simple hypothèse qui ne repose même pas sur des analogies avec des villages voisins, et l'auteur souligne que rien ne peut être affirmé avec certitude,,
À la fin des grandes arcades, des pilastres cannelés remplacent les colonnes : un regarde vers le vaisseau central, et un autre regarde vers l'intérieur de la dernière arcade. Les supports des hautes-voûtes sont d'ordre dorique, ce qui respecte la superposition des ordres telle que définie par Sebastiano Serlio (dorique, ionique, corinthien). Au niveau de la retombée des voûtes, exactement à mi-hauteur entre le sommet des formerets et le sommet des grandes arcades, court un entablement qui est légèrement proéminent au-dessus des chapiteaux en applique. Ceux-ci se rapprochent de près des modèles antiques. Deux volutes d'angle se détachent à gauche et à droite, et deux autres volutes plus resserrées s'affrontent au centre. La corbeille est garnie de cinq abondantes feuilles d'acanthe sur deux niveaux. Des pilastres cannelés descendent jusqu'aux chapiteaux des grandes arcades. Au-dessus des seconds piliers libres au nord et au sud, les pilastres s'arrêtent toutefois au-dessus des niches à statues qui y ont été ménagées. Leurs dais évoquent de petits temples, et la niche du nord abrite une statue de saint Louis, et celle du sud la statue d'un cardinal inconnu. Ces niches rappellent fortement celles de l'abside de l'église Saint-Leu-Saint-Gilles de Chennevières-lès-Louvres. Pour venir au décor de la frise de l'entablement au-dessus des chapiteaux, il se compose de deux gracieuses cornes d'abondance, liées à leur base par un ruban élégamment noué. Entre deux chapiteaux, le décor se limite à un ruban à plat, qui forme des successions de trois ou quatre entrelacs alternant avec des rectangles. Dans la première travée toutefois, la frise reste vide. Ici on ne peut pas dire que la sculpture n'a pas été exécutée, ce qui impliquerait un bandeau proéminent. Il s'agit plutôt d'une simplification destinée à limiter les frais de construction. Les arcades, doubleaux, ogives et formerets adoptent tous un profil au dos plat,.

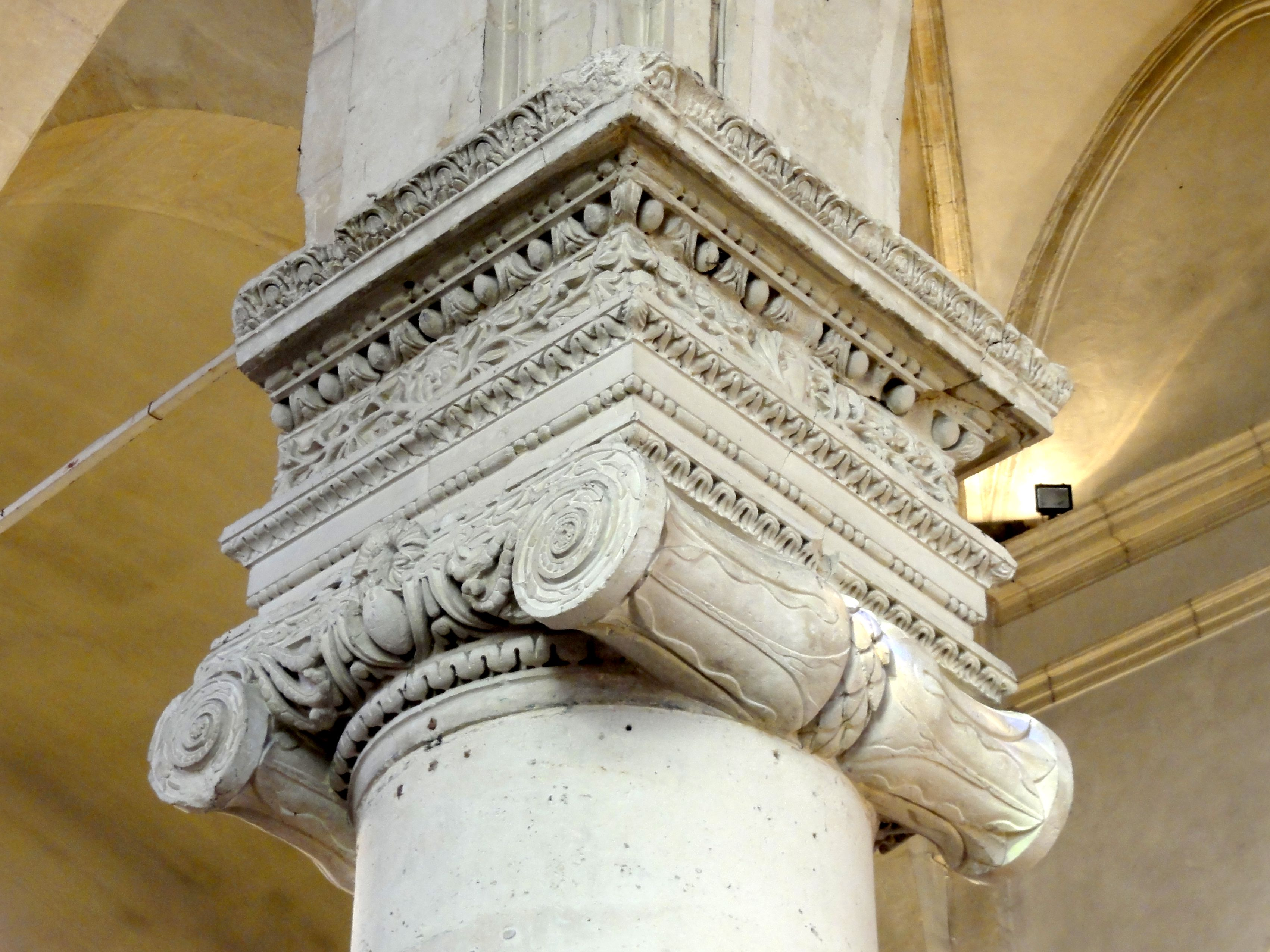
Chapiteau ionique des grandes arcades.
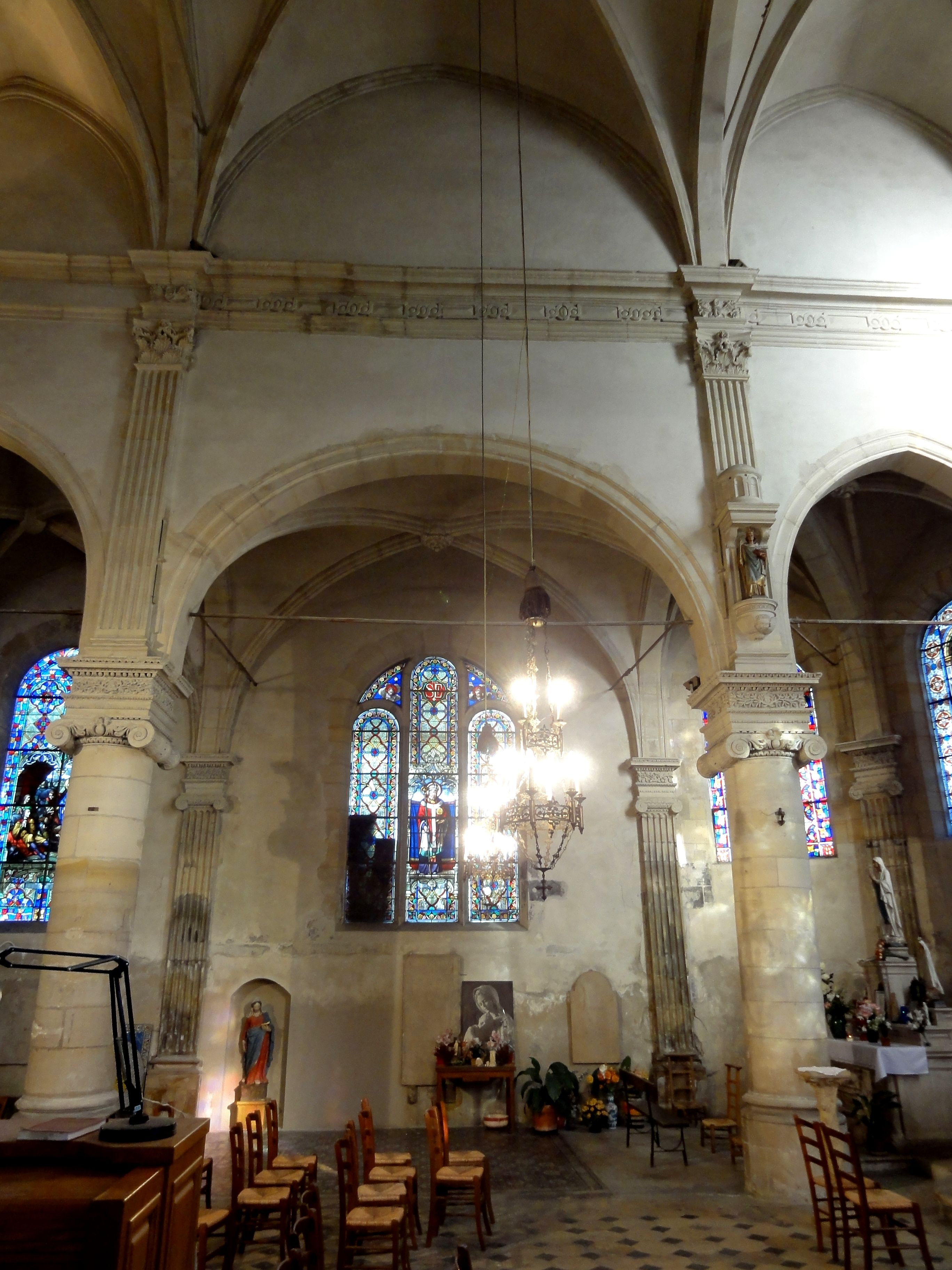
Deuxième travée, élévation nord.
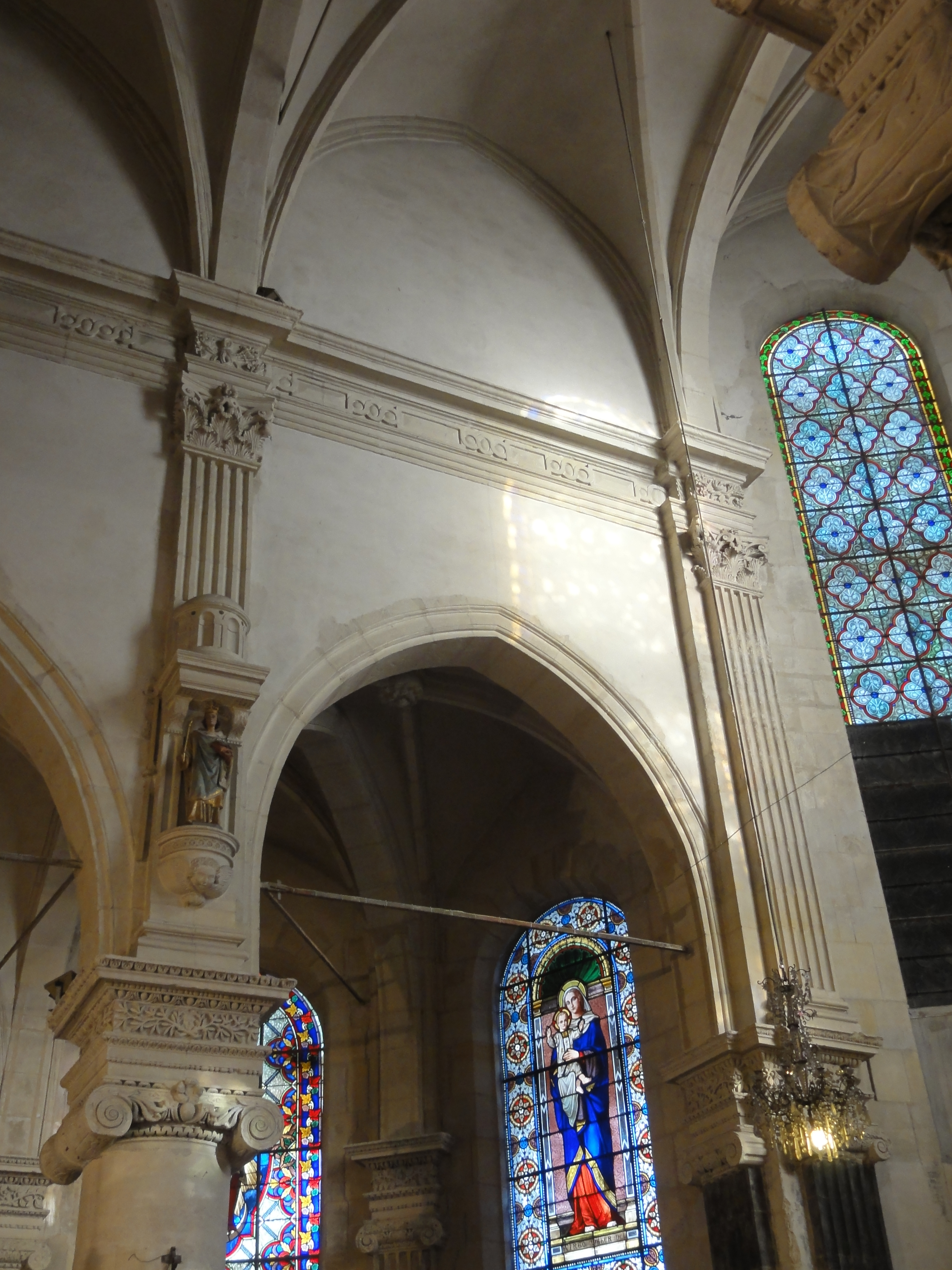
Troisième travée, parties hautes côté nord.
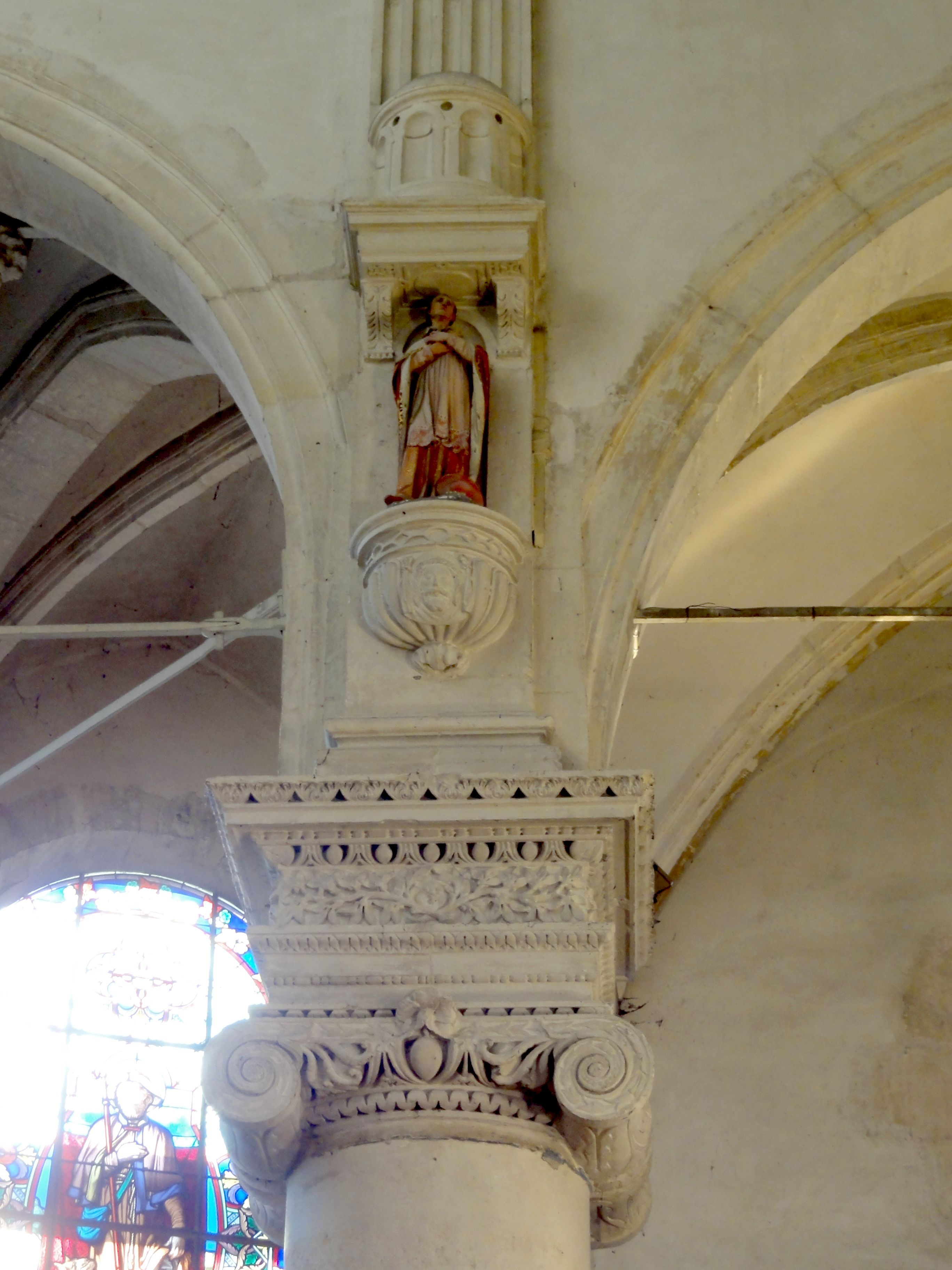
Niche à statue au-dessus du second pilier libre.
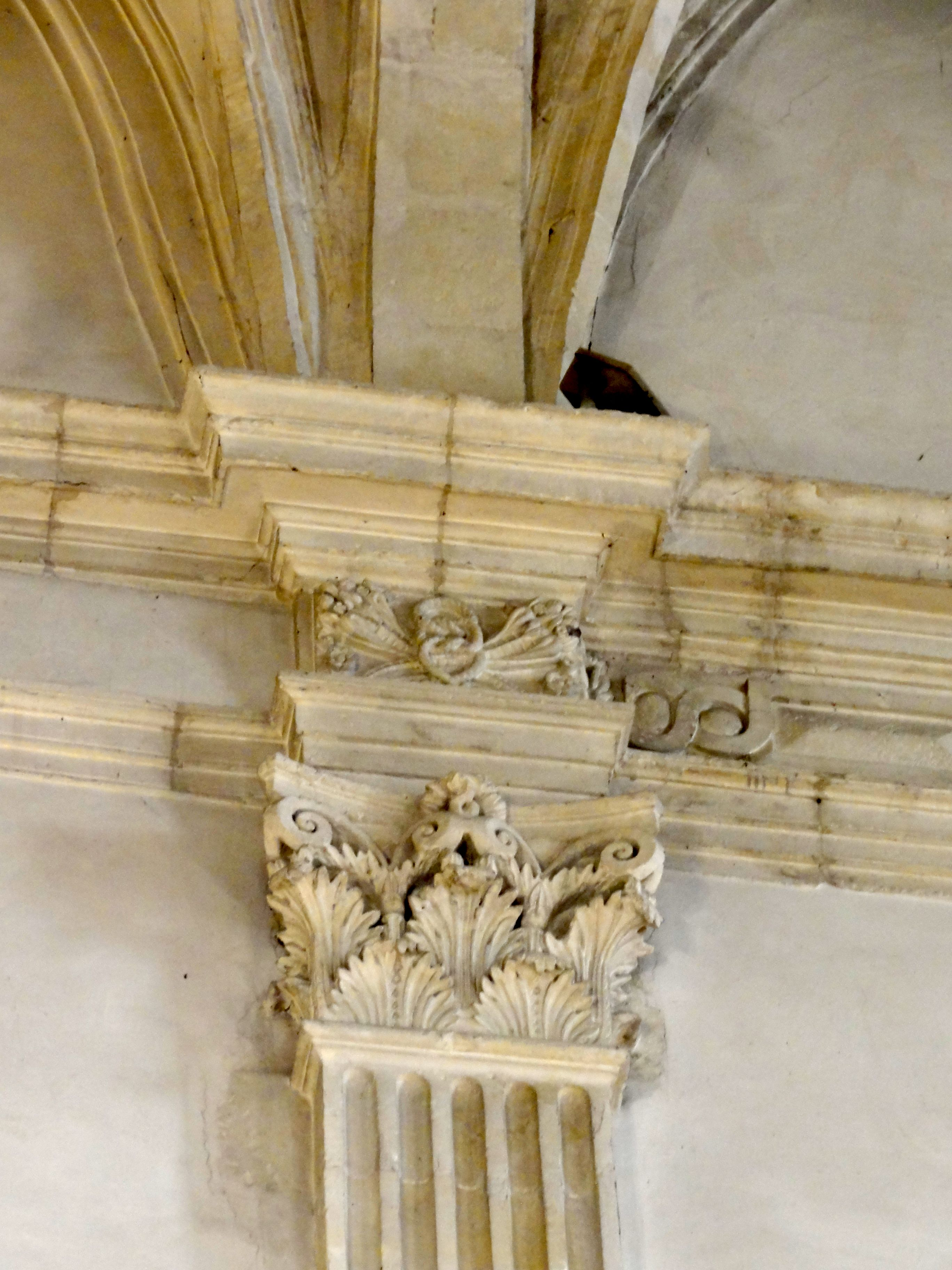
Chapiteau corinthien du second ordre.
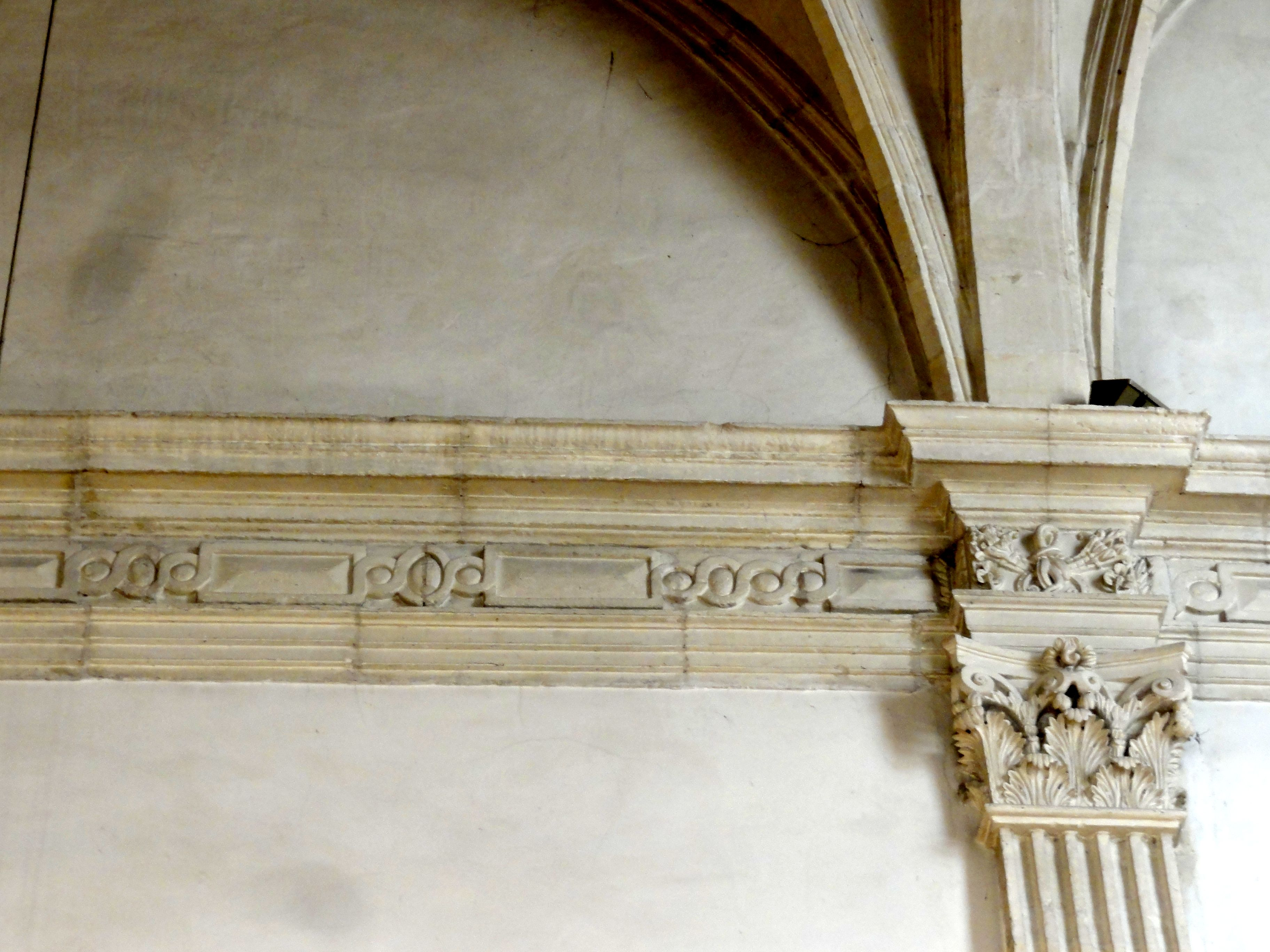
Entablement et chapiteau du second ordre.

#### Abside

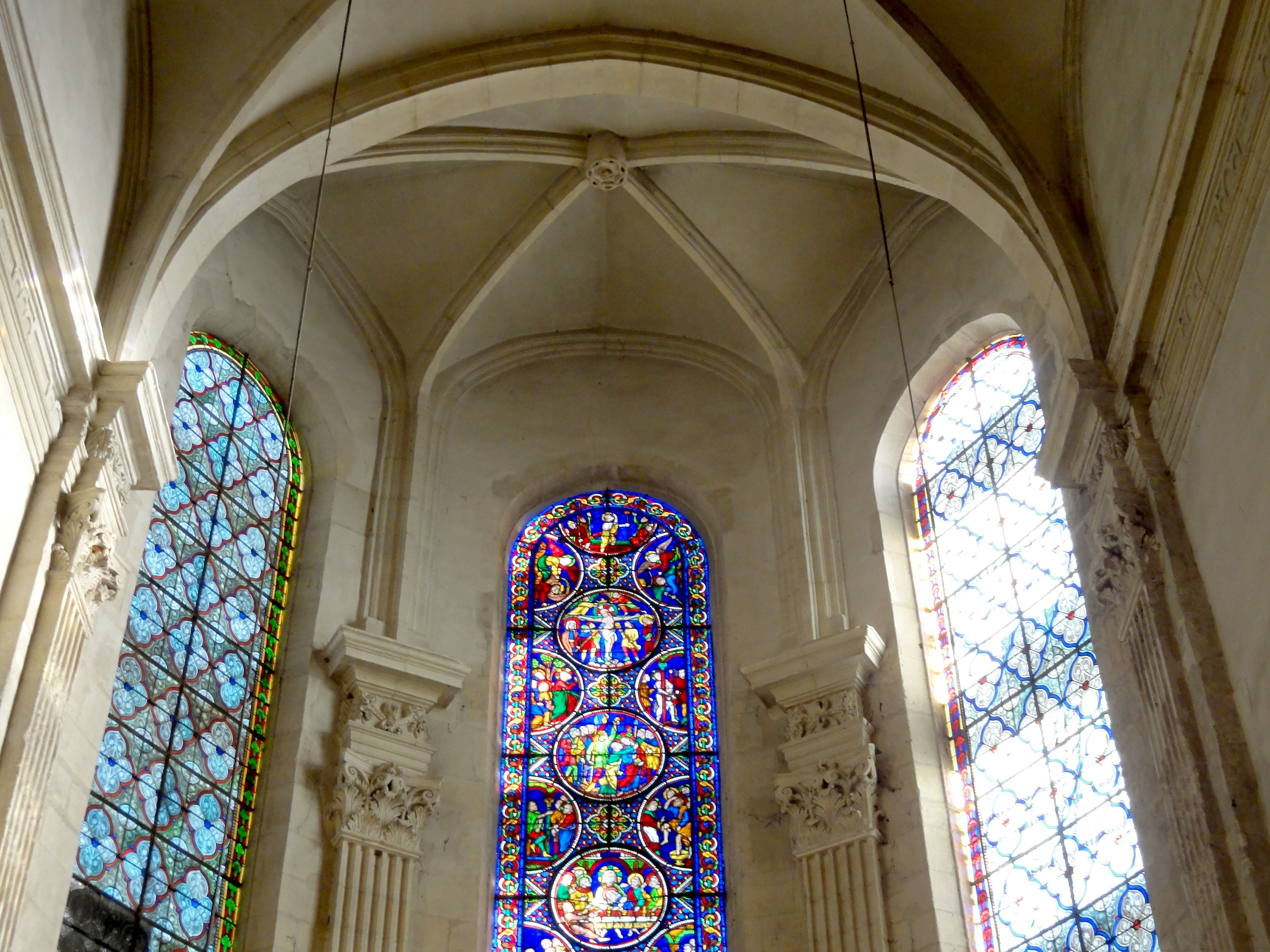
Abside, parties hautes.

Extérieurement, le chevet est en hémicycle, mais à l'intérieur, il paraît comme étant à pans coupés. L'abside est à seulement trois pans, ce qui est rare : il n'y a pas de partie droite. Sous ces égards, l'abside se rapproche de celle de l'église Saint-Martin de Groslay, qui date de 1560. Les dispositions ne sont pas tout à fait les mêmes que dans le vaisseau central du chœur et les collatéraux. Comme à la fin des grandes arcades, même les supports du premier ordre adoptent la forme de pilastres, ce qui n'est pas le cas à Groslay. Les fenêtres sont en anse de panier et dépourvues de remplage, et même pas entourées de moulures. Leur partie inférieure est bouchée. Les formerets sont également en anse de panier, ce qui est assez curieux car s'éloignant encore plus de l'arc brisé du vaisseau central que le plein cintre. Malgré ce tracé surbaissé, les ogives retombent au même niveau que les formerets, alors qu'ils retombent le plus souvent à un niveau nettement plus bas. Par conséquent, les ogives et les formerets comportent une longue section verticale entre la retombée effective et l'assiette du tailloir. En raison de la présence des fenêtres, les sections d'entablement surmontant les chapiteaux ne sont pas reliés entre eux.

#### Collatéraux du chœur

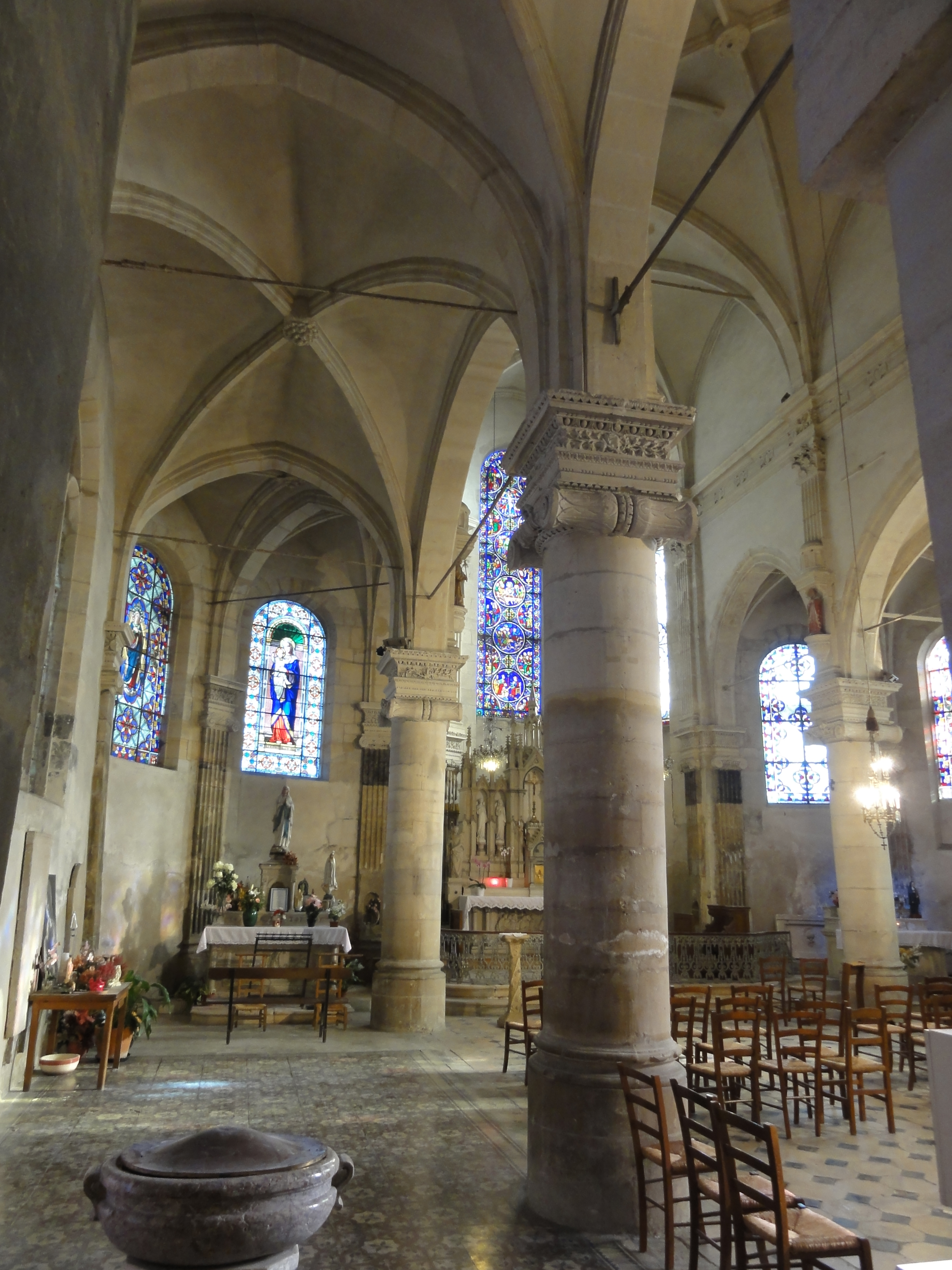
Collatéral nord.

Les collatéraux comportent chacun trois travées, qui sont toutes différentes les unes des autres : la première travée est approximativement carrée ; la seconde est presque deux fois plus profonde ; et la troisième est subdivisée en deux demi-travées triangulaires. Le chevet est à pans coupés, alors que l'extérieur décrit un quart-de-cercle. L'abside du bas-côté nord est la chapelle de la Vierge ; l'abside du bas-côté nord accueille la chapelle Saint-Éloi. — Vers le vaisseau central, les collatéraux sont déterminés par les grandes arcades. Vers les murs extérieurs, les supports sont des pilastres portant des chapiteaux ioniques en applique, surmontés d'une section d'entablement. Les pilastres ont été traités en faux-marbre, ce qui n'est pas conforme à l'état d'origine, et certains portent les traces d'une litre seigneuriale, mais contrairement à la nef, les armoiries ne sont plus visibles. Chaque chapiteau est légèrement différent. Si l'ordonnancement général correspond aux chapiteaux des grandes arcades, l'on note que les coussinets sont cannelés ou décorés de tulipes, et que la face frontale du chapiteau entre deux coussinets n'arbore pas des oves, mais est sculptée de différents types de feuilles appliquées. Dans le collatéral sud, les chapiteaux sont assez abîmés, et au nord et au sud, le déversement des murs vers l'extérieur, qui date d'avant la restauration, est nettement perceptible. Les fenêtres de la première travée et du chevet sont en cintre légèrement surbaissé, et dépourvues de remplage et de mouluration. Les fenêtres de la seconde travée sont donc les seules à posséder un remplage, et elles descendent par ailleurs plus bas que les autres. Le réseau consiste simplement de trois formes en plein cintre. La simplicité des fenêtres et l'absence de formerets évoque une construction à l'économique,.

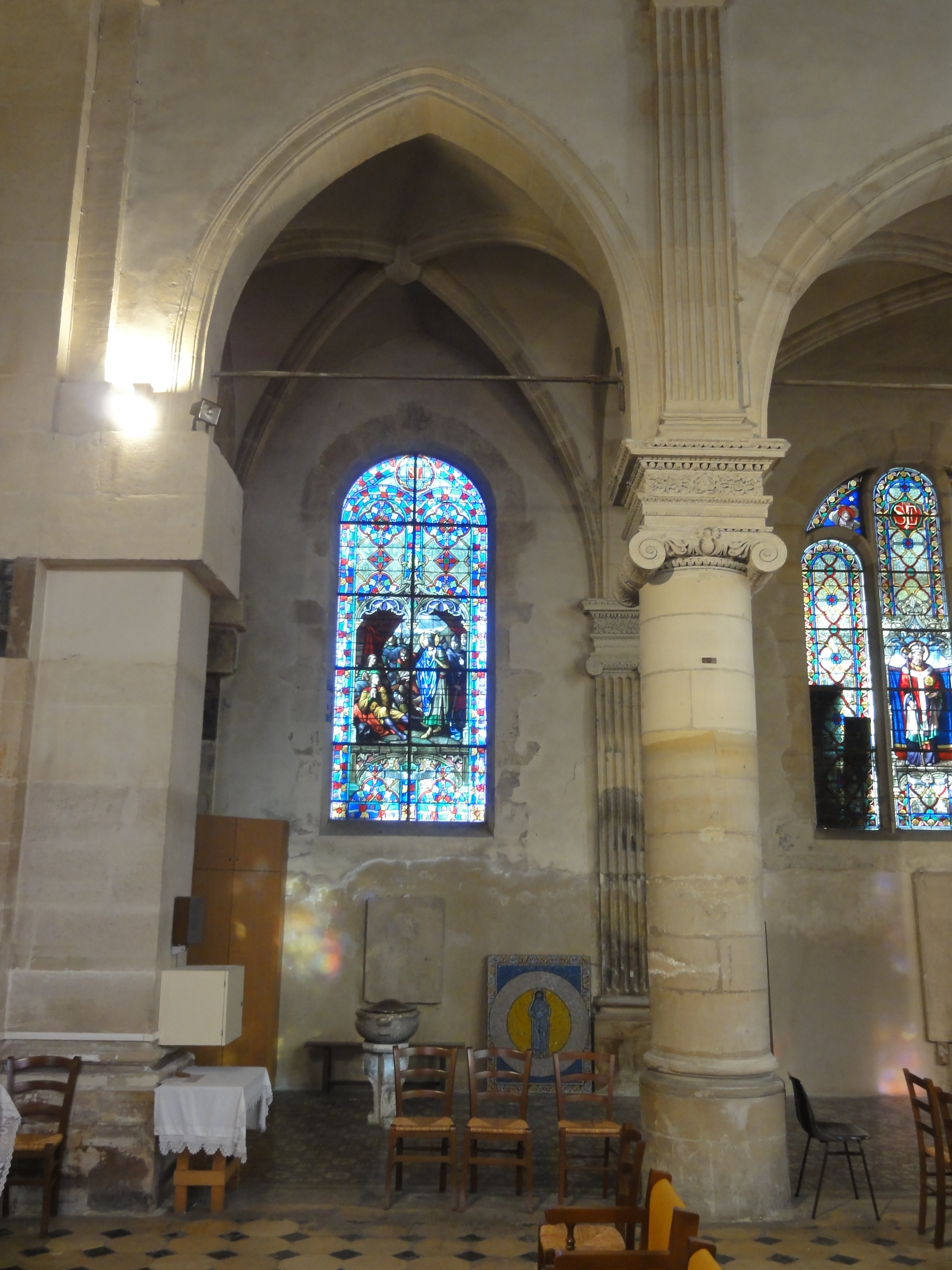
Première grande arcade du nord.
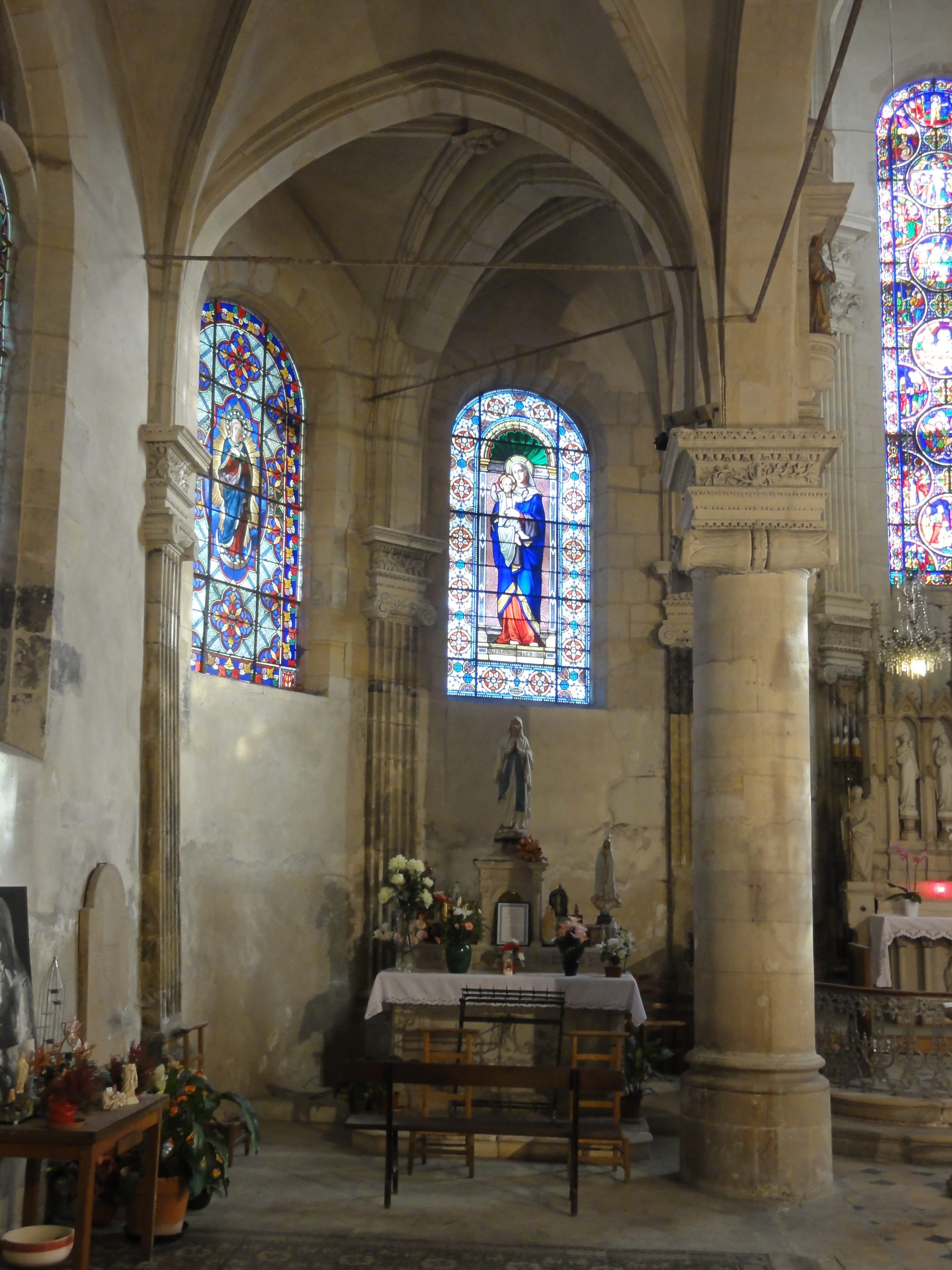
Collatéral nord, chapelle de la Vierge.
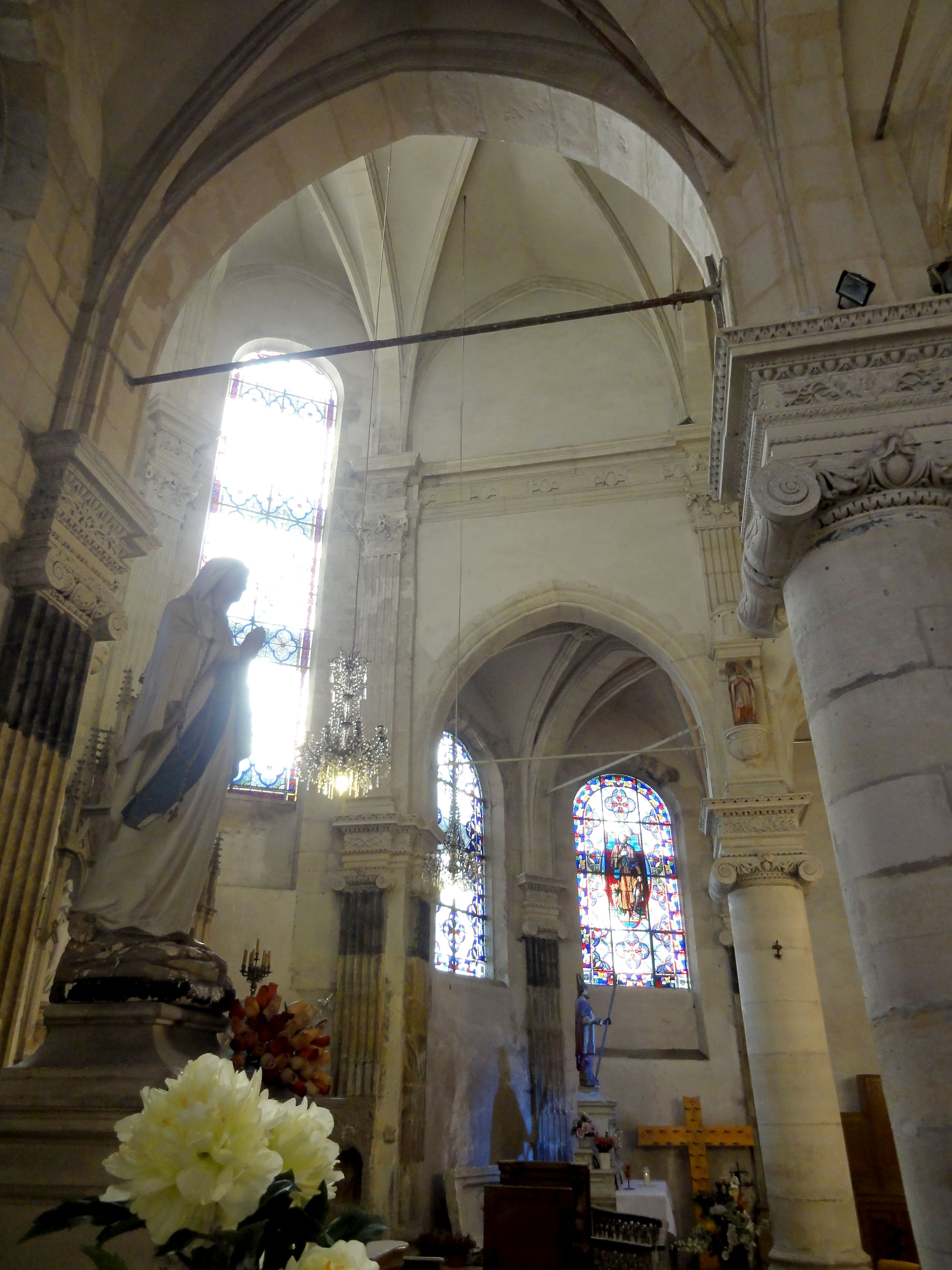
Chapelle de la Vierge, vue vers le sud.
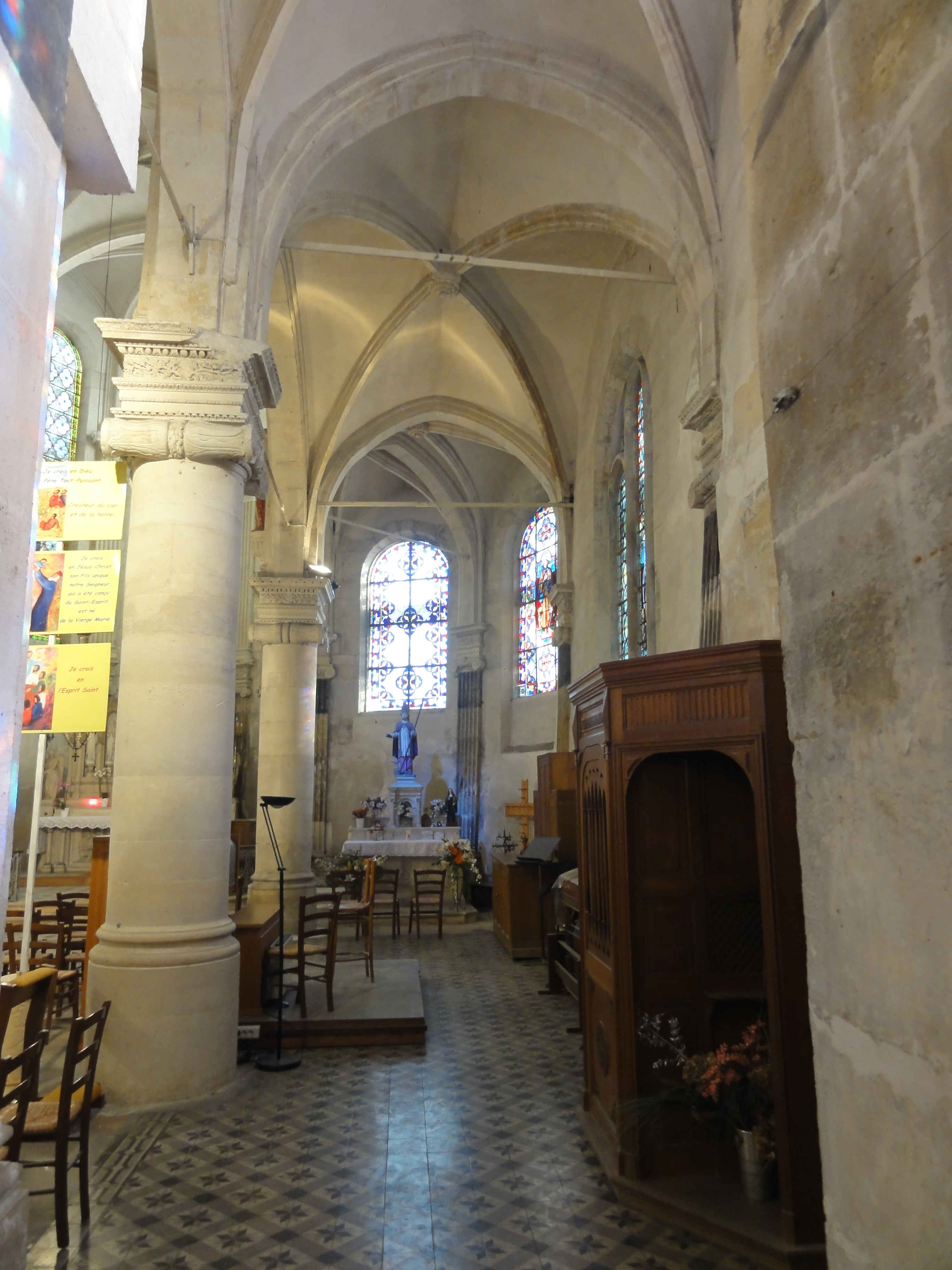
Collatéral sud, vue vers l'est.
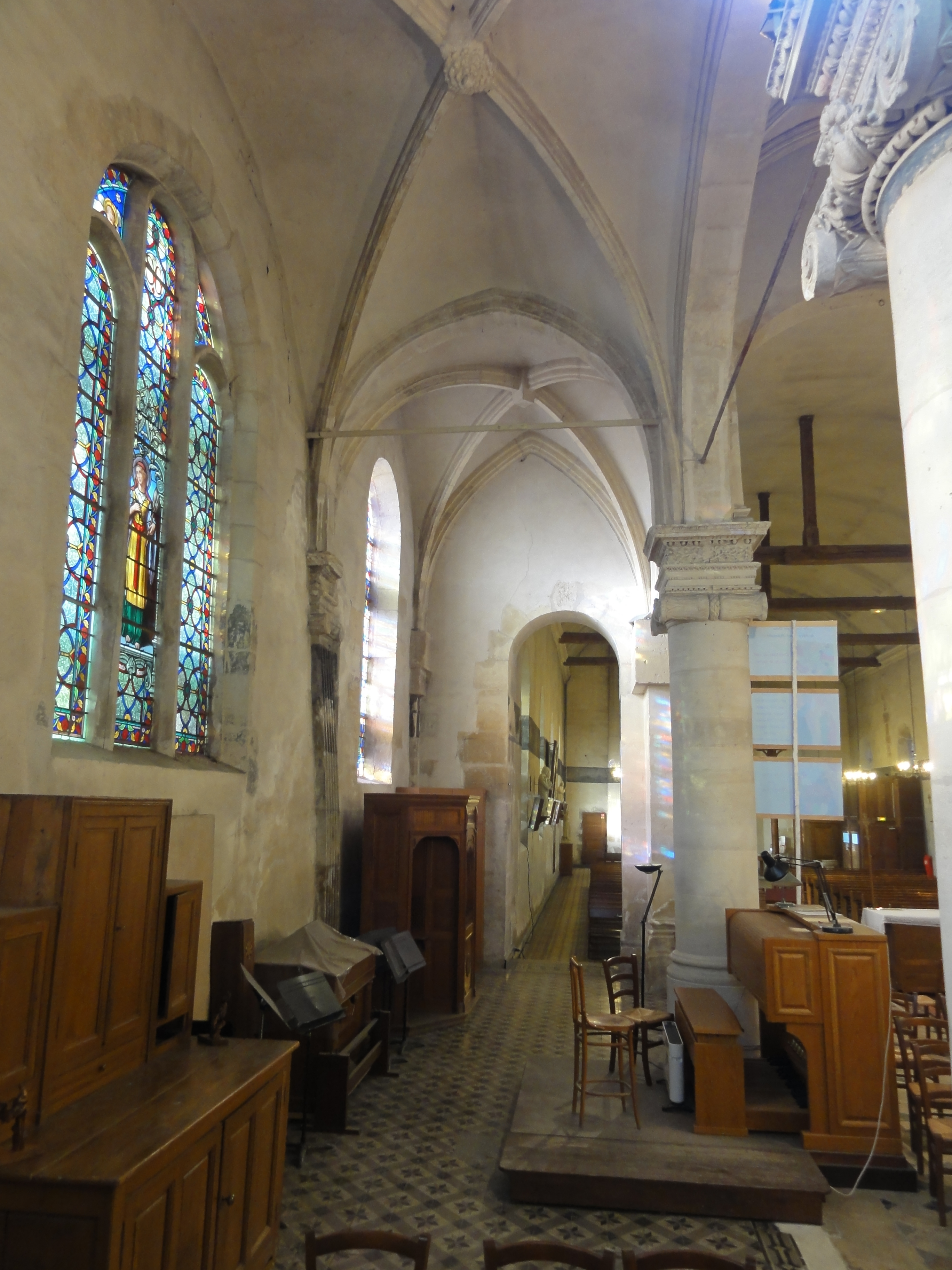
Collatéral sud, vue vers l'ouest.
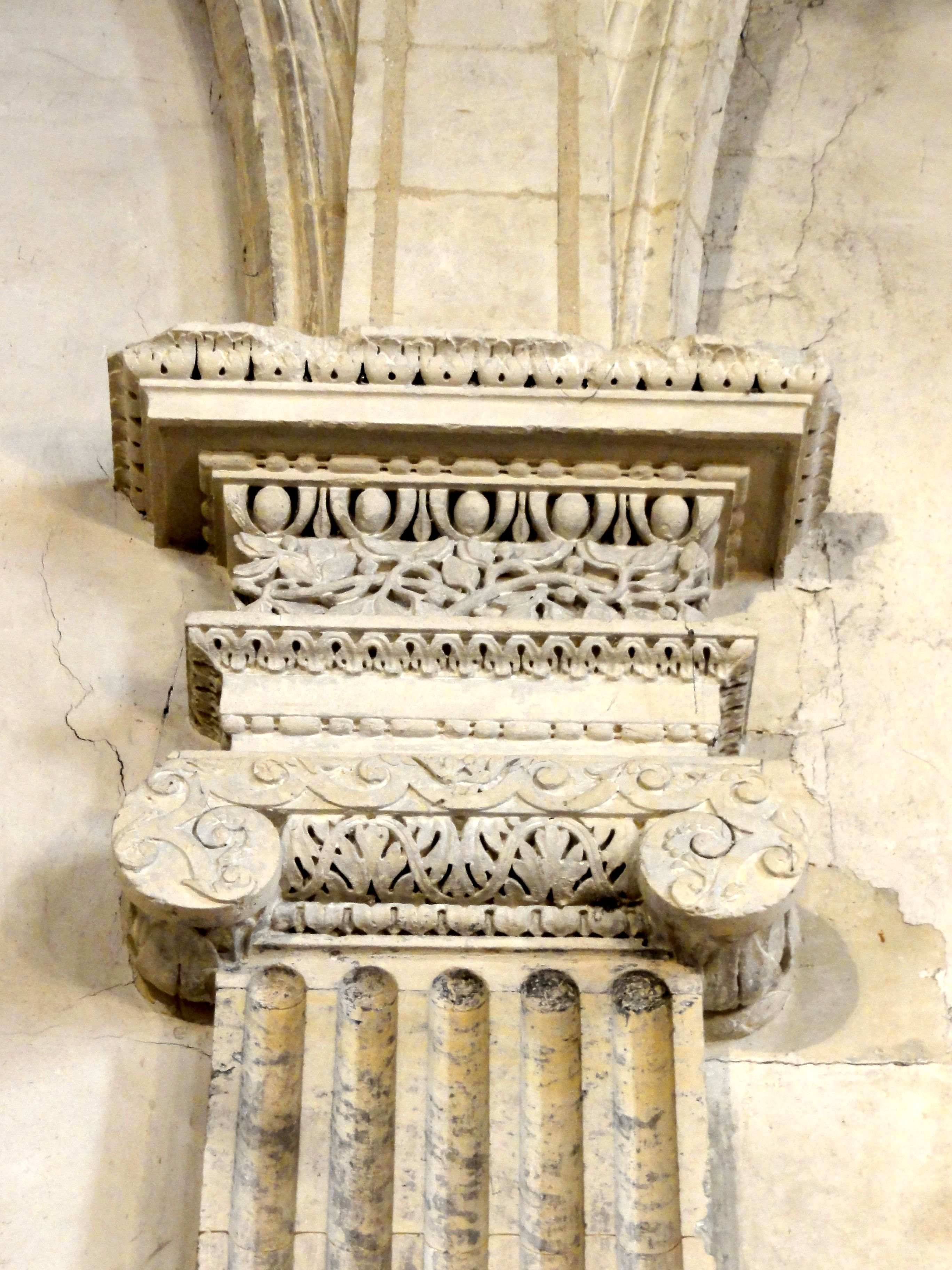
Chapiteau engagé du collatéral nord.

### Extérieur

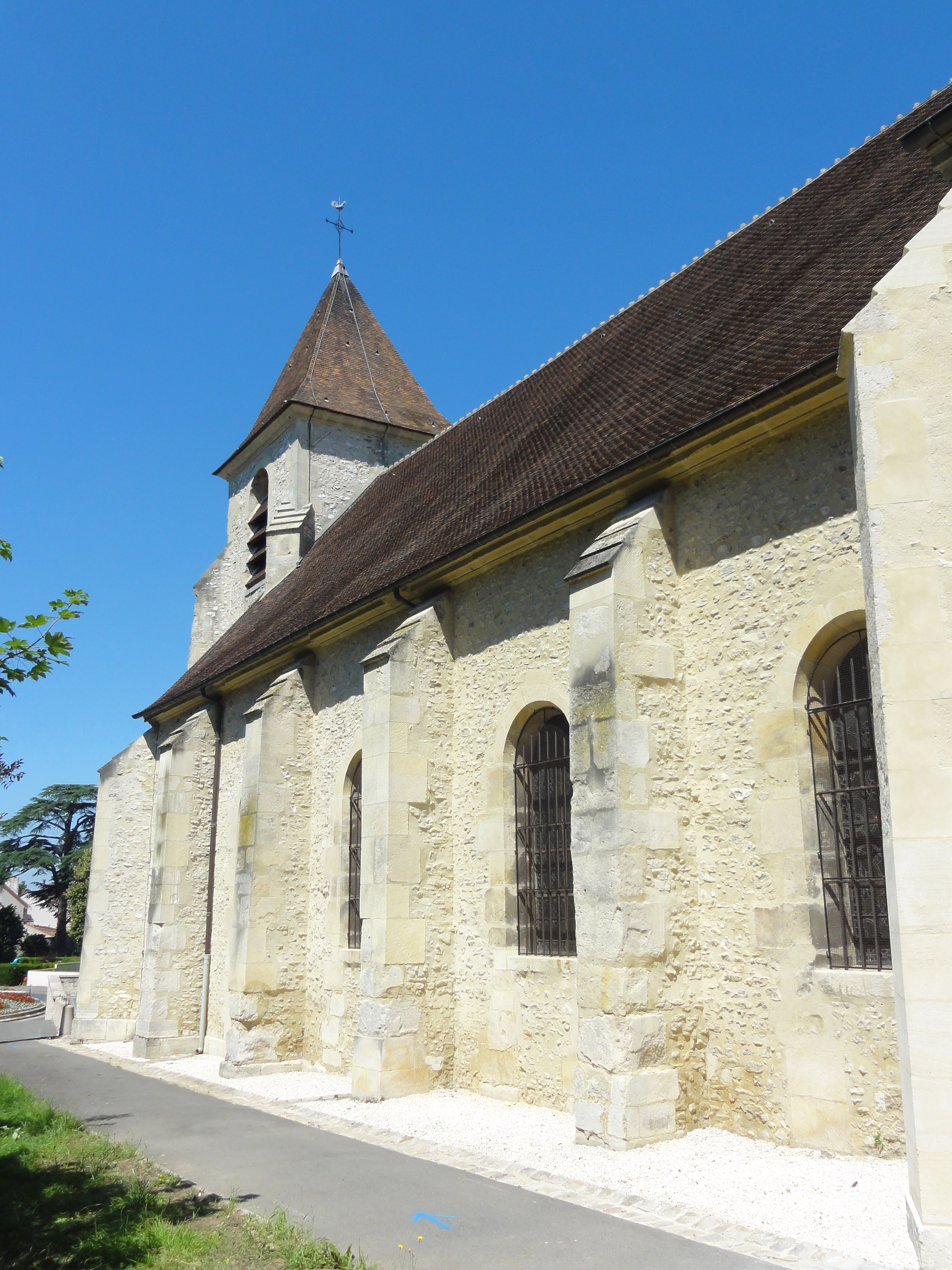
Nef et clocher, vue depuis le sud-est.

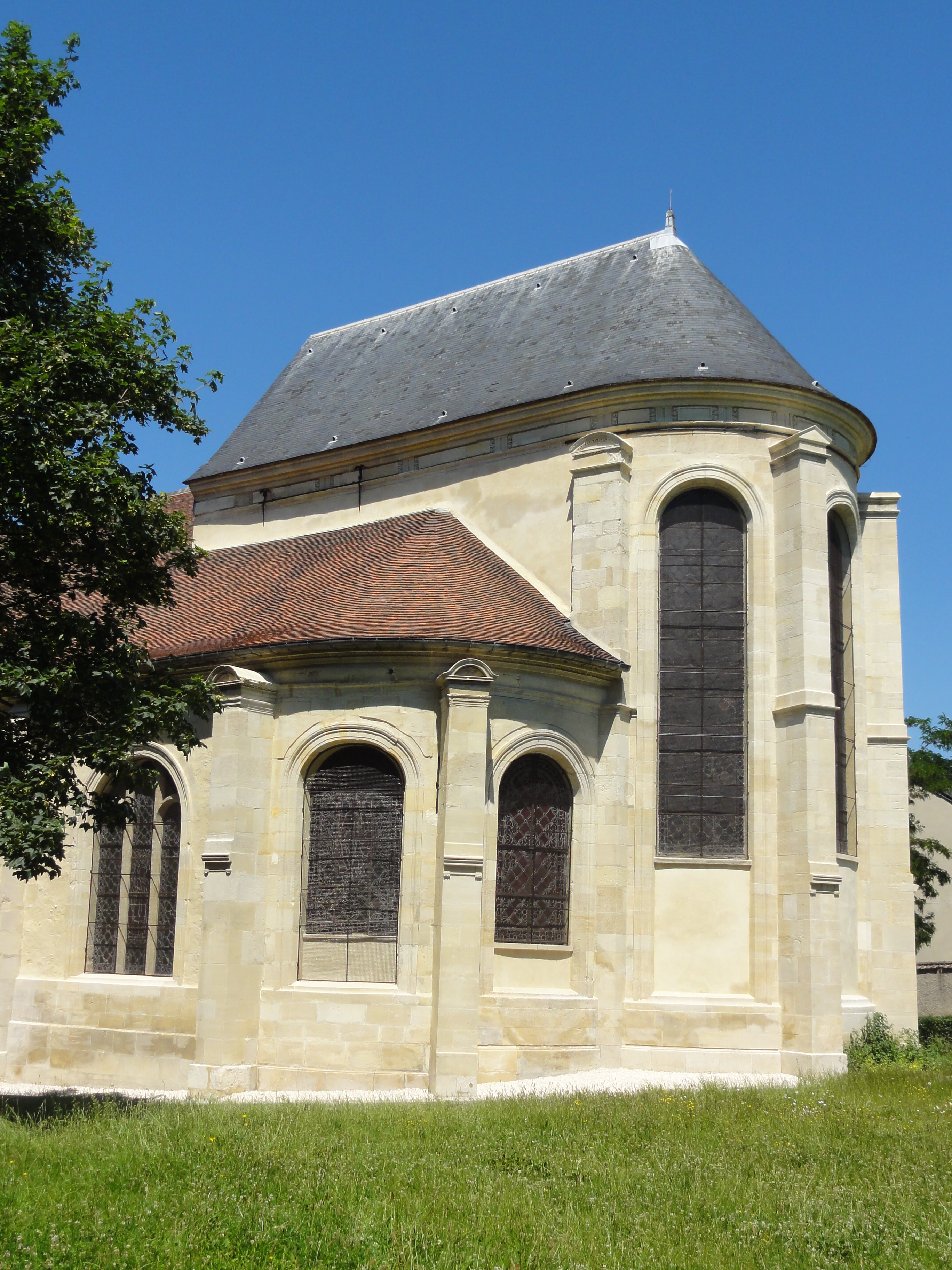
Chœur, vue depuis le sud-est.

La position du clocher devant le mur occidental de la nef évoque pour certains les clochers-porche de tradition carolingienne, que l'on trouve parfois à la période romane, comme à Morienval, Poissy, ou Saint-Germain-des-Prés. C'est peut-être pour cette raison que Charles Huet est enclin à dater le clocher du XIIe siècle, et il suppose qu'il a servi de tour de défense ou de guet. Elle comporte deux étages, qui chacun sont percés d'une baie en plein cintre au nord, à l'ouest et au sud. Au niveau du second étage, qui est l'étage de beffroi, les baies sont nettement plus grandes et munies d'abat-son. Le toit en pavillon est couvert de tuiles plates du pays et culmine à une hauteur de seulement 24 m, à peine plus que le toit du chœur. Les caractéristiques architecturales peu spécifiques rendent une datation problématique. Le portail en anse de panier est bâti en pierre de taille et surmonté d'un bandeau proéminent, sans aucune décoration. L'on suppose qu'il date du XVIIIe siècle. Deux contreforts biais épaulent les angles, et s'arrêtent au milieu de l'étage de beffroi par des glacis à gradins. Comme déjà souligné, les contreforts biais ne sont pas usités avant le XVIe siècle. Sauf sur les faces extérieures des contreforts, et sauf pour les chaînages d'angle que l'on trouve tout en haut au-dessus des contreforts, tout l'appareil est en petits moellons irréguliers noyés dans un mortier. C'est une caractéristique des édifices romans antérieurs au second quart du XIIe siècle, mais aussi d'églises postérieures à la période gothique, et les corps de ferme du pays de France sont souvent bâtis de la même façon : sans un certain contexte, l'on ne peut rien en tirer pour la datation. Au-dessus du portail, l'on observe un arc de décharge en cintre surbaissé, qui pourrait être aussi le vestige d'un ancien portail, sauf que l'on ne voit pas d'arrachement d'anciens éléments décoratifs, comme par exemple un gâble ou une archivolte. La nef est bâtie selon des principes analogues que le clocher, avec deux contreforts obliques aux angles, et sinon des contreforts légèrement inclinés s'achevant par un glacis, et des fenêtres en plein cintre.
Le chœur et les collatéraux sont, en principe, soigneusement bâtis en pierre d'appareil, sauf toutefois la première travée, qui se rapproche davantage des caractéristiques de la nef : c'est ici que le décor sculpté n'a pas été exécuté à l'intérieur. Il est encore plus frappant que la première travée du vaisseau central n'est pas du tout visible depuis l'extérieur, et disparaît entièrement sous la toiture, alors que l'ensemble du vaisseau central est voûté à la même hauteur. Globalement les parties orientales sont assez sobres, mais la construction est remarquablement équilibrée, et l'harmonie réside selon Charles Huet dans la rigueur des lignes verticales. Les chevets curvilignes sont également d'un bel effet. Les fenêtres sont entourées de multiples moulures très fines, comme à l'intérieur les flancs des nervures des voûtes. Les contreforts de la première travée ressemblent à ceux de la nef. Sinon, ils sont strictement verticaux et scandés par un larmier à mi-hauteur et un larmier près du sommet pour les collatéraux, et par un larmier supplémentaire pour le chevet du vaisseau central. Les larmiers inférieurs présentent des biglyphes à gouttes aux extrémités, et un médaillon au centre, sans doute une rosace dont la sculpture n'a pas été exécutée. Les contreforts s'amortissent par un chaperon, qui est généralement arrondi, sauf de part et d'autre de la baie axiale du chevet, où il est en bâtière. Les chaperons arrondis sont décorés d'un rang ou de deux rangs d'oves très simples ou de lignes ondulées. Sur les contreforts au nord-est et au sud-est du chevet du vaisseau central, une feuille d'acanthe se dessine aux angles, entre le chaperon et le larmier supérieur. Un large bandeau garni de caissons alternant avec des paires de triglyphes couronne les murs hauts du vaisseau central du chœur, tandis que la chapelle latérale sud possède une corniche de petites feuilles d'acanthe stylisées, et la chapelle latérale nord, une corniche de denticules. La couverture de la haute toiture du vaisseau central est réalisée en ardoise ; tout le reste est couvert de tuiles plates à l'instar de la nef et du clocher.

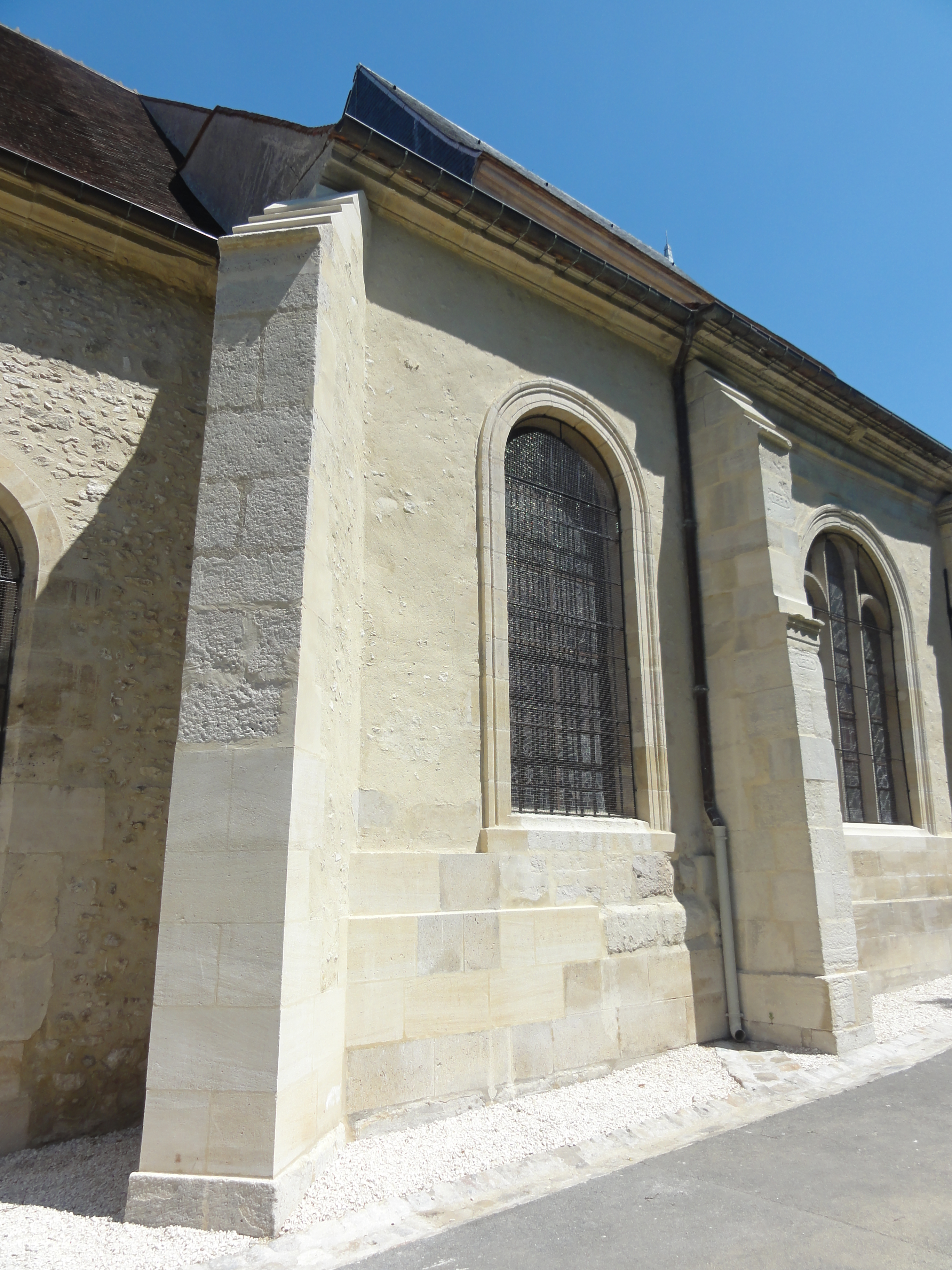
Chapelle sud, 1re travée, vue depuis le sud-ouest.
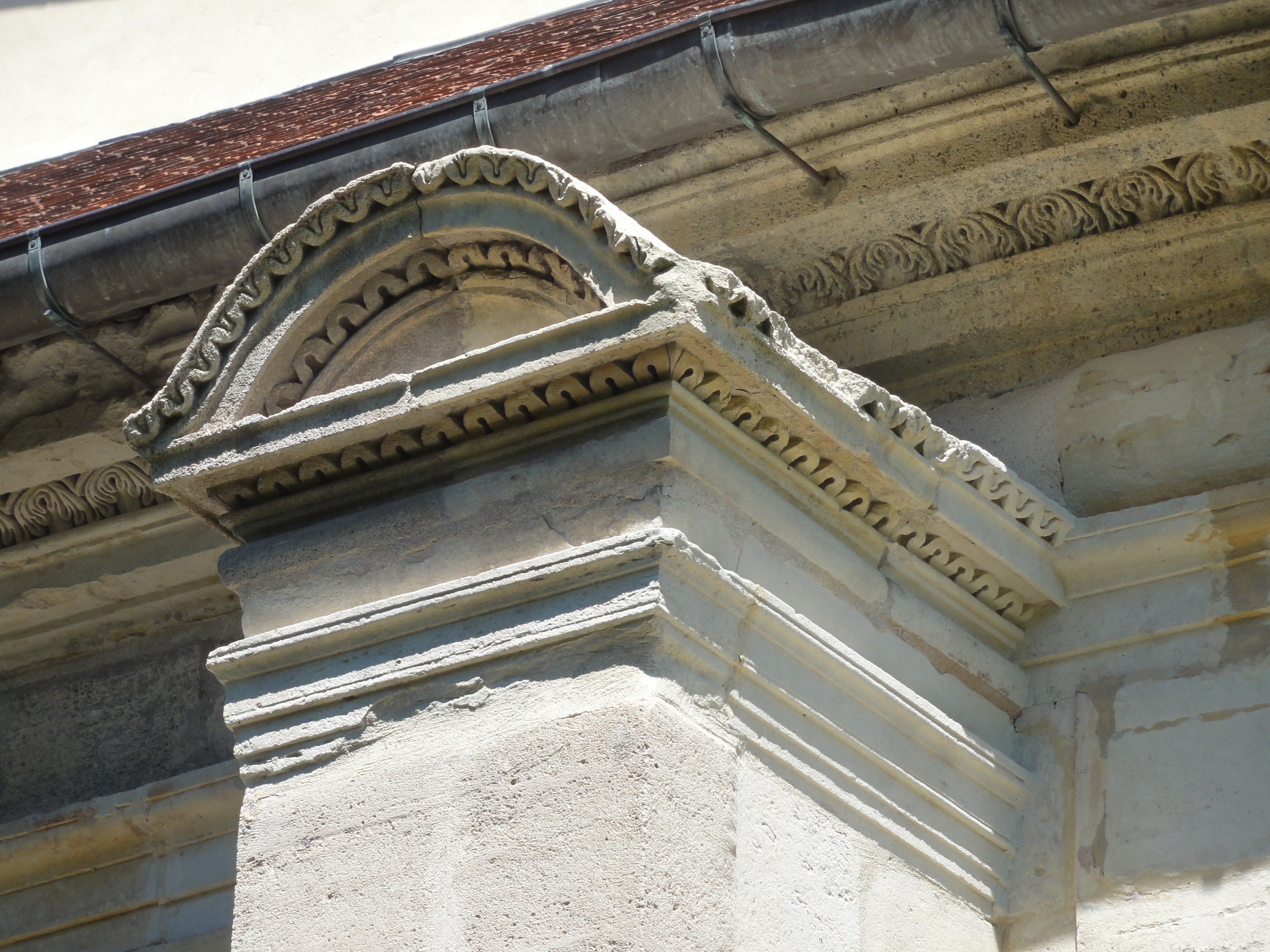
Chapelle sud, chaperon du contrefort sud-est.
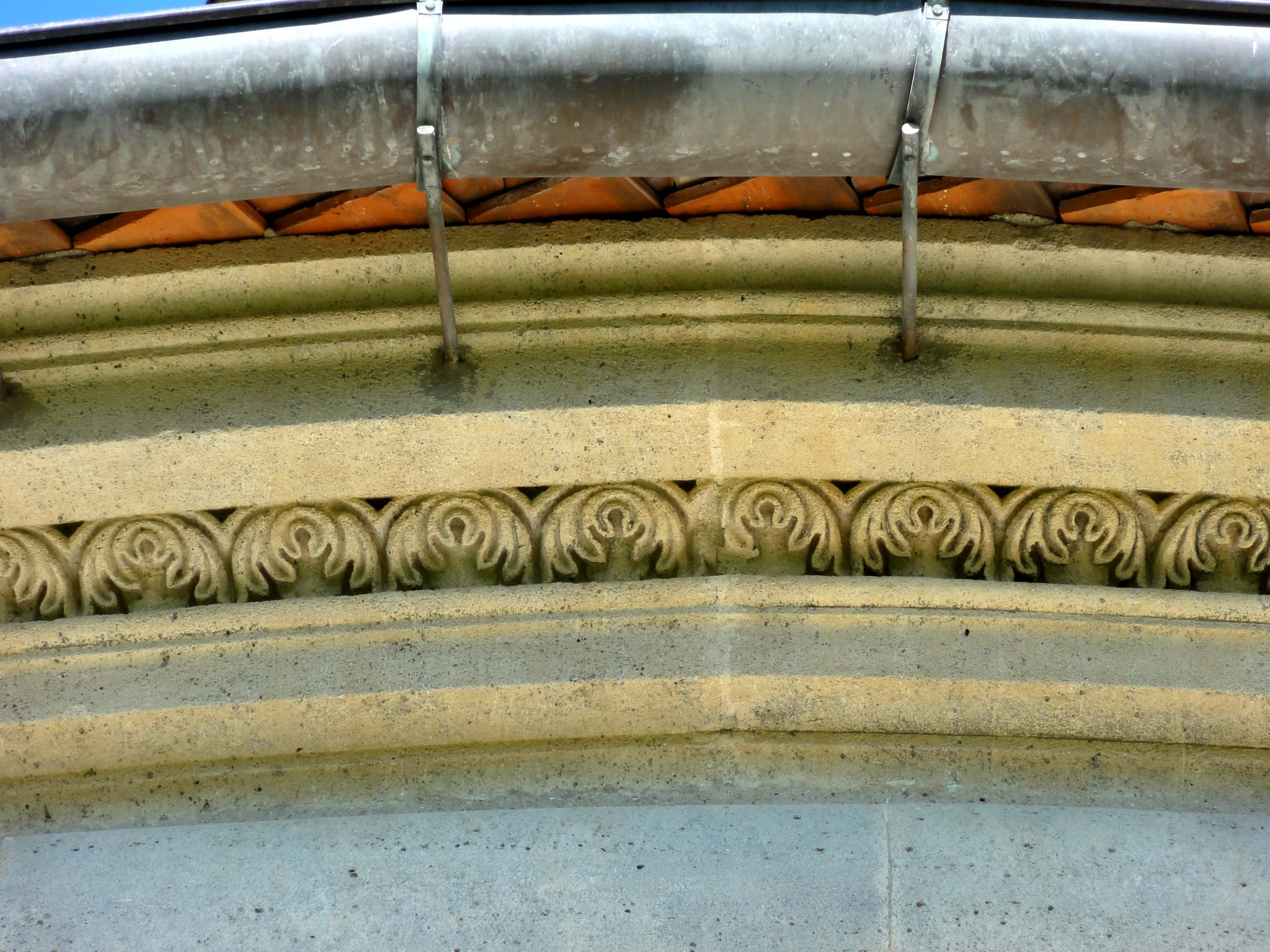
Corniche de la chapelle sud.
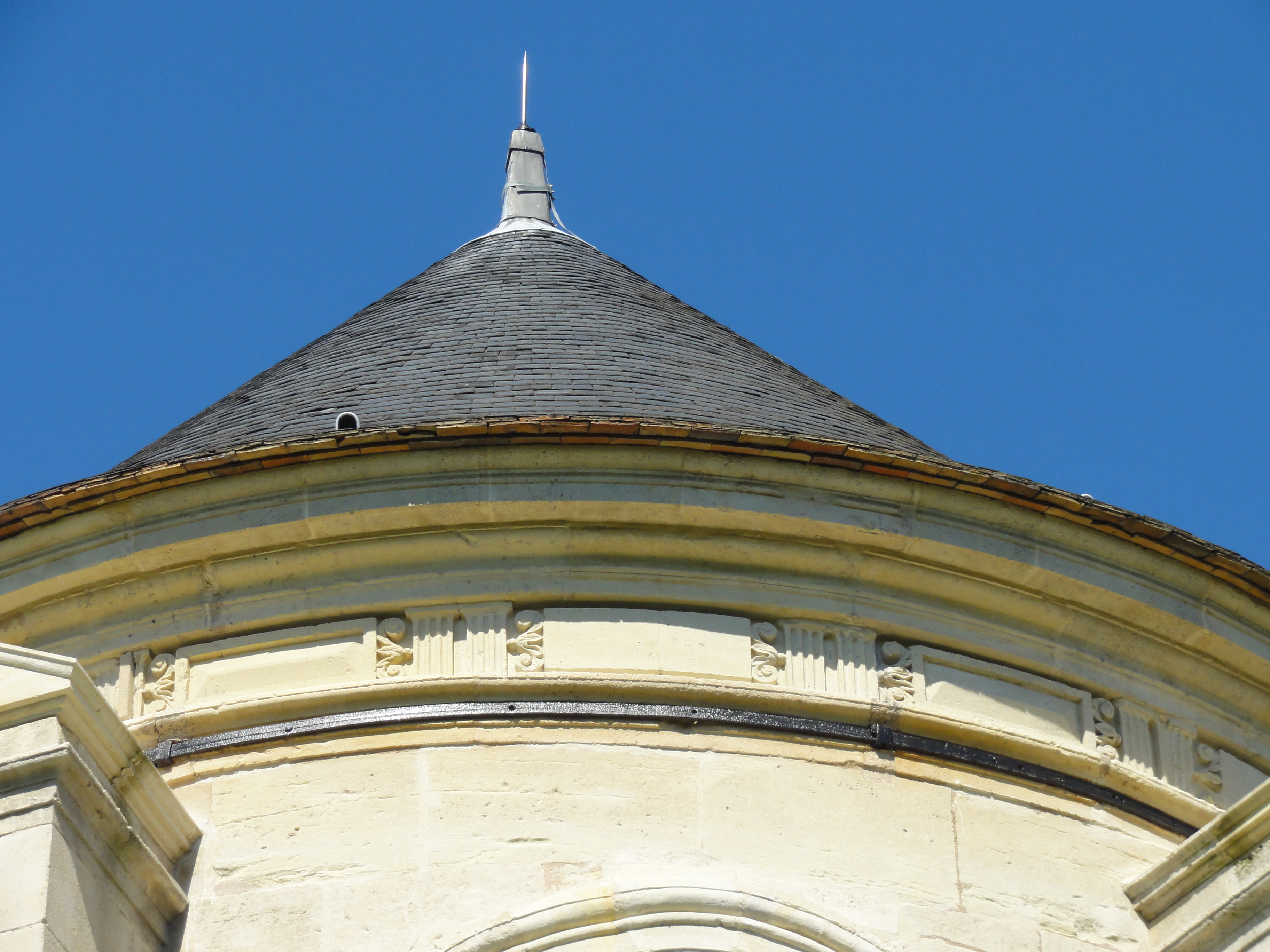
Corniche du chœur.
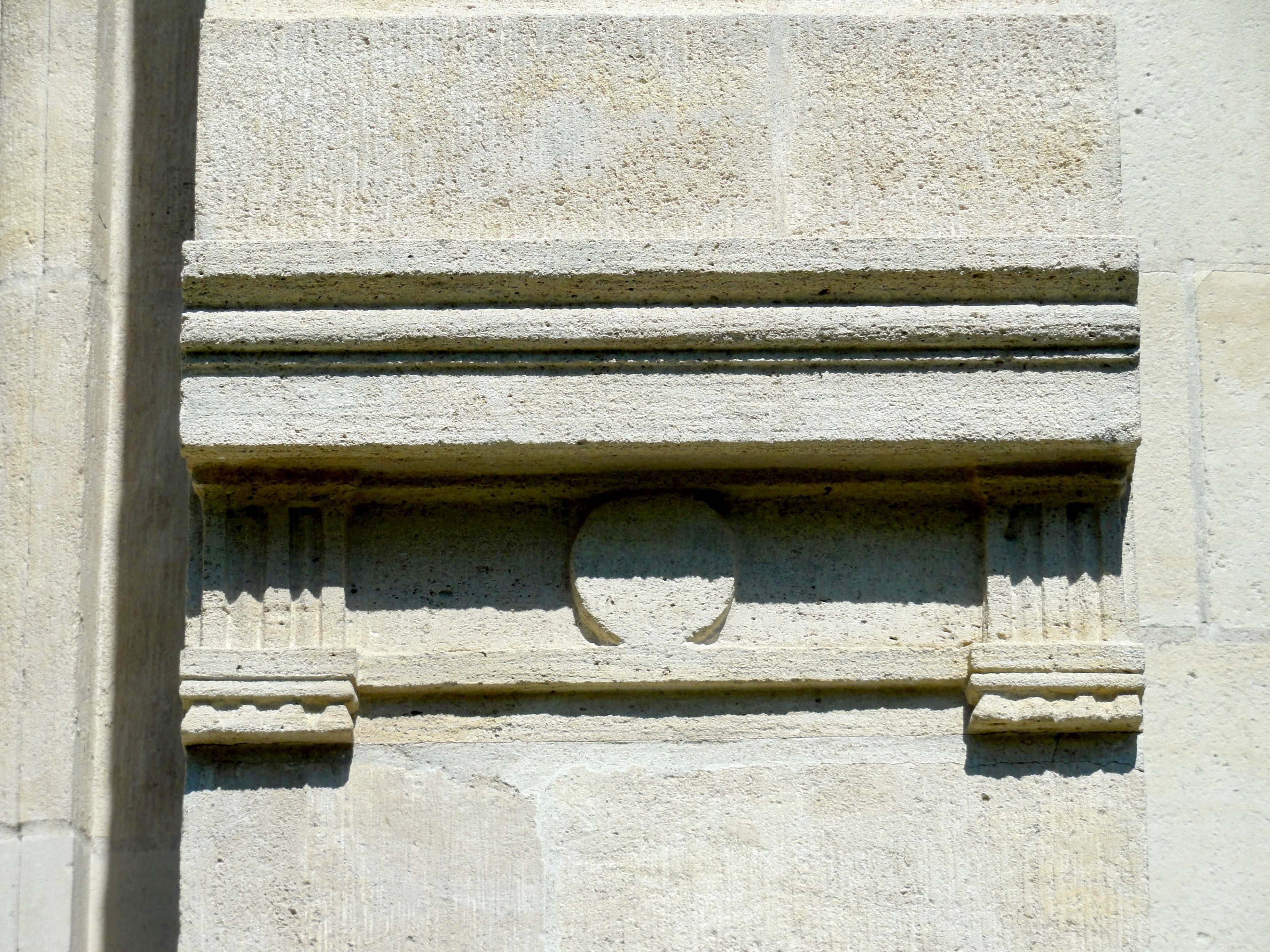
Imposte des contreforts du chœur.
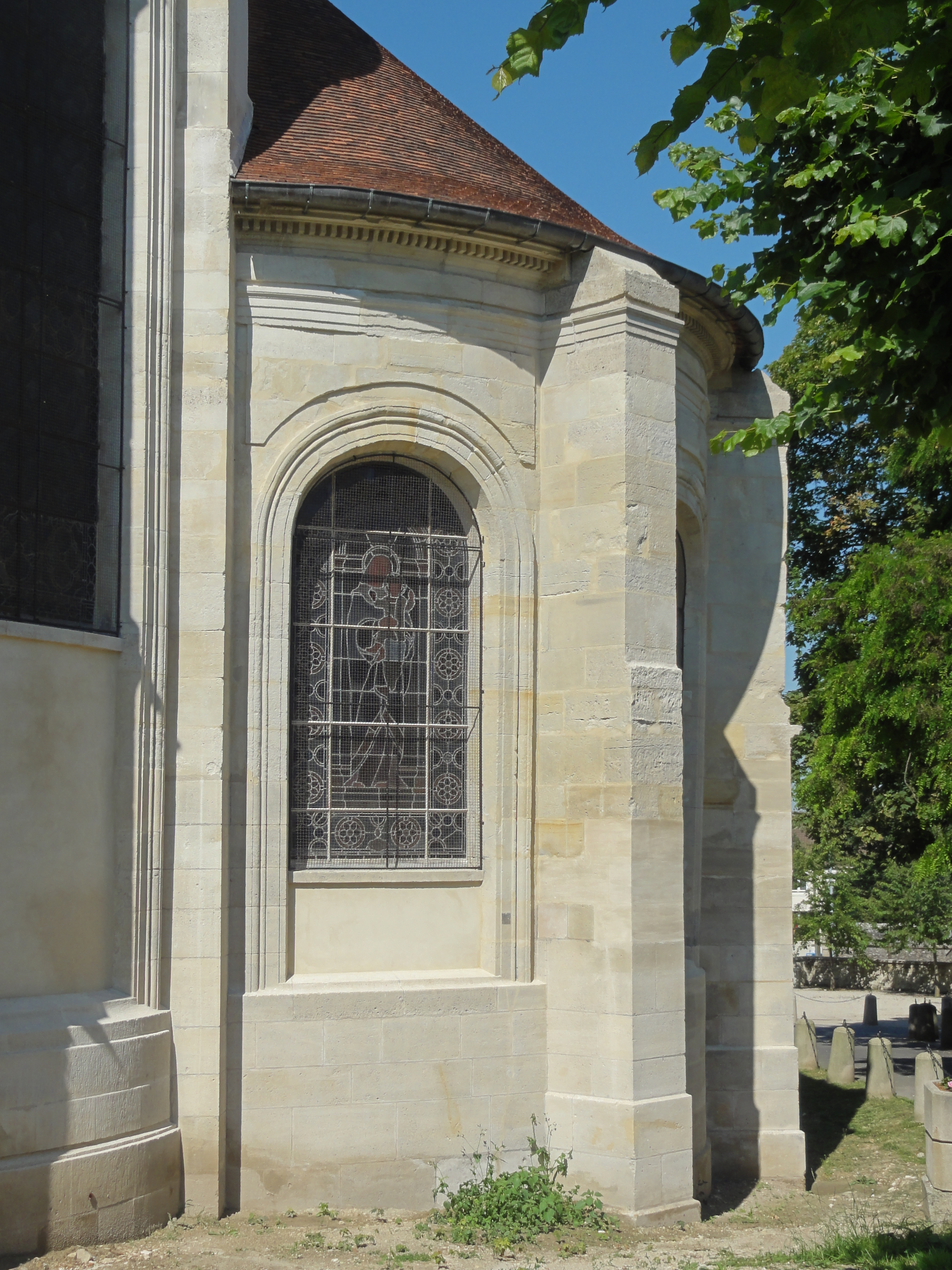
Chevet de la chapelle nord.

## Mobilier

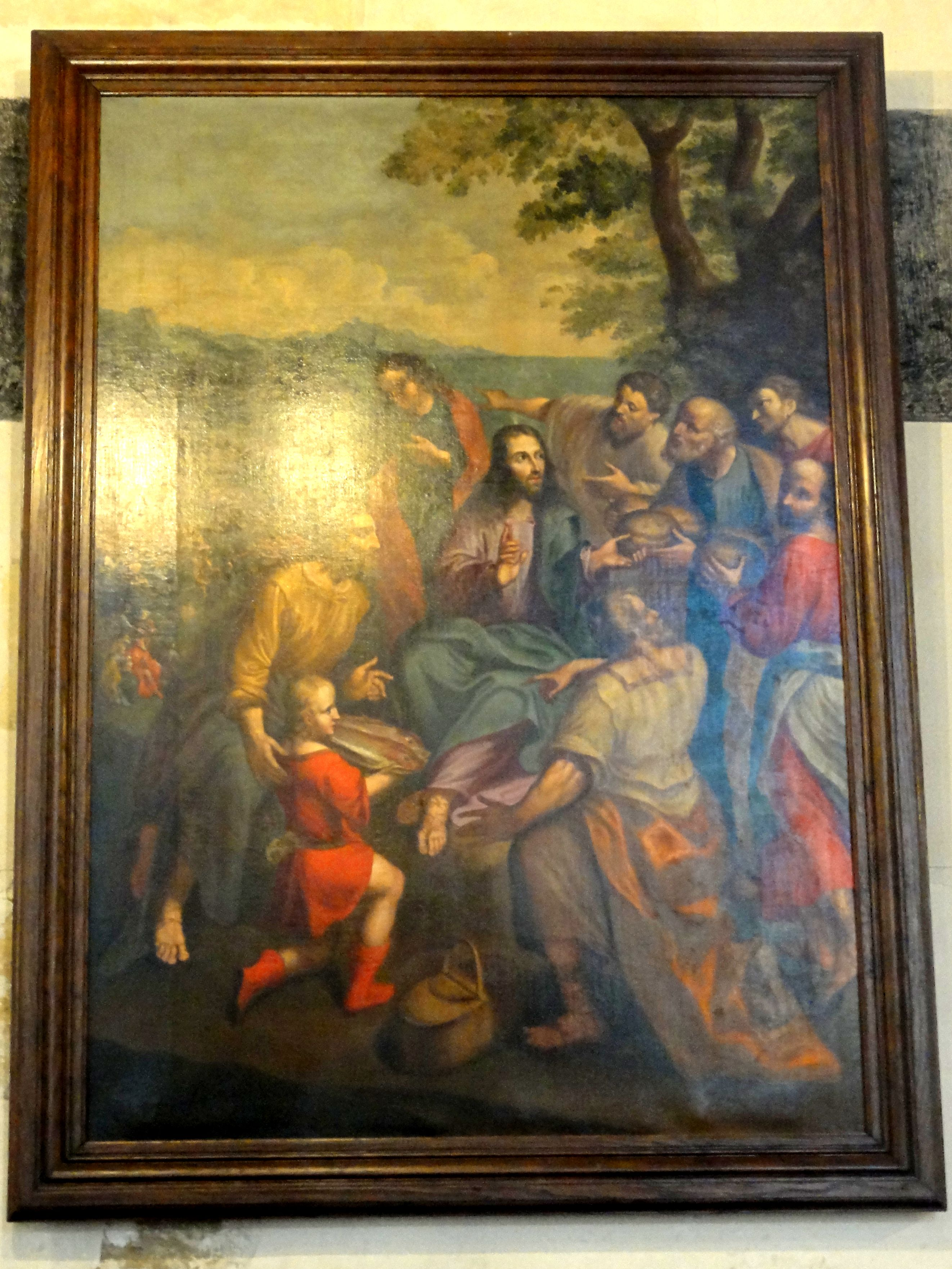
Multiplication des pains et des poissons.

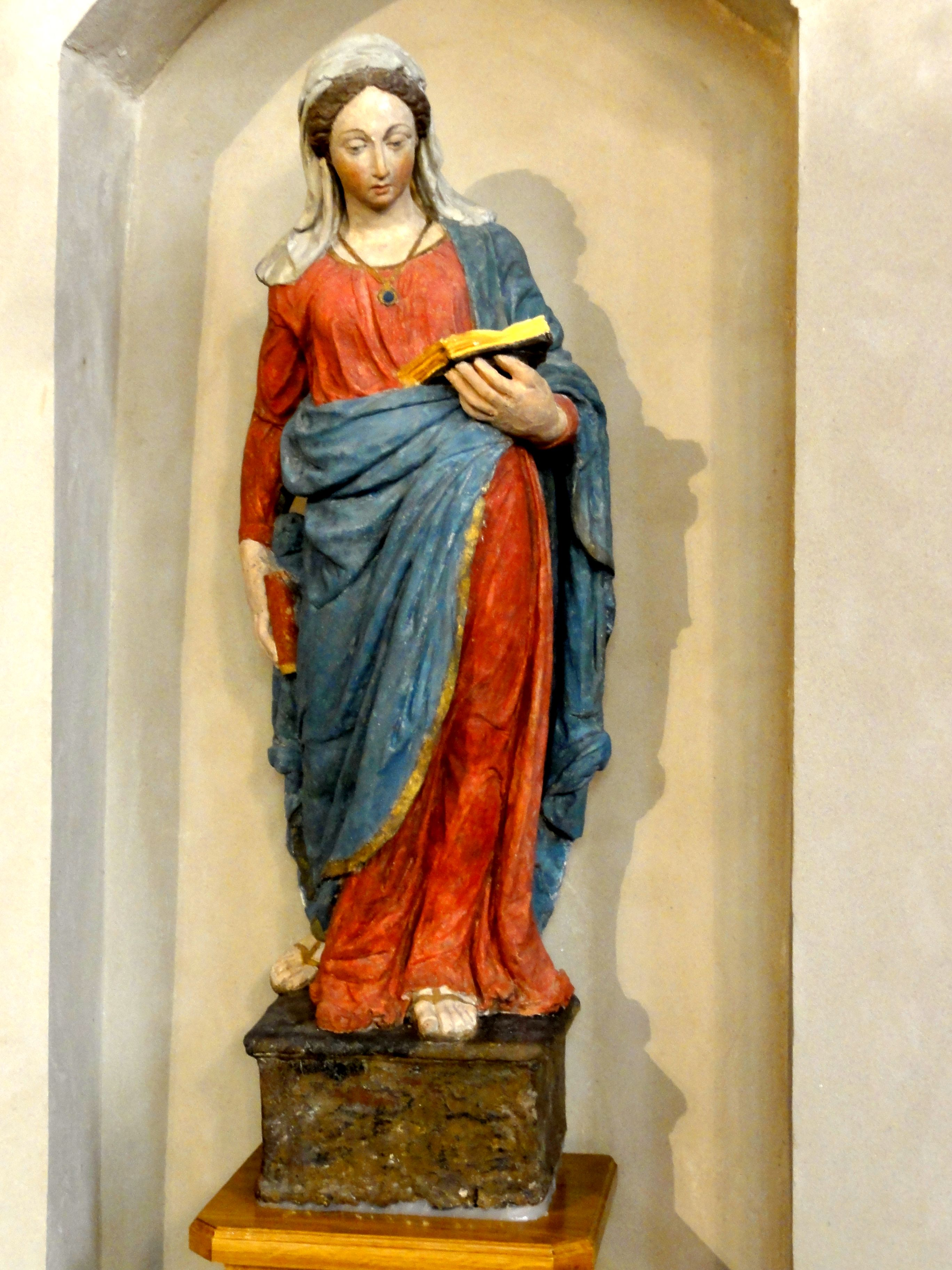
Sainte martyre ou Vierge de l'Annonciation.

Parmi le mobilier de l'église, un tableau, une statue, un Christ en croix, et deux dalles funéraires sont classés monument historique. S'y ajoute une cloche ancienne, soit six éléments classés au total.

### Peinture
Le tableau représentant la Multiplication des pains et des poissons est l'unique œuvre de peinture que possède l'église. Cette œuvre d'un maître anonyme est peint à l'huile sur toile, mesure 186 cm de haut et 125 cm de large, et date du XVIIe siècle. Elle a été restaurée.

### Sculpture
- La statue en pierre polychrome d'une sainte martyre ou de sainte Geneviève, ou Vierge de l'Annonciation, mesure 98 cm de haut sans le socle et date du XVIe siècle ou du début du XVIIe siècle. La statue n'est pas identifiée avec certitude, car le seul attribut est un livre. Elle est classée et a été restaurée en 1979[22],[23].
- Le Christ en croix en bois peint, provenant vraisemblablement d'une poutre de gloire, mesure 160 cm de haut, et date du XVIe siècle. La main droite a été refaite grossièrement, et la main gauche manque. L'œuvre est classée et se trouve en bon état[24].
- Le second Christ en croix ne mesure que 94 cm de haut et date du XVIIe siècle. Comme particularité, le Christ porte une moustache et une barbe[25],[26].
- Les fonts baptismaux datent également du XVIIe siècle. Ils se composent d'une cuve en marbre ovale, qui repose sur une tablette en pierre, portée par quatre consoles en pierre décorées de volutes, dans le goût baroque[27],[28]. Contrairement à la tradition, les fonts ne se trouvent pas près de l'entrée, mais au début du collatéral nord du chœur.
- La statue en bois peint de saint Éloi mesure 131 cm de haut et date du XVIIIe siècle. L'attribut du saint, l'enclume, permet son identification. Il est vêtu de l'habit épiscopal et porte la crosse dans sa main de gauche[29],[19].
- La statue de saint Roch fait partie de celles enlevées de l'église en 1972. Elle date également du XVIIIe siècle, et le saint est représenté en pèlerin. Le chien à ses pieds, son attribut, tient dans ses dents un morceau de pain pour nourrir son maître, malade de la peste[30],[31].
- Dans les niches en haut des piliers du chœur, on voit les statues de saint Louis et d'un saint non identifié, déjà mentionnées. Henri Houmaire ne fournit aucun renseignement à propos de ces statues.
- La Vierge à l'Enfant en bois, dite Notre-Dame des Victoires, fait elle aussi partie de celles enlevées de l'église en 1972 et date probablement du XIXe siècle. Comme particularité, la Vierge ne tient pas l'Enfant dans son bras, mais il se tient debout sur un globe terrestre, pressé contre sa mère et tournant la tête vers elle. Malheureusement les visages de la Vierge et de l'Enfant Jésus ont disparu, et pour cette raison la statue n'est pas exposée en l'église, en attendant une prochaine restauration[32].
- La statue de saint Joseph à l'Enfant fait également partie de celles enlevées de l'église en 1972 et n'est pas datée, mais pas antérieure au XIXe siècle. Dans la main libre, saint Joseph tenait une fleur de lys comme signe de pureté, mais elle a été cassée[33].
- Les autres statues datent du XIXe siècle ou du début du XXIe siècle et correspondent à des modèles présents dans un grand nombre d'églises de la région : elles sont souvent issues de productions en série en terre cuite ou en plâtre. Elles ont permis de remeubler les églises pillées sous la Révolution et représentent quelques-uns parmi les saints les plus populaires. On peut notamment citer le saint curé d'Ars, Jean-Marie Vianney, saint Antoine de Padoue, sainte Jeanne d'Arc, et, en petite nature, sainte Thérèse de Lisieux[34].

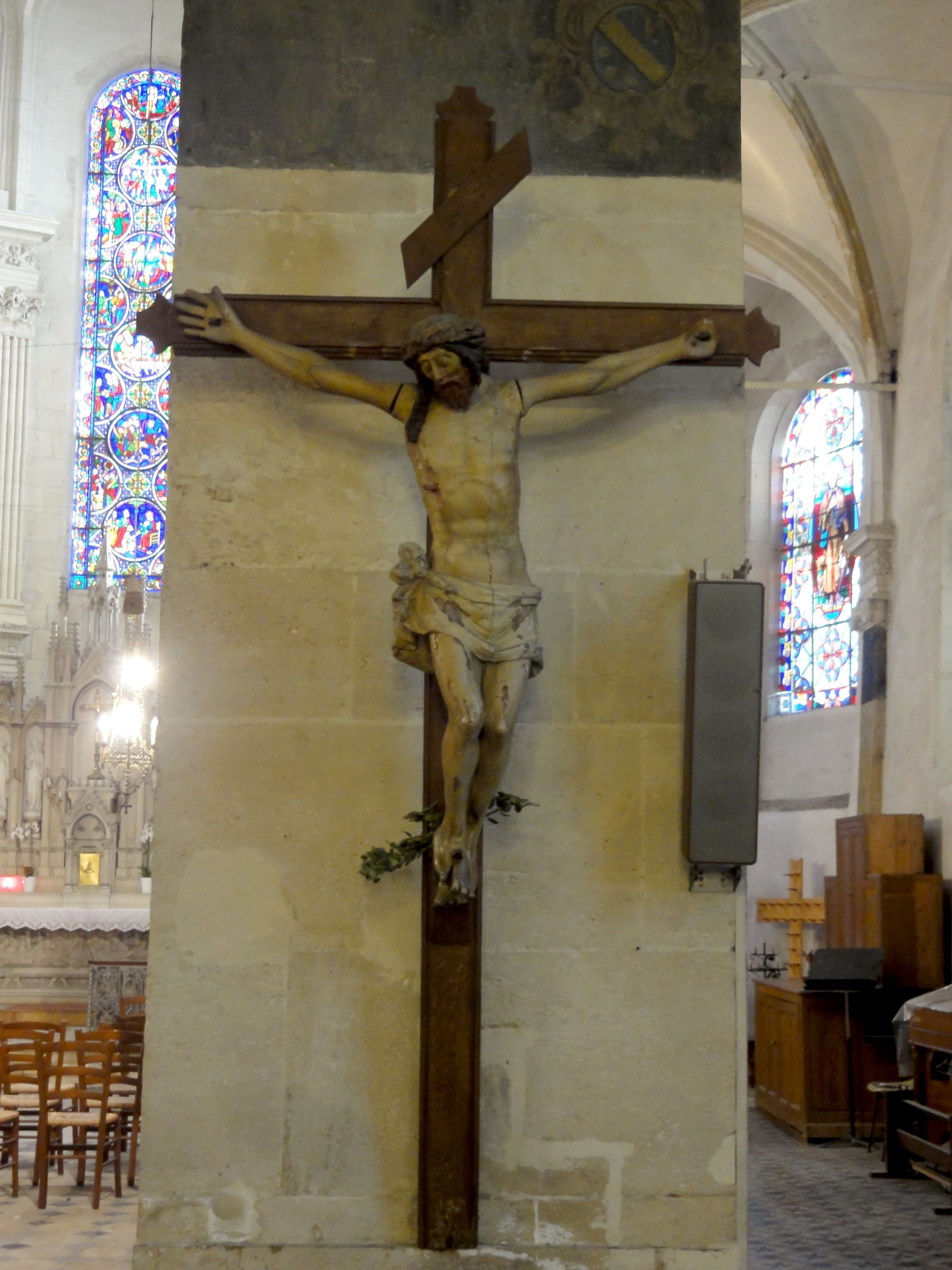
Christ en croix d'une poutre de gloire.
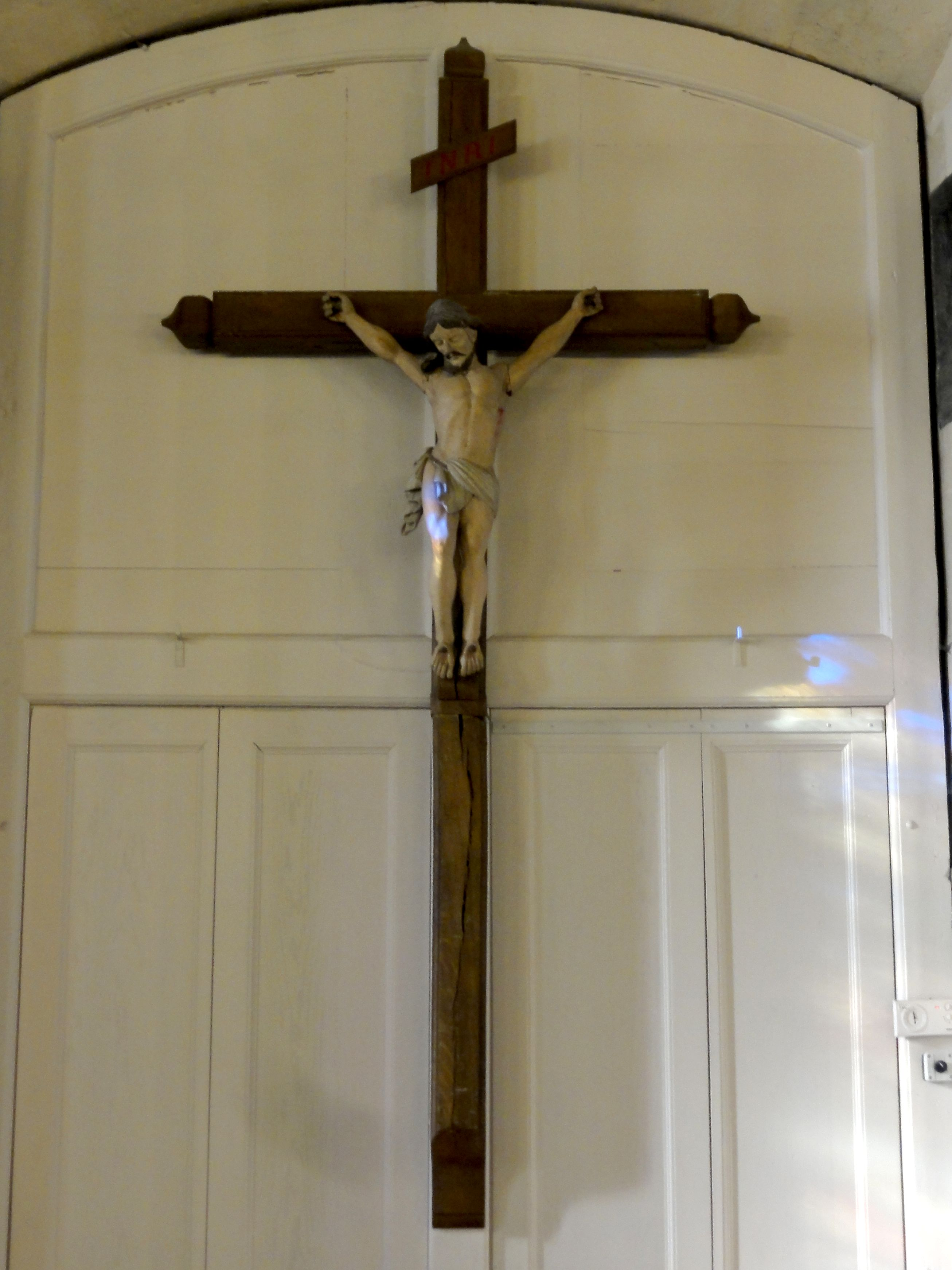
Petit Christ en croix.
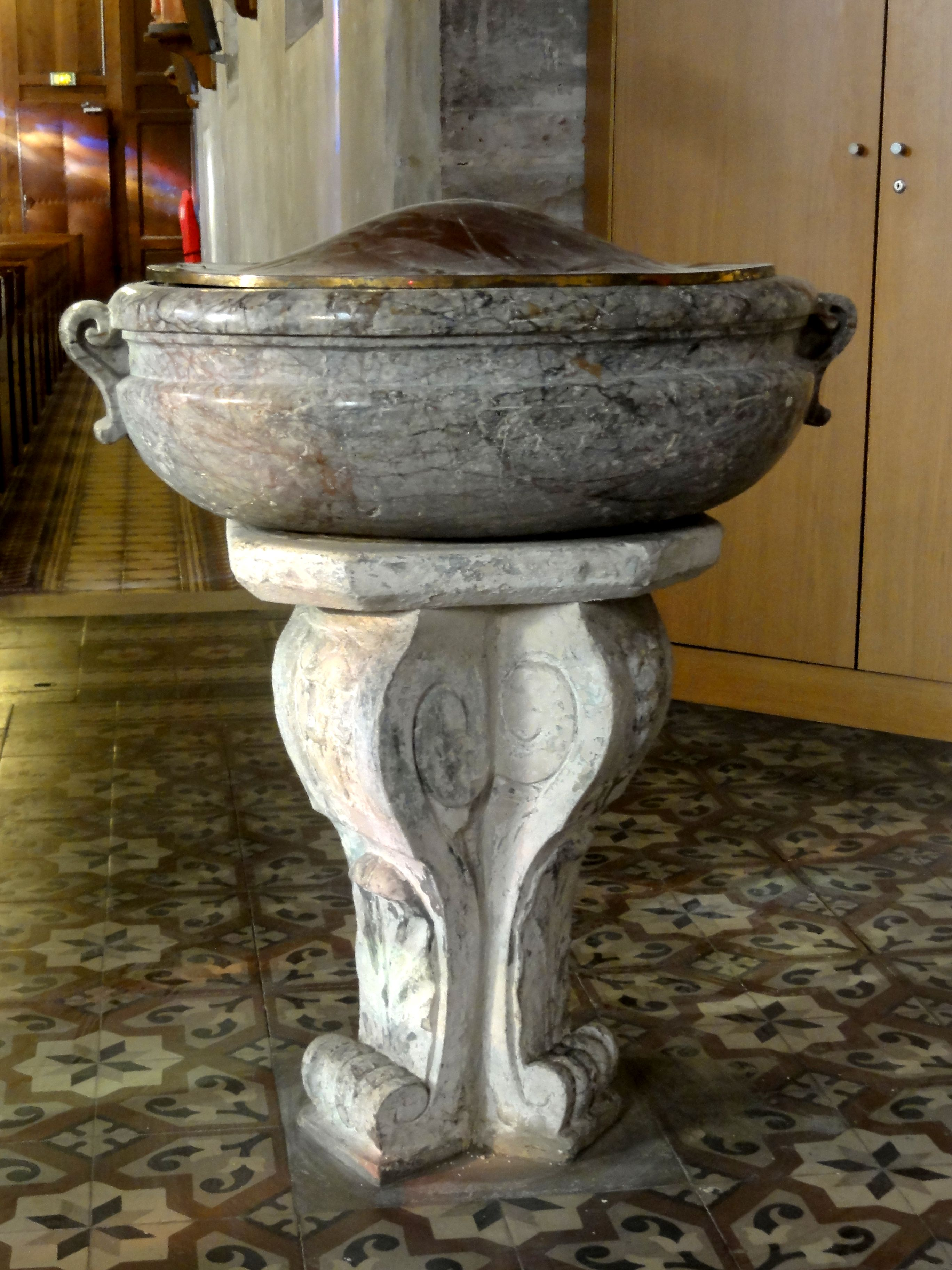
Fonts baptismaux.
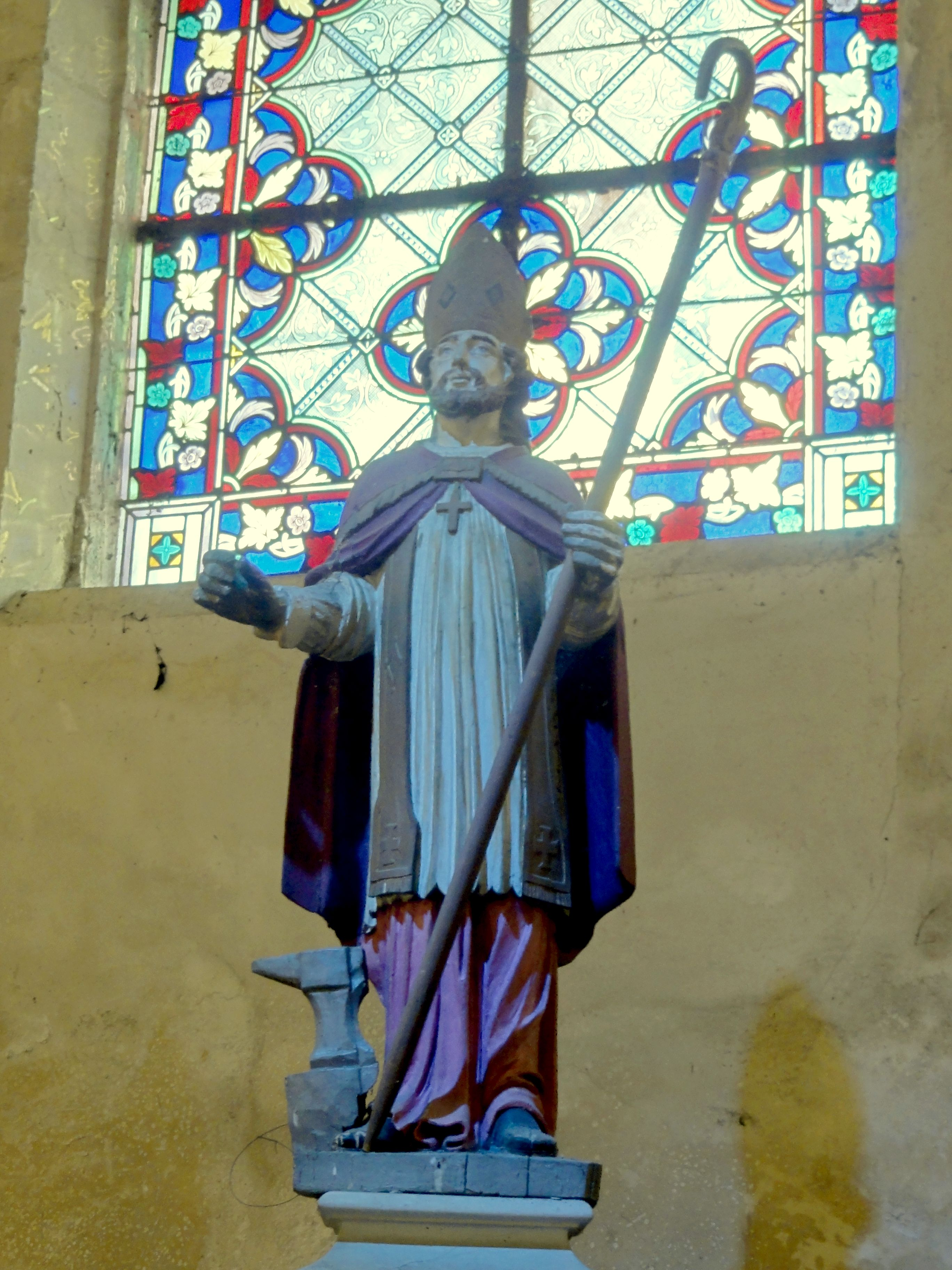
Statue de saint Éloi.
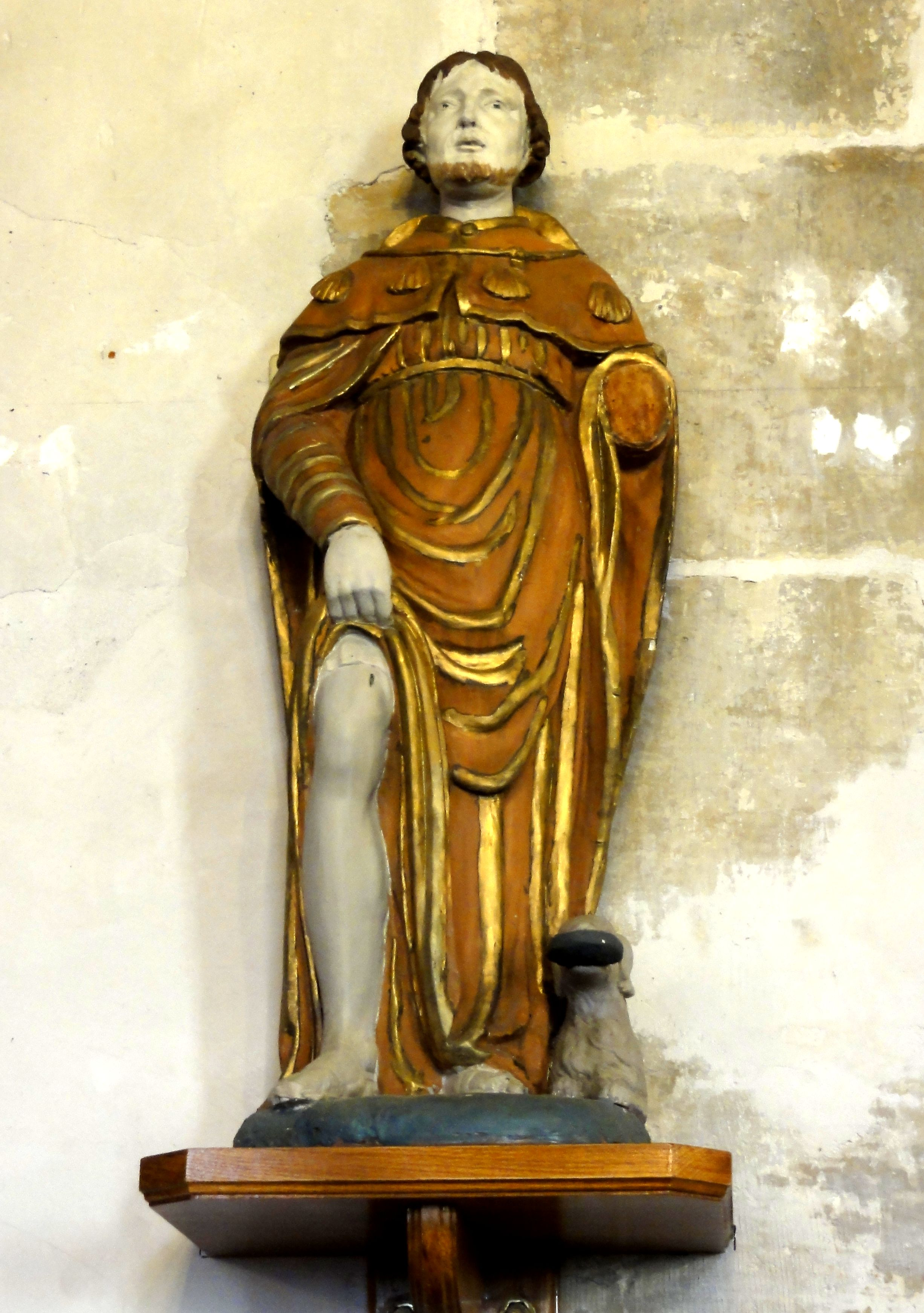
Statue de saint Roch.
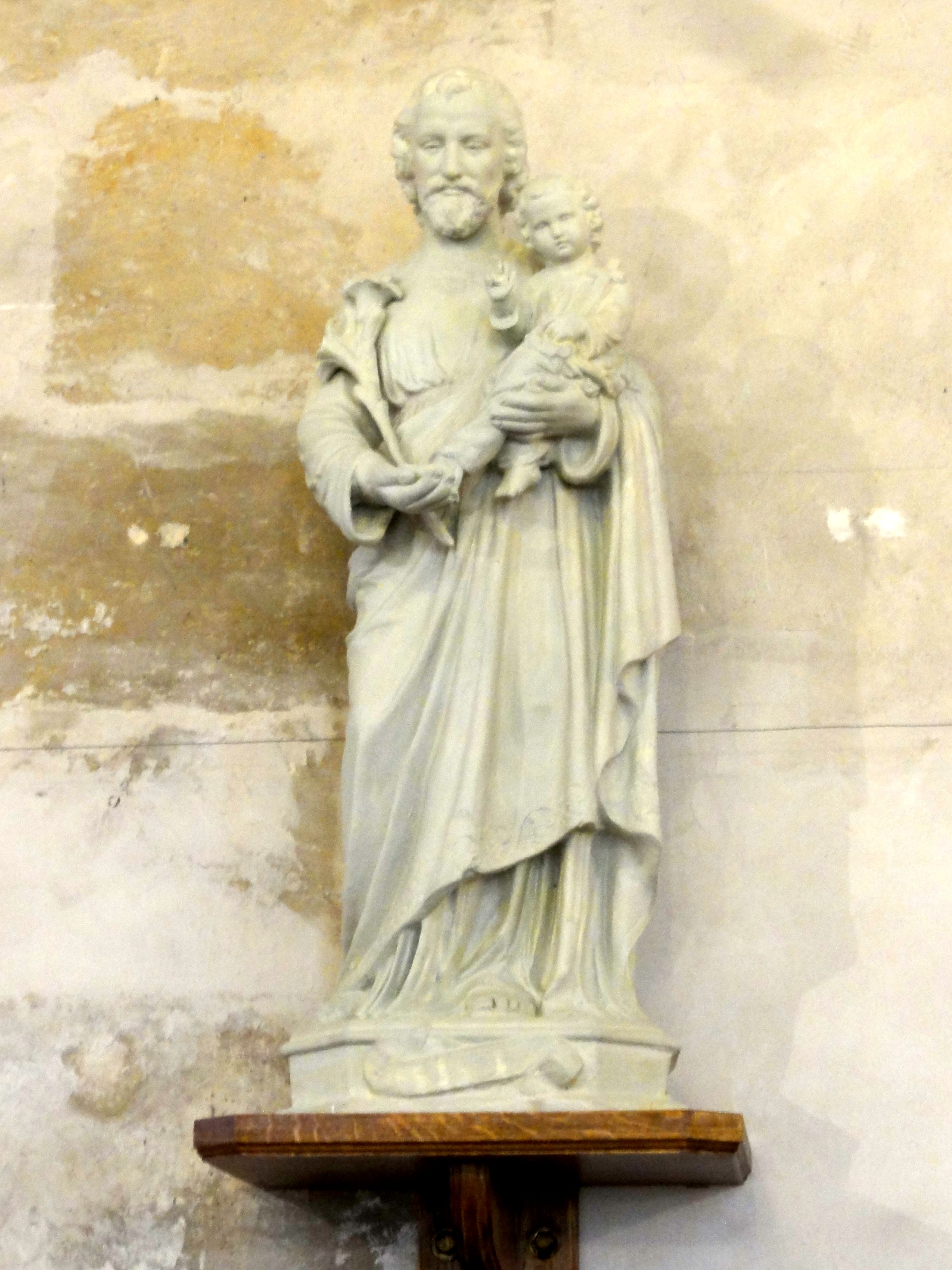
Statue de saint Joseph.

### Pierres tombales
Pierre de Billy, seigneur de Mauregard et de Roissy en partie, fut inhumé en 1328 en l'église de Roissy. En octobre 1404, Jean de Billy fut aussi enterré dans l’église. C'est le dernier seigneur du village à disposer de ce privilège. Après le milieu du XIXe siècle, le baron Ferdinand de Guilhermy note à propos de la pierre tombale de Pierre de Billy que « quatre siècles et demi de séjour devant les degrés de la principale entrée du chœur ont réduit à bien peu de chose le dessin [...] On en voit cependant assez pour reconnaître une effigie en armure ». Pour la réfection du carrelage du sol en 1903, la pierre aurait été enlevée et transportée sous le clocher. Aujourd’hui, il n'en reste plus trace. Aucun membre des familles illustres des familles associées à Roissy, à savoir les Jouvenel des Ursins, de Mesmes, de Mesmes comte d'Avaux et de Riquet de Caraman, n'a été enséveli dans l'église de Roissy.
- La dalle funéraire à effigies gravées de Jehan Sauvage, seigneur de Ploisy  et e Roissy, et de demoiselle Perrette Thyois, sa femme, datait de 1477 et était la plus ancienne. Au milieu du XVIIIe siècle, l'abbé Lebeuf l'a trouvé assez effacé. Elle se trouvait alors à l'entrée du chœur. Ultérieurement elle a été réutilisée pour le pavage de la chapelle Saint-Roch, aujourd'hui chapelle Saint-Éloi. À cette occasion, un quart environ de la dalle a été retranchée, et au milieu du XIXe siècle, le baron de Guilhermy l'a retrouvée avec des effigies plus reconnaissables. L'état primitif de la dalle est heureusement connu grâce à un dessin de la collection de François Roger de Gaignières, conservée en la Bibliothèque nationale de France[38]. Le seigneur était revêtu de son armure, et sa femme, la dame de Nuysemont, portait une jupe blasonnée : à dextre, d'un échiquier ; à senestre, d'oiseaux et de lions. L'inscription était : « Cy gist noble home Jehan en son vivant seigneur de Ploisy et Roissy en France le quel tspassa le vi jour de may l'an m · cccc · lxxvii. Cy gist damoiselle perrette de thyois sa femme En son vinant dame de Noysemont les dreux laquelle trespassa... ». Selon Henri Houmaire, toute trace de la dalle funéraire aurait disparu[39],[37].
- La plaque commémorative de Jean et Perrette Sauvage, en même temps pierre tombale, date de 1511. Elle est couverte d'une longue inscription en lettres gothiques sur vingt-neuf lignes. Si la plupart des mots restent lisibles, la surface de la dalle est endommagée sur une zone verticale allant du haut vers le bas, de sorte que Ferdinand de Guilhermy a estimé ne pouvoir retranscrire l'inscription. Il résume néanmoins le contenu. Au mois de novembre 1511, les deux époux ont passé un acte devant deux notaires du Châtelet à Paris. L'acte stipule les détails des messes à chanter pour le salut des défunts, et des antiennes et psaumes à chanter. Ce n'est qu'en se rapprochant de la dalle que l'on aperçoit le décor gravé au-dessus du texte. On y voit Jean Sauvage et Perrette, assistés de saint Jean et saint Pierre, leurs patrons, et invoquant le Christ. Celui-ci est assis sur un arc-en-ciel, drapé d'un manteau, les mains ouvertes pour montrer ses plaies, comme sur les représentations du Jugement dernier. Derrière Jean Sauvage, un cadavre rongé par les vers repose sur un tertre, au milieu d'ossements. De sa bouche sort un phylactère avec l'inscription Miserimini mei (Job, 19, 21). Une petite fille accompagne Perrette et prie avec elle[40],[41].
- La dalle funéraire à effigies gravées de Jean Balagne et de Toussaine de La Rue, sa femme, haute de 205 cm et large de 95 cm, date de 1590 et est classée. Elle est bien dessinée, mais assez effacée, et représente les deux époux tournés l'un vers l'autre, les mains jointes, le mari en houppelande fermée, et la femme portant la coiffure à l'italienne et le costume caractéristique de l'époque. À leurs pieds, l'on voit leurs enfants, deux garçons et deux filles. Le décor est architecturé et se compose de deux arcades en plein cintre retombant sur des consoles, bordées d'oves, avec une tête de mort à chaque clé. Au-dessus de chaque arcade, un écusson blasonné d'une gerbe de blé est accompagné de deux génies nus, assis. L'inscription n'est plus que partiellement lisible : « Cy gisent honnestes personnes Jehan Balagne natif de Mont Lévesque en son vivant laboureur demeurant à Roissy en France Et Toussaine de la Rue sa femme lesquelz sont deseddes assavoir leddit Balagne[42] le XIX juing Mil vc iiiixx + x x lad' de la rue le ... Priez Dieu pour leurs âmes ». La date de décès de la femme n'a pas été gravée[43],[44].
- La dalle funéraire à effigie gravée de Jeanne Challant, femme de Pierre Dembert, haute de 175 cm et large de 75 cm, date de 1603 et est classée. La défunte est représentée sous une arcature reposant sur deux colonnes corinthiennes cannelées, en partie enveloppées de pampres, et accostées de consoles. Le décor est complété par des oves, de têtes de mort et de branches de laurier, et l'entablement est garni de rinceaux et repose sur un rang de denticules, mais selon le baron de Guilhermy, aucun détail ne mérite une observation particulière. L'inscription n'est plus que partiellement lisible : « Cy gist honneste femme Jehanne Challan ... native de Roissy en France elle vivant femme de Pierre Dembert laquelle est décédée le 23 jour de novembre 1603 agée de XIX ans Priez Dieu. Date : 1603 »[45],[46].
- La plaque de fondation de Gabriel Pluyette, en même temps dalle funéraire, haute de 114 cm et large de 64 cm, date de 1634. Le tympan en hémicycle représente un homme priant, agenouillé, devant un Christ en croix. En dessous, l'on voit encore une fois un écusson affichant une gerbe de blé. Ce sont des armes parlantes fréquentes pour les laboureurs, dont les familles n'avaient pas de blasons dans le sens propre du terme. Elles indiquent leur profession. Gabriel Pluyette était laboureur, et sa famille tenait un rang important à Fontenay-en-Parisis et quelques paroisses voisines. La longue inscription, relevée par Ferdinand de Guilhermy, est encadrée par deux pilastres corinthiens décorés de rinceaux, et surmontés de sections d'entablement. Le texte est encore aisément lisible : On y apprend que Gabriel Pluyette est mort à l'âge de soixante-trois ans, en date du 22 janvier 1634, et donne à l'église la somme de quatre livres, à prendre sur les revenus d'une terre près du moulin. En contrepartie, une messe doit être chantée pour son salut chaque année, le jour de sa mort. En plus, une rente infime est octroyée au prieur, pour que celui-ci dise un Ave Maria le jour de l'Assomption. La signature de Gabriel Pluyette est la première qui apparaît sur les régistres paroissiaux, en dehors de celle des prieurs-curés, quand il fait office de témoin d'un mariage en 1630[47],[48],[49].
- Les pierres tombales des religieux sont le plus souvent de petites dalles losangées aux XVIIe et XVIIIe siècles. Plusieurs prieurs-curés de Roissy-en-France ont reçu de telles dalles : Philippe Godet, mort le 28 avril 1685 ; Pierre Cleret, mort le 7 mai 1688 ; Henri Meslin, mort en 1679 ; Égide François Gentil, mort le 17 août 1715 ; et François Hubert Caron, mort le 14 mai 1779. La pierre tombale d'Henri Meslin, en partie cachée par l'autel de Saint-Éloi, est la seule que le baron de Guilhermy ne mentionne pas. — Les fonts baptismaux cachaient en partie la dalle funéraire de sœur sainte Thérèse Champy, première supérieure des Sœurs de la Charité de l'hôtel-Dieu de Gonesse, décédée... hôtel-Dieu le 20 ... âgée de 69. ans et de profession 44. Cette religieuse n'a pas été canonisée ; d'après Ferdinand de Guilhermy, sainte Thérèse serait son nom en religion, à moins que le titre ne soit destiné à témoigner de sa vertu et du dévouement de la défunte. Selon Henri Houmaire, cette dalle aurait également disparu[50],[51].

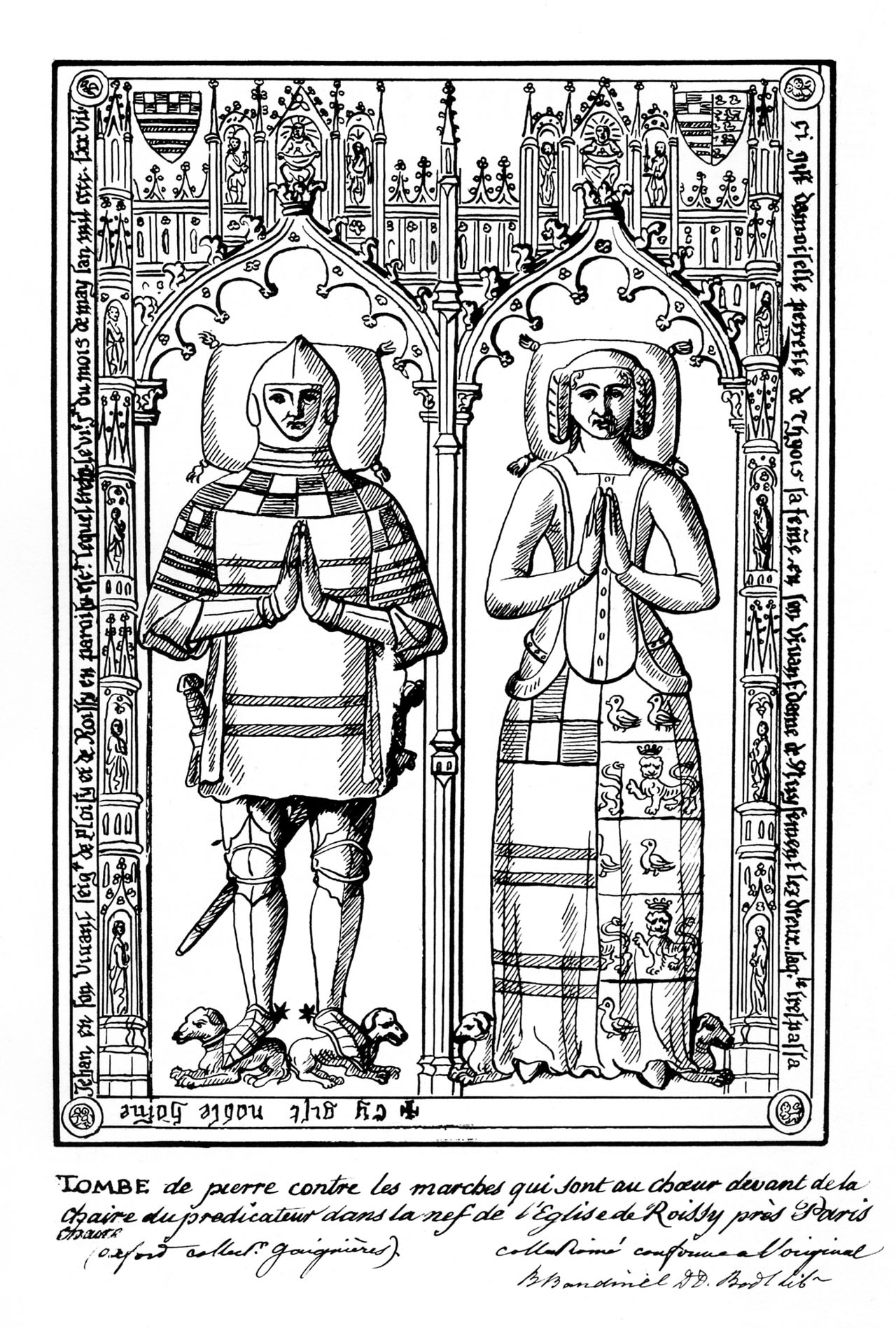
Dalle funéraire de Jehan Sauvage et Perrette de Thyois.
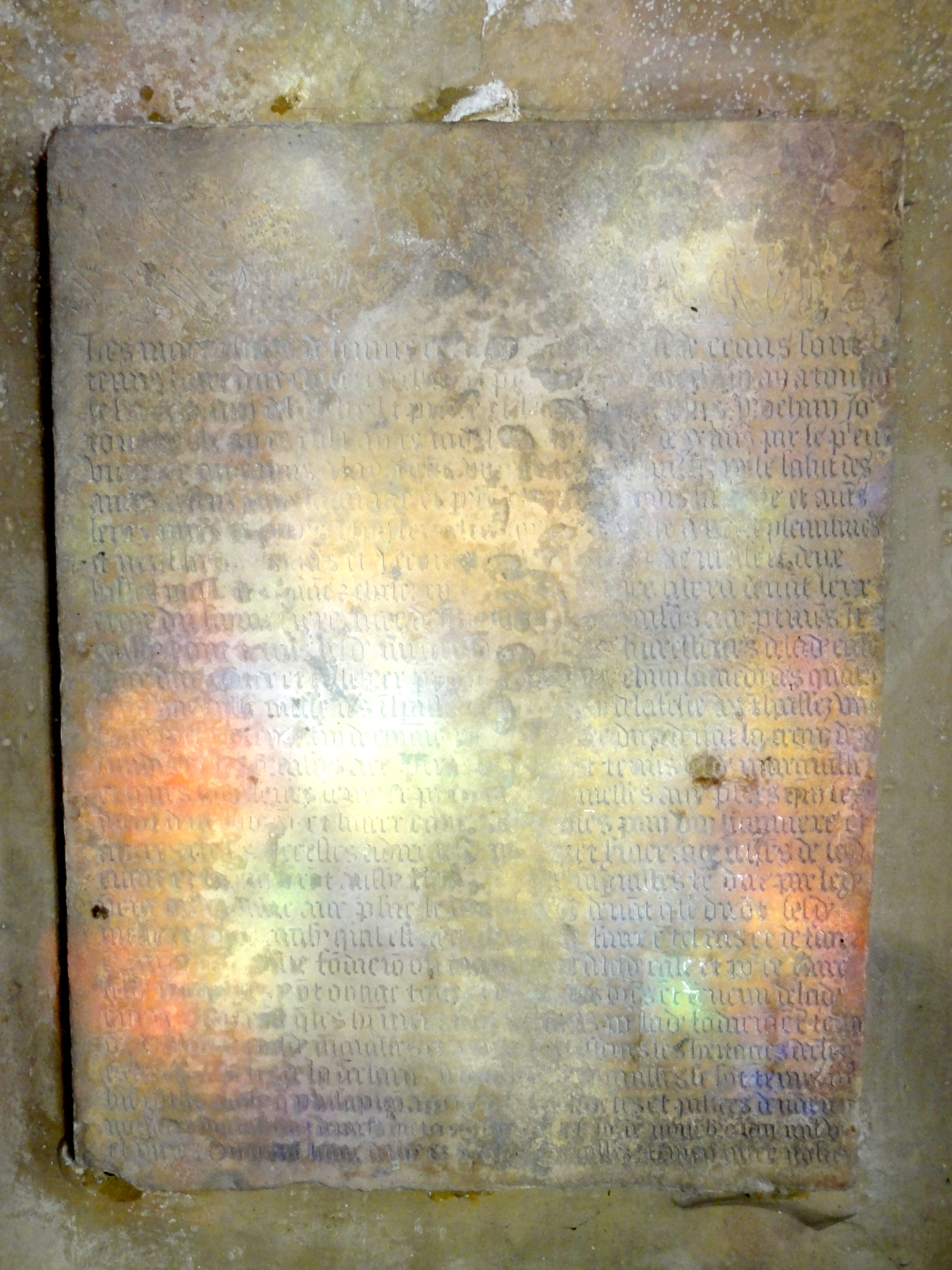
Plaque de fondation de Jean et Perrette Sauvage.
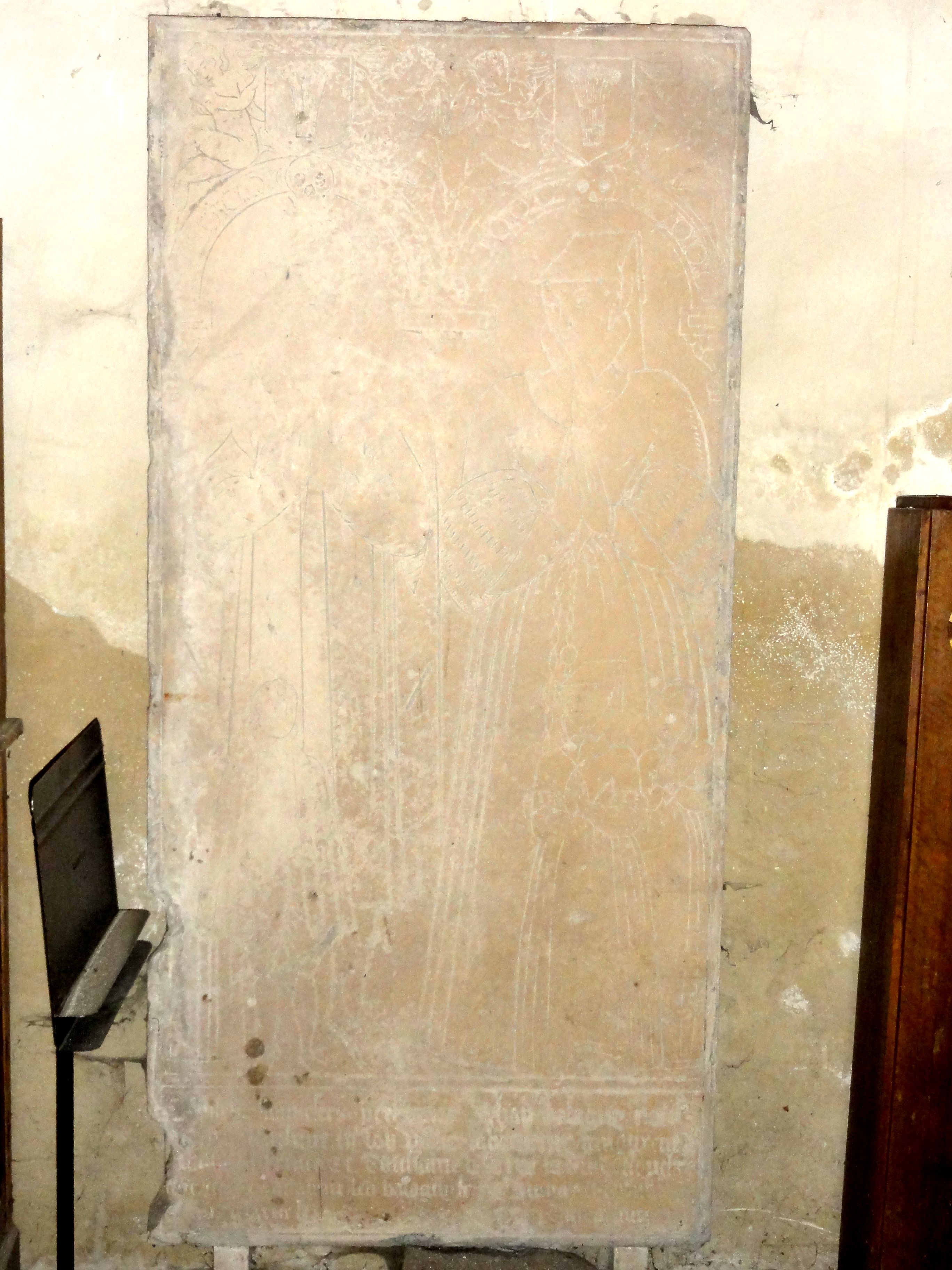
Dalle funéraire de Jehan Balagne et sa femme.
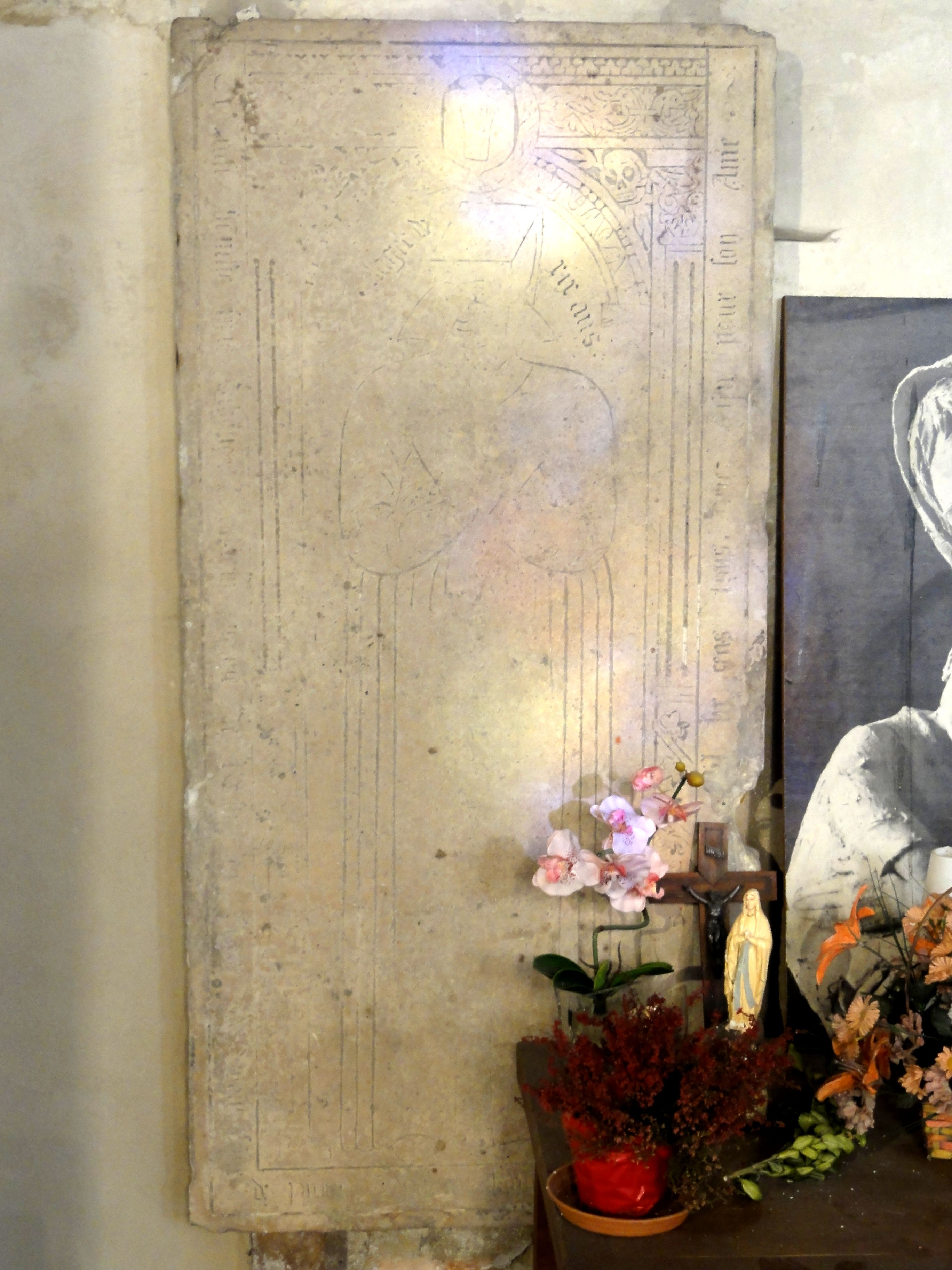
Dalle funéraire de Jehanne Challant.
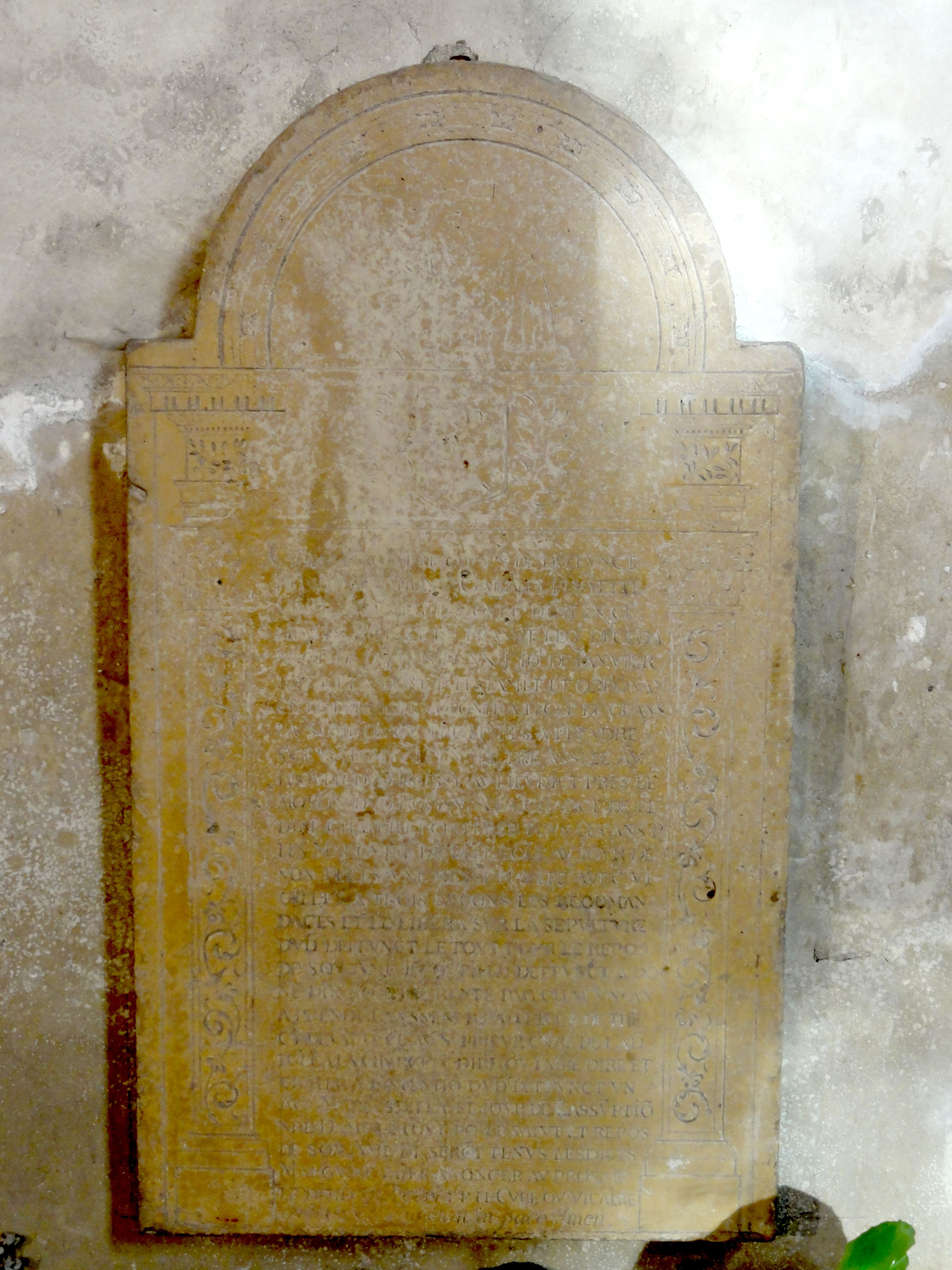
Plaque de fondation de Gabriel Pluyette.
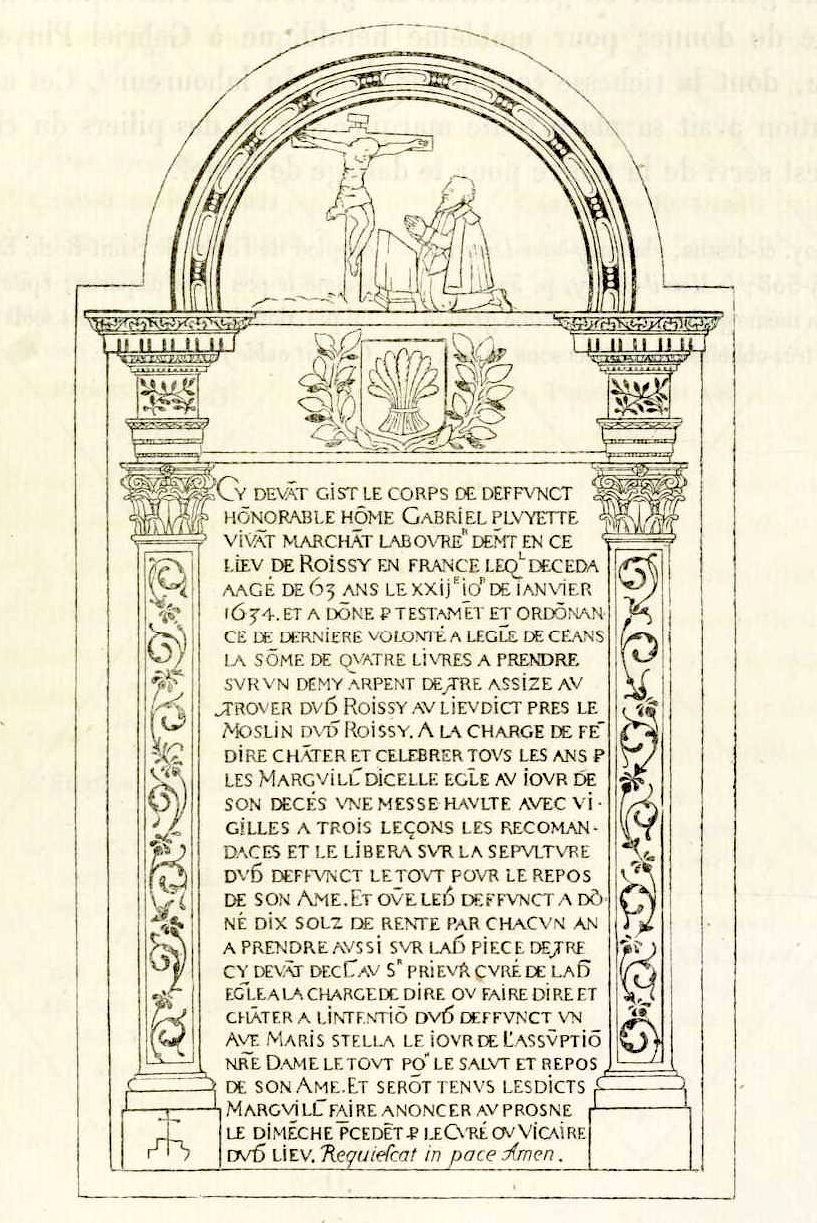
Plaque de fondation de Gabriel Pluyette.

### Vitraux

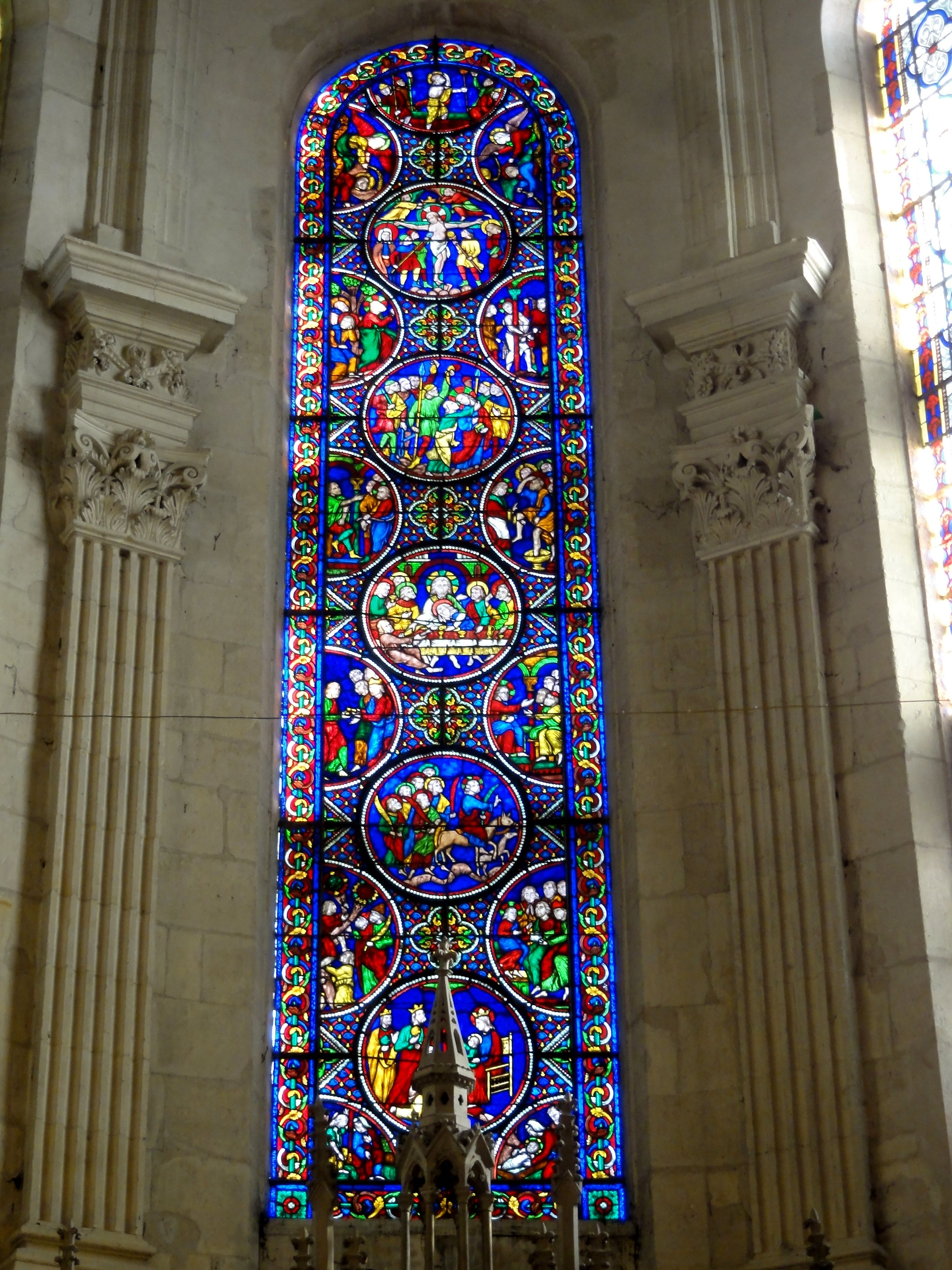
Vitrail d'axe du chevet - vie du Christ.

Huit fenêtres de l'église Saint-Éloi possèdent des vitraux figuratifs. Celui de l'axe du chevet est le seul à imiter le style du XIIIe siècle, et comporte un nombre important de médaillons, demi-médaillons, voire quart-de-médaillons, qui chacun raconte un épisode important du Nouveau Testament et de la vie du Christ, avec un accent particulier sur la Passion du Christ. La lecture se fait du bas vers le haut et, sur la première ligne, de la gauche vers la droite. Puis suivent le premier demi-médaillon de droite, et le premier demi-médaillon de gauche. À partir d'ici et jusqu'au sommet, la lecture continue dans un sens diagonal, toujours de la gauche vers la droite. Les scènes représentées sont les suivantes : l'Annonciation, la Nativité du Christ, l'Adoration des Mages, le Baptême de Jésus, Jésus et les Docteurs, l'entrée de Jésus à Jérusalem, la trahison de Judas, Jésus et les Pharisiens, la Cène, Jésus devant Ponce Pilate, le Lavement des pieds, l'arrestation de Jésus au jardin Gethsémani, la prière des disciples au jardin Gethsémani, la flagellation du Christ, la Crucifixion du Christ, un ange de la Résurrection (deux fois), et la Résurrection du Christ.
Les autres vitraux sont essentiellement ornementaux, et ne comportent que quelques panneaux figurés au centre, qui représentent un saint ou une sainte, ou, dans deux cas, une scène de la vie de ce saint. Henri Houmaire attire notamment l'attention sur le vitrail de saint Éloi dans la baie large du collatéral nord ; le vitrail de sainte Geneviève en face au sud ; ainsi que saint Louis dans la première baie du collatéral nord ; et sainte Adélaïde en face au sud. L'un des vitraux au chevet du collatéral sud est signé Louis-Victor Gesta, maître-verrier à Toulouse : les auteurs de l'Inventaire en concluent apparemment que son atelier a fourni l'ensemble des vitraux de l'église. Les vitraux ne comportent pas de dates ni les noms des donateurs. On sait seulement que l'atelier Gesta fut actif de 1857 à 1882, ce qui indique approximativement la période de leur réalisation,.

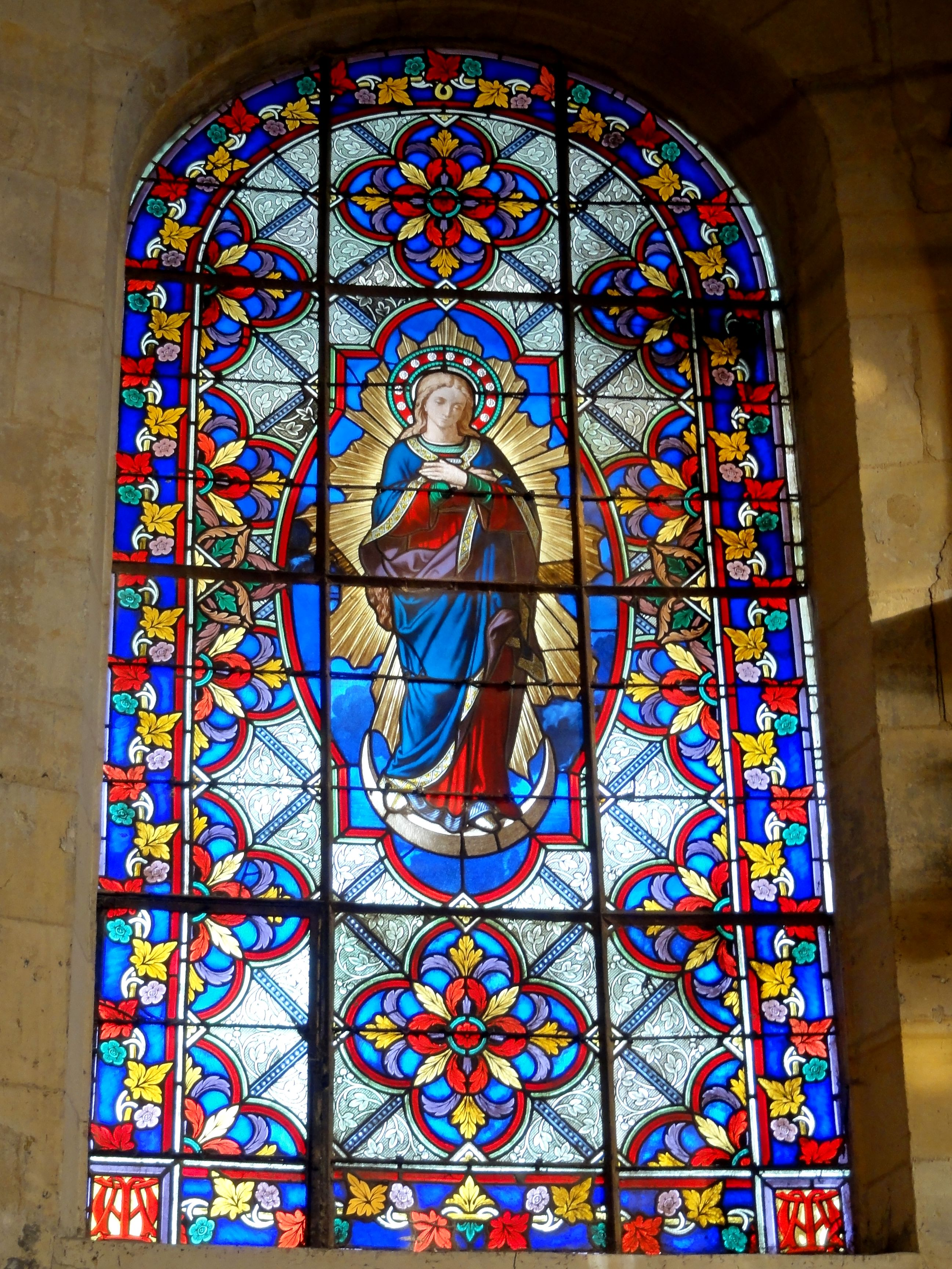
Collatéral nord, vitrail no 5 - la Vierge Marie en reine.
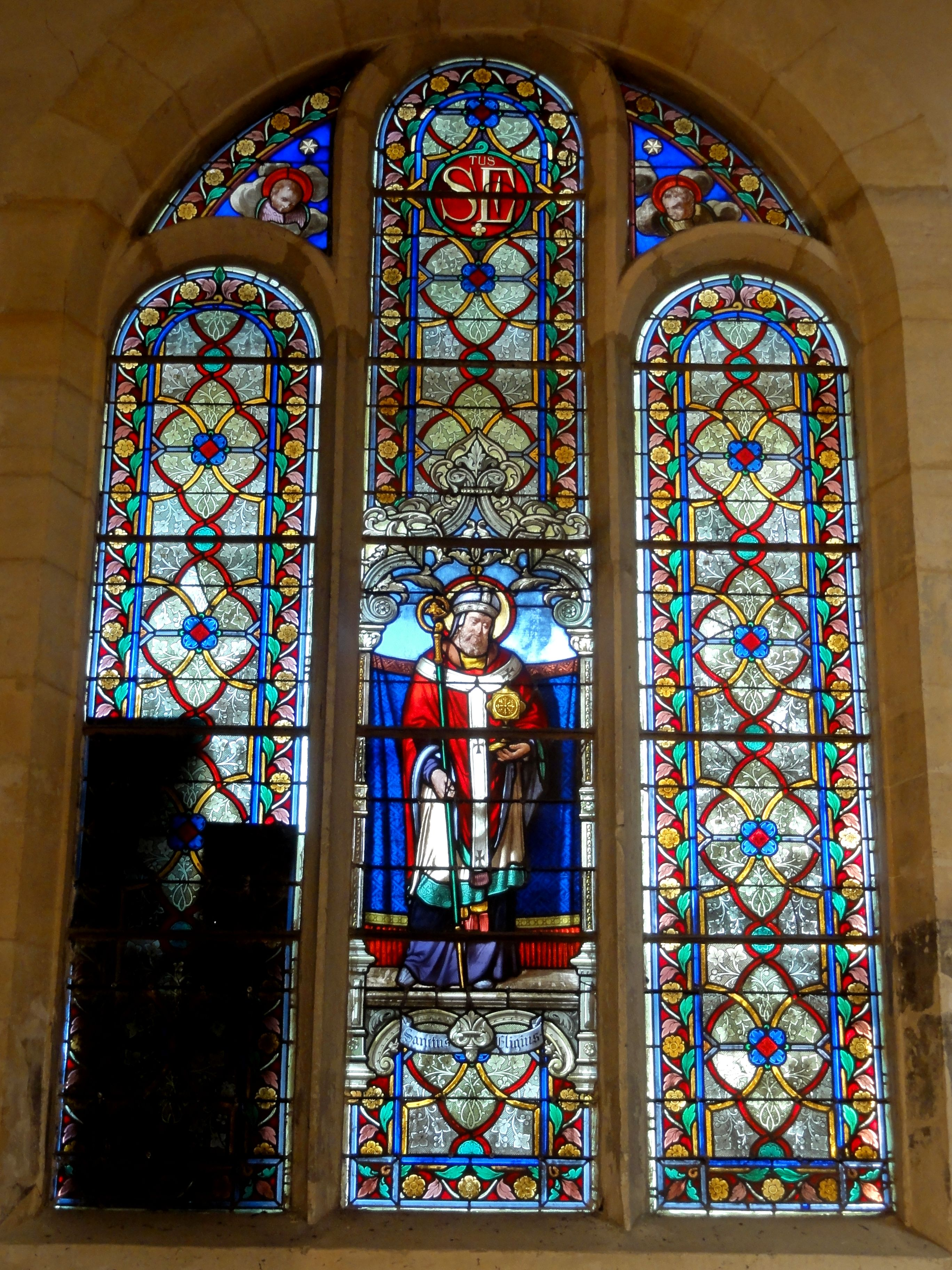
Collatéral nord, vitrail no 7 - saint Éloi.
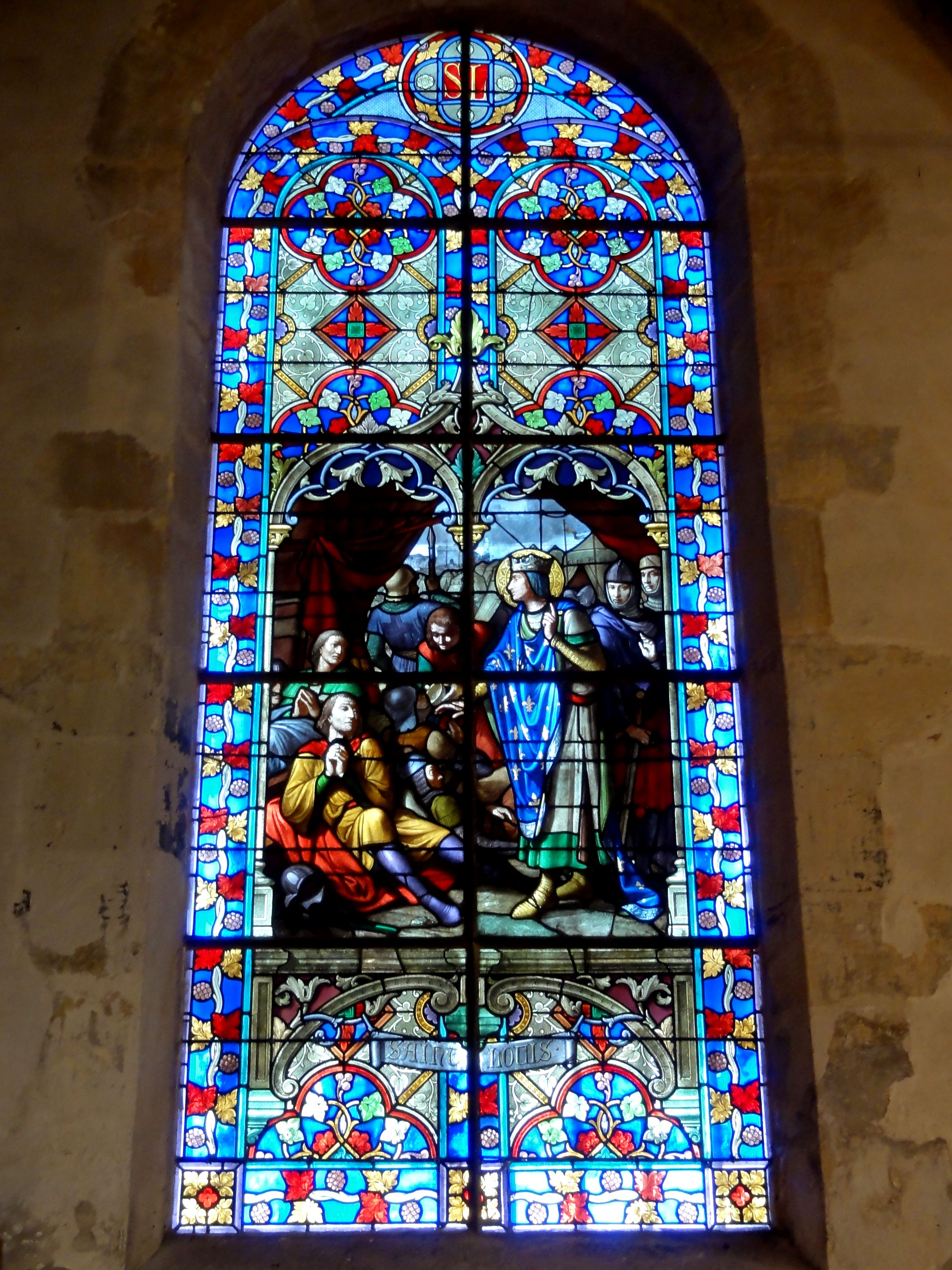
Collatéral nord, vitrail no 9 - saint Louis.
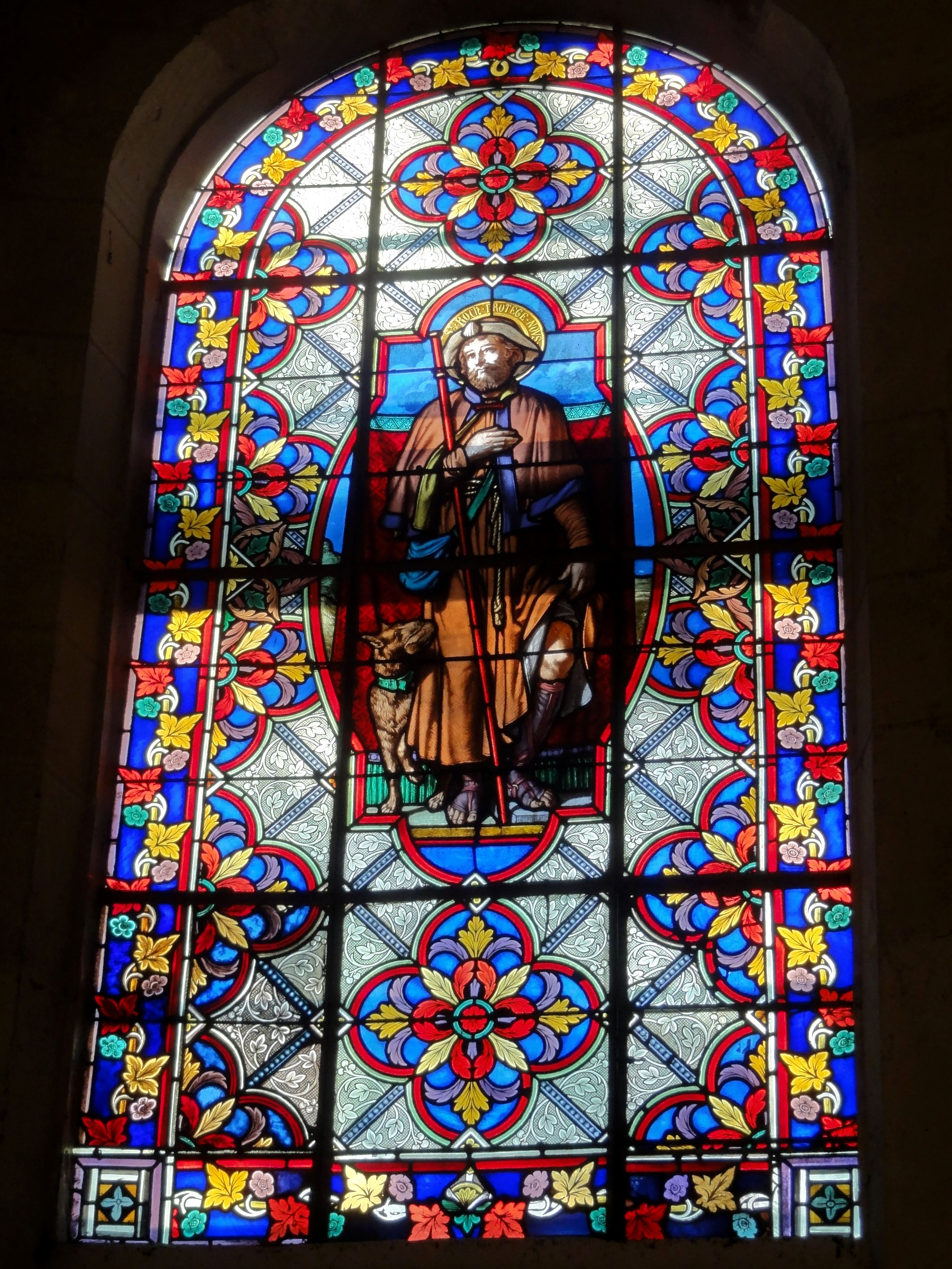
Collatéral sud, vitrail no 6 - saint Roch.
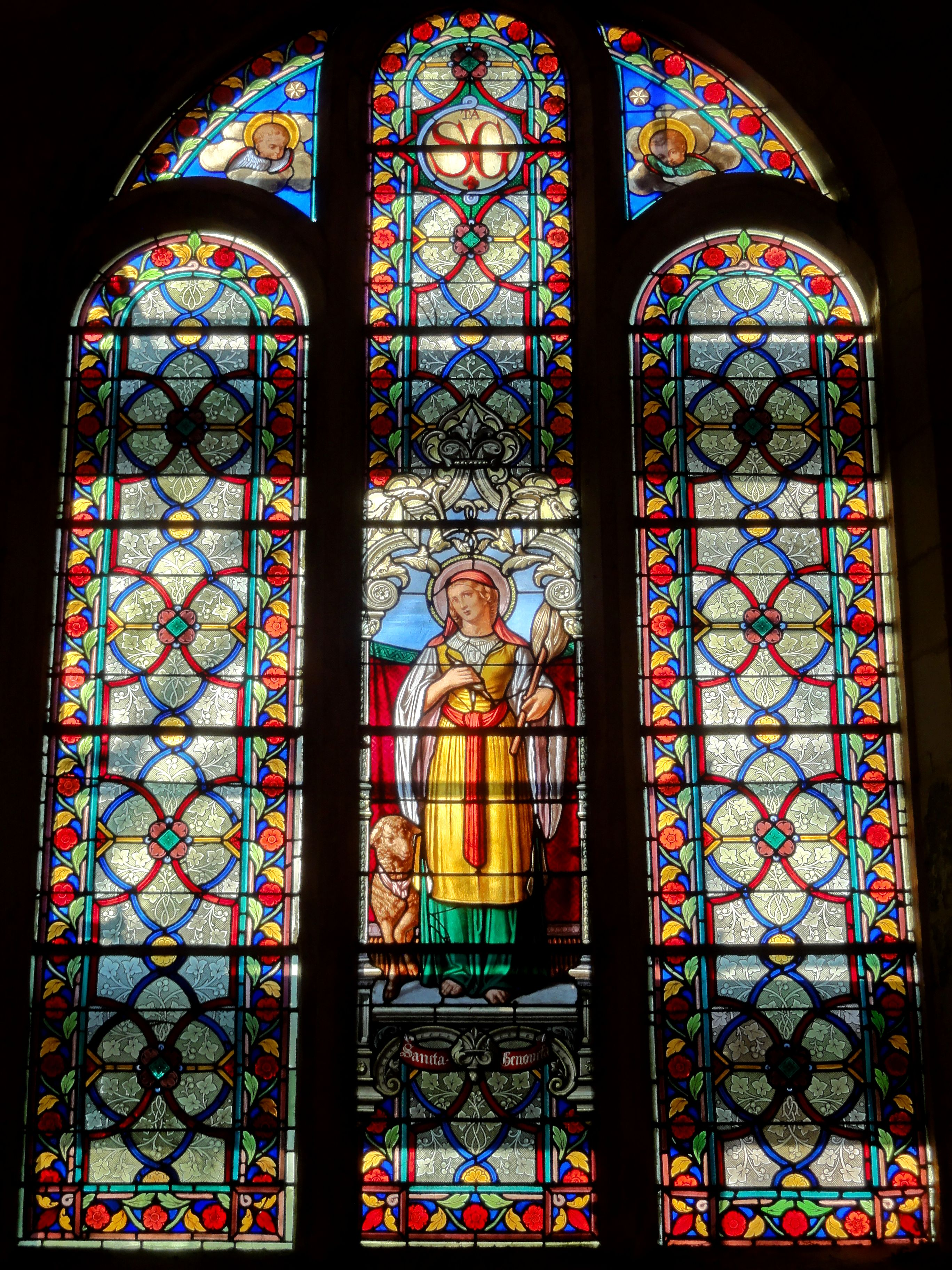
Collatéral sud, vitrail no 8 - sainte Geneviève.
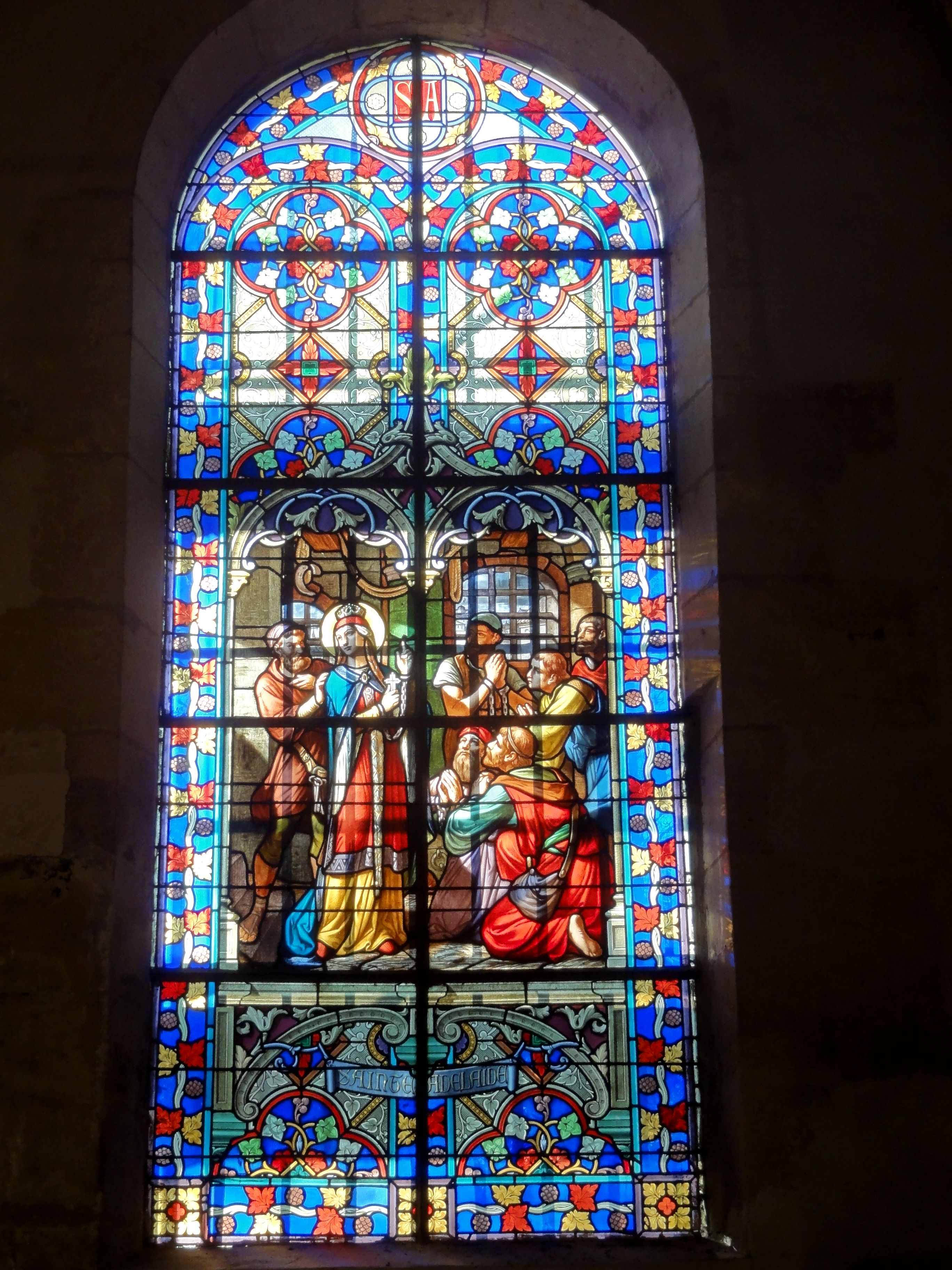
Collatéral sud, vitrail no 10 - sainte Adelaïde.

### Cloche
- Une seule cloche a survécu à la Révolution, excepté celles qui proviennent du château. Elle est en bronze, date de 1641, et ses dimensions n'ont pas été prises lors du classement. Son inscription a été relevée par le baron Ferdinand de Guilhermy : « + Ieanne Antoinette svis nommée par / hault et pvissant seigneur messire Iacques / de Mesmes chevalier premier conser du Roi / en tovs ses conseils seignevr de Roissy et / madame Antoinette de Grossaine son épouse / mestre Henri de Meslin prtre doctevr en / théologie prievr cvré de Roissy / dv temps de François Avbry et Nicolas / Domont marguilliers 1641 / Nicolas Therovenne et Guillaume Therovenne »[55],[56]

### Iconographie
- L'église Saint-Éloi de Roissy-en-France, huile sur toile de Jacques Thiout, 1966, musée du Domaine départemental de Sceaux.